# تاريخ باريس

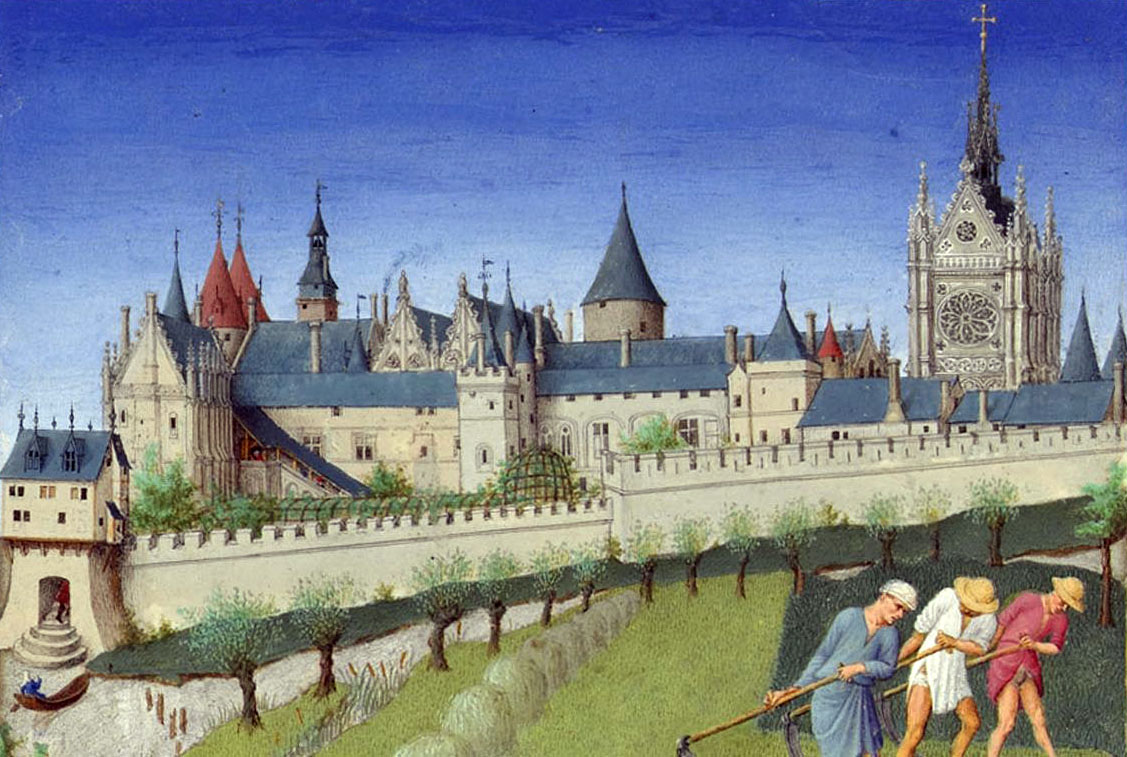
قصر المدينة وسانت تشابيل كما ينظر اليها من الضفة اليسرى من ساعات دوق بيري الغنية (1410)، شهر يونيو.

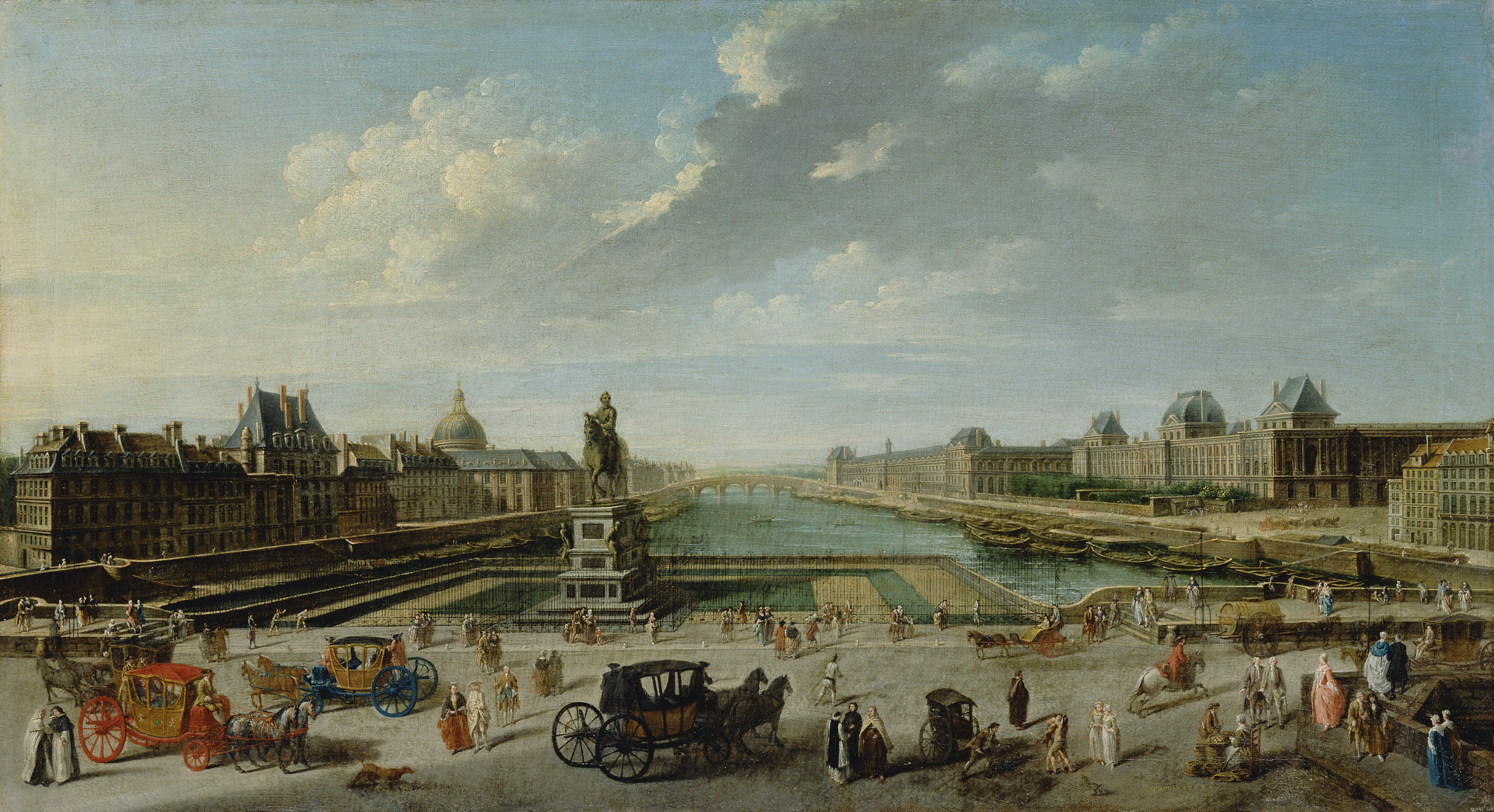
باريس في عام 1763، من قبل نيكولاس جان بابتيست راجوينيت، منظر من باريس من بونت نيوف، متحف جيتي.

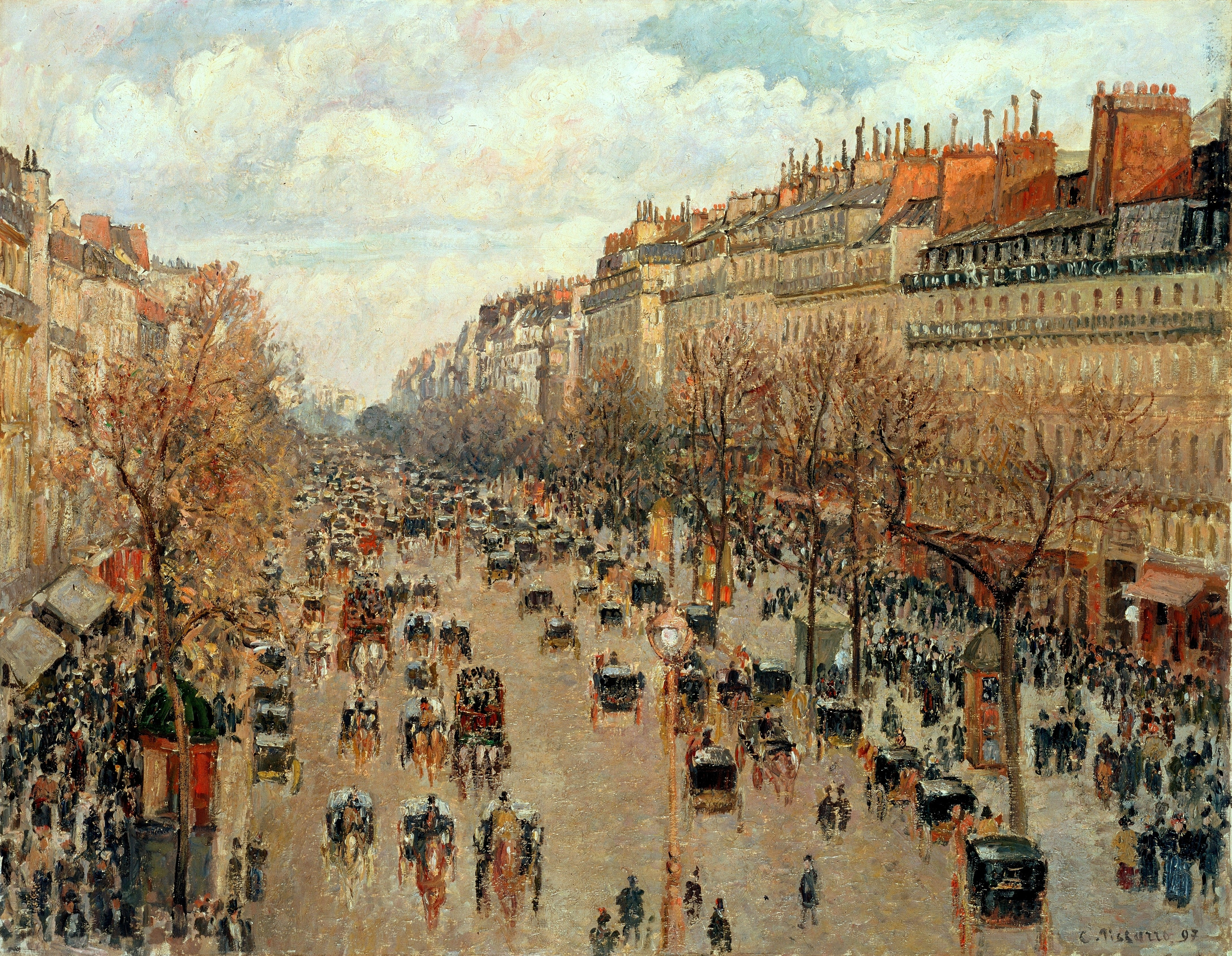
باريس 1897، جادة مونتمارتر، بجوار كاميل بيسارو، متحف هيرميتاج، سانت بطرسبرغ، روسيا.

اكتشفت أقدم آثار الوجود البشري في باريس، في عام 2008 بالقرب من شارع هنري فرمان في الدائرة 15، هي عظام بشرية ودليل على معسكر من الصيادين جامعي الجوائز ويعود تاريخهم إلى حوالي 8000 سنة قبل الميلاد، خلال العصر الحجري المتوسط. بين 250 و 225 قبل الميلاد، الباريسيي، وهي قبيلة فرعية من السنونيس الكلتية، استقرت على جزيرة المدينة وعلى ضفاف نهر السين، وبنيت جسورا وحصنا، ورسمت القطع النقدية، وبدأت بالتجارة مع مستوطنات الأنهار الأخرى في أوروبا.
في 52 قبل الميلاد، قام الجيش الروماني بقيادة تيتوس لابينوس بهزيمة قبيلة الباريسيي وأنشأوا مدينة حامية غالو الرومانية التي تسمى لوتيتيا. كانت المدينة مسيحية في القرن الثالث الميلادي، وبعد انهيار الإمبراطورية الرومانية، احتلها كلوفيس الأول، ملك الفرنجة، الذي جعلها عاصمته في عام 508.
خلال العصور الوسطى، كانت باريس أكبر مدينة في أوروبا، ومركز ديني وتجاري هام، ومنشأ الطراز القوطي للهندسة المعمارية. كانت جامعة باريس على الضفة اليسرى، التي نظمت في منتصف القرن 13، واحدة من أوائل الجامعات في أوروبا. عانت من الطاعون الدبلي في القرن الرابع عشر وحرب المائة عام في القرن الخامس عشر، مع تكرار الطاعون. بين 1418 و 1436، احتلت المدينة من قبل البورغنديز والجنود الإنجليز. في القرن السادس عشر، أصبحت باريس عاصمة نشر الكتب في أوروبا، على الرغم من أنها هزتها حروب فرنسا الدينية بين الكاثوليك والبروتستانت. في القرن الثامن عشر، كان مركز التخمر الفكري المعروف باسم عصر التنوير، والمرحلة الرئيسية للثورة الفرنسية من 1789، والتي تذكر كل عام في 14 يوليو مع عرض عسكري.
في القرن التاسع عشر، أنشأ نابليون الأول المدينة من الآثار إلى المجد العسكري. أصبحت العاصمة الأوروبية للأزياء مشهد ثورتين أخرتين (في عامي 1830 و 1848). في ظل نابليون الثالث ومحافظه السين، جورج-يوجين هوسمان، أعيد بناء مركز باريس بين 1852 و 1870 مع طرق جديدة واسعة، والساحات والحدائق الجديدة، وتم توسيع المدينة إلى حدودها الحالية في عام 1860. في الجزء الأخير من هذا القرن، الملايين من السياح جاءوا لرؤية المعارض الدولية بباريس وبرج ايفل الجديد.
في القرن العشرين، عانت باريس من القصف فيالحرب العالمية الأولى والاحتلال الألماني من 1940 حتى 1944 في الحرب العالمية الثانية. بين الحربين، كانت باريس عاصمة الفن الحديث ومغناطيس للمثقفين والكتاب والفنانين من جميع أنحاء العالم. وصل عدد السكان إلى أعلى مستوى له تاريخيا وهو 2.1 مليون نسمة في عام 1921، لكنه انخفض خلال بقية القرن. افتتحت المتاحف الجديدة (مركز بومبيدو، ومتحف مارموتان مونيه ومتحف أورساي)، ومتحف اللوفر الذي أطلقوا عليه هرم الزجاج.
في القرن الحادي والعشرين، أضافت باريس متاحف جديدة وقاعة حفلات موسيقية جديدة، ولكن في عام 2005 شهدت أيضا اضطرابات عنيفة في مشاريع الإسكان في الضواحي المحيطة بها، التي يسكنها إلى حد كبير الجيل الأول والثاني من المهاجرين من المستعمرات الفرنسية السابقة في المغرب العربي وأفريقيا بجنوب الصحراء الكبرى. في عام 2015، صدمت المدينة والأمة من جراء هجومين إرهابيين مميتين قام بهما المتطرفون الإسلاميون. انخفض عدد سكان المدينة بشكل مطرد من عام 1921 حتى عام 2004، نتيجة لانخفاض حجم الأسرة وهجرة الطبقة الوسطى إلى الضواحي؛ ولكنها تتزايد ببطء مرة أخرى، حيث ينتقل الشباب والمهاجرون إلى المدينة.

## ما قبل التاريخ

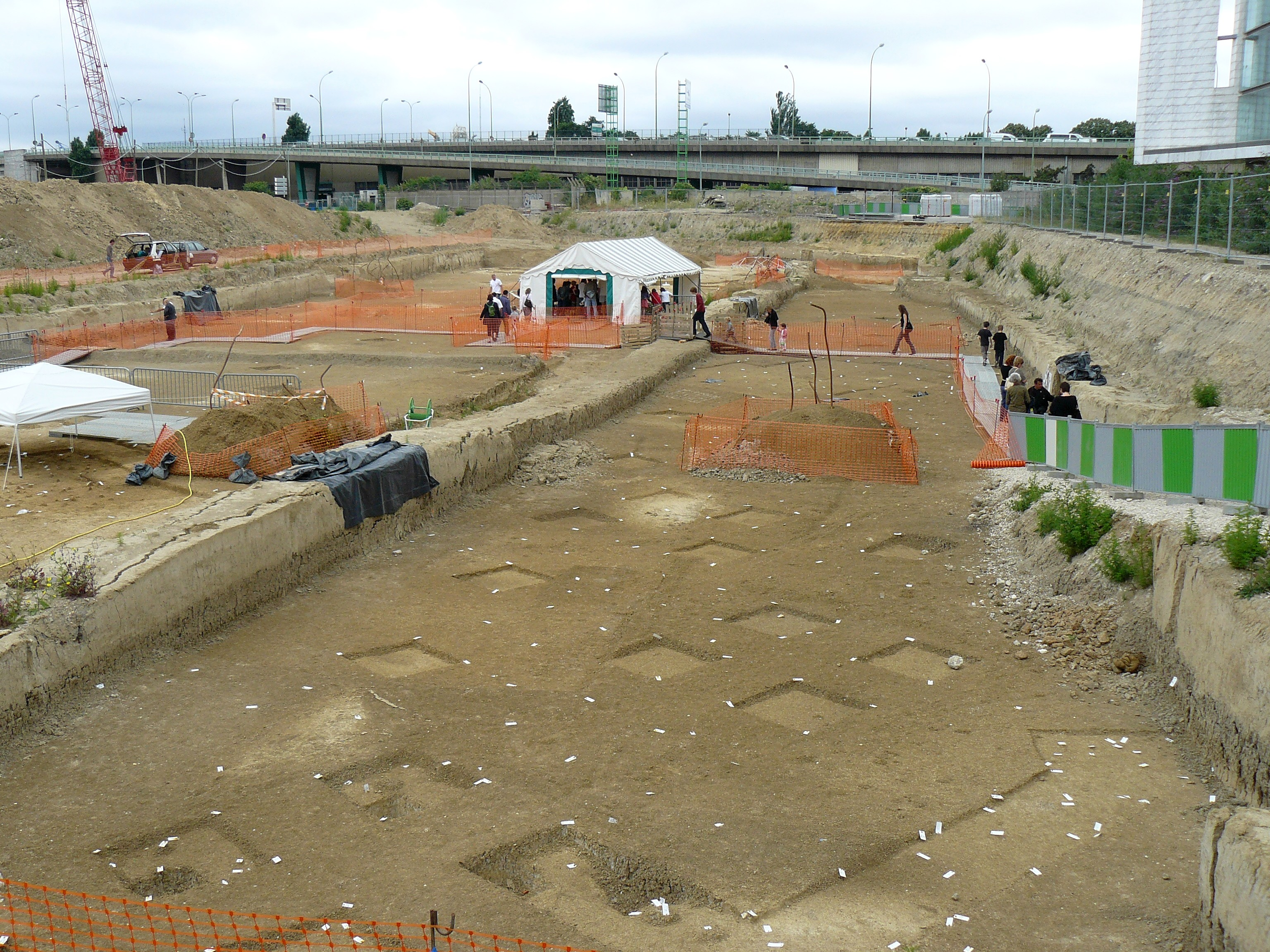
موقع المعهد الوطني للبحث العلمي (أرابيولوجيكس بريفنتيفس) الذي نقش في شارع هنري فرمان (الدائرة 15) في حزيران / يونيه 2008.

في عام 2008، قام علماء الآثار في المعهد الوطني للبحث العلمي (أي إن أر أ بي) (الذي تديره وزارة التعليم العالي والبحث في فرنسا) بحفر رقم 62 رو هنري فرمان في الدائرة الخامسة عشرة، وليس بعيدا عن الضفة اليسرى للسين، اكتشف أقدم رفات بشرية وآثار مستوطنة صيادي الجوائز في باريس، يعود تاريخها إلى حوالي 8000 سنة قبل الميلاد، خلال العصر الحجري المتوسط.
تم العثور على آثار أخرى حديثة من المستوطنات المؤقتة في بيرسي في عام 1991، والتي يرجع تاريخها إلى حوالي 4500-4200 قبل الميلاد. وجد تنقيب الحفريات في بيرسي شظايا من ثلاثة زوارق خشبية يستخدمها الصيادون على نهر السين، وهي أقدم حيث يرجع تاريخها إلى 4800-4300 قبل الميلاد. هي الآن معروضة في متحف كارنافاليت. وجد تنقيب الحفريات في موقع رو هنري فرمان آثار المستوطنات من العصر البرونزي (4200-3500 قبل الميلاد)؛ العصر البرونزي المبكر (3500-1500 قبل الميلاد)؛ والعصر الحديدي الأول (800-500 قبل الميلاد). وجد علماء الآثار سيراميك، وشظايا العظام الحيوانية، وقطع من محاور مصقولة. تم العثور على القبعات المصنوعة في أوروبا الشرقية في موقع العصر الحجري الحديث في بيرسي، والتي تبين أن أول الباريسيين كانوا يتاجرون بالفعل مع المستوطنات في أجزاء أخرى من أوروبا.

## الغزو الروماني وقبيلة الباريسي (250-52 قبل الميلاد)

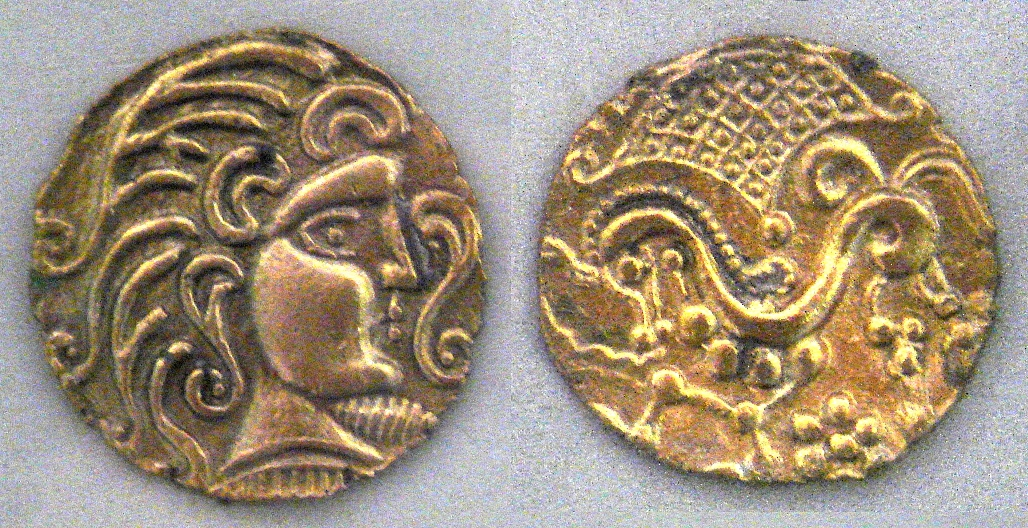
العملات الذهبية التي تم سكها بواسطة الفرس (القرن الأول قبل الميلاد).

بين 250 و 225 قبل الميلاد، خلالالعصر الحديدي، استقرت باريسيي، قبيلة فرعية من سلتيك سينونيس، على جزيرة المدينة وعلى ضفاف نهر السين. في بداية القرن الثاني قبل الميلاد، قاموا ببناء قلعة أوبيدم، وهي حصن مسور، إما على ديلا أو في مكان قريب (لم يتم العثور على أي أثر لها)، وأنشأوا الجسور الأولى على نهر السين. سميت المستوطنة باسم «لوكوتوسيا» (وفقا للجغرافي سترابو اليوناني القديم) أو «ليوكوتيسيا» (وفقا للجغرافي الروماني بطليموس)، ربما تكون قد أخذت اسمها من كلمة سلتيك لوغو أو لوكو، في مستنقع. كانت أسهل مكان لعبور نهر السين، وكان لها موقعا استراتيجيا على الطريق التجاري الرئيسي، عبر نهري السين والرون، بين بريطانيا ومستعمرة بروفانس الرومانية والبحر الأبيض المتوسط. موقع الجسر الذي يمر على طول النهر جعل المدينة الجديدة مزدهرة، لدرجة أنها كانت قادرة على سك العملات الذهبية الخاصة بها، والتي كانت تستخدم للتجارة في جميع أنحاء أوروبا. تم العثور على عملات معدنية من المدن على طول نهر الراين والدانوب وحتى من قادس في إسبانيا في حفريات المدينة القديمة.
قام يوليوس قيصر وجيشه الروماني بحملة في غول بين عامي 58 و 53 قبل الميلاد تحت ذريعة حماية الأراضي من الغزاة الألمان، ولكن في الواقع لقهرها وضمها إلى الجمهورية الرومانية. في صيف عام 53 قبل الميلاد زار المدينة وتحدث إلى مندوبي القبائل الجاليكية التي تم تجميعها قبل المعبد على مدينة ديلا ليطلب منهم المساهمة بالجيش والمال في حملته. حذرا من الرومان، استمعت قبيلة الباريسي بأدب إلى قيصر، وعرضت تقديم بعض الفرسان، ولكن شكلت تحالفا سريا مع القبائل العظيمة الأخرى، تحت قيادة فيرسينجيتوريكس، وشنت انتفاضة ضد الرومان في يناير 52 قبل الميلاد.

استجاب قيصر بسرعة وسار في القوة ستة جحافل شمالا إلى أورليانز، حيث بدأ التمرد، ثم إلى جيرغوفيا، منزل فيرسينجيتوريكس. في الوقت نفسه، أرسل نائبه تيتوس لابينوس مع أربعة جحافل لإخضاع باريسيي وحلفائهم، سينونس. أحرق قائد باريسيي، كامولوجين الجسر الذي ربط أوبيدوم إلى الضفة اليسرى من نهر السين، وبالتالي فإن الرومان لم يتمكنوا من الاقتراب من المدينة. ثم ذهب لابينوس والرومان اتجاه مجري النهر، وقاموا ببناء جسر عائم خاص بهم في ميلون واقترب لوتيتيا على الضفة اليمنى. استجاب الكومولوجين عن طريق حرق الجسر إلى الضفة اليمنى وحرق المدينة ديلا، قبل أن ينتقل إلى الضفة اليسرى ويجعل المخيم في ما هو الآن سان جيرمان دي بري.خدع لابينوس باريسيي بواسطة حيلة ذكية. في منتصف الليل، أرسل جزء من جيشه، مما يجعل الضجيج قدر الإمكان، نابعا إلى ميلون، ترك جنوده عديمي الخبرة في معسكرهم على الضفة اليمنى، ومع أفضل جنوده، عبروا بهدوء نهر السين إلى الضفة اليسرى ووضعوا فخ للباريسي. الكومولوجيين، معتقدين أن الرومان كانوا يتراجعون، وقسموا قواتهم، فبعضهم للقبض على المعسكر الروماني، الذي كان يعتقد أنه تم التخلي عنه، وآخرون لمتابعة الجيش الروماني. بدلا من ذلك، ركضوا مباشرة إلى أفضل اثنين من الجحافل الرومانية على سهل غرينيل، بالقرب من موقع برج ايفل الحديث والمدرسة العسكرية.خاض الباريسي بشجاعة وبئس في ما أصبح يعرف باسم معركة لوتيتيا. قتل الكامولوجين وقتل جنودهم على يد الرومان المدربين. على الرغم من الهزيمة، واصل الباريسي مقاومة الرومان. أرسلوا ثمانية آلاف رجل للقتال مع فيرسينجيتوريكس في موقفه الأخير ضد الرومان في معركة أليسيا..

## اللوتيتيا الرومانية (52 قبل الميلاد 486 ميلادية)

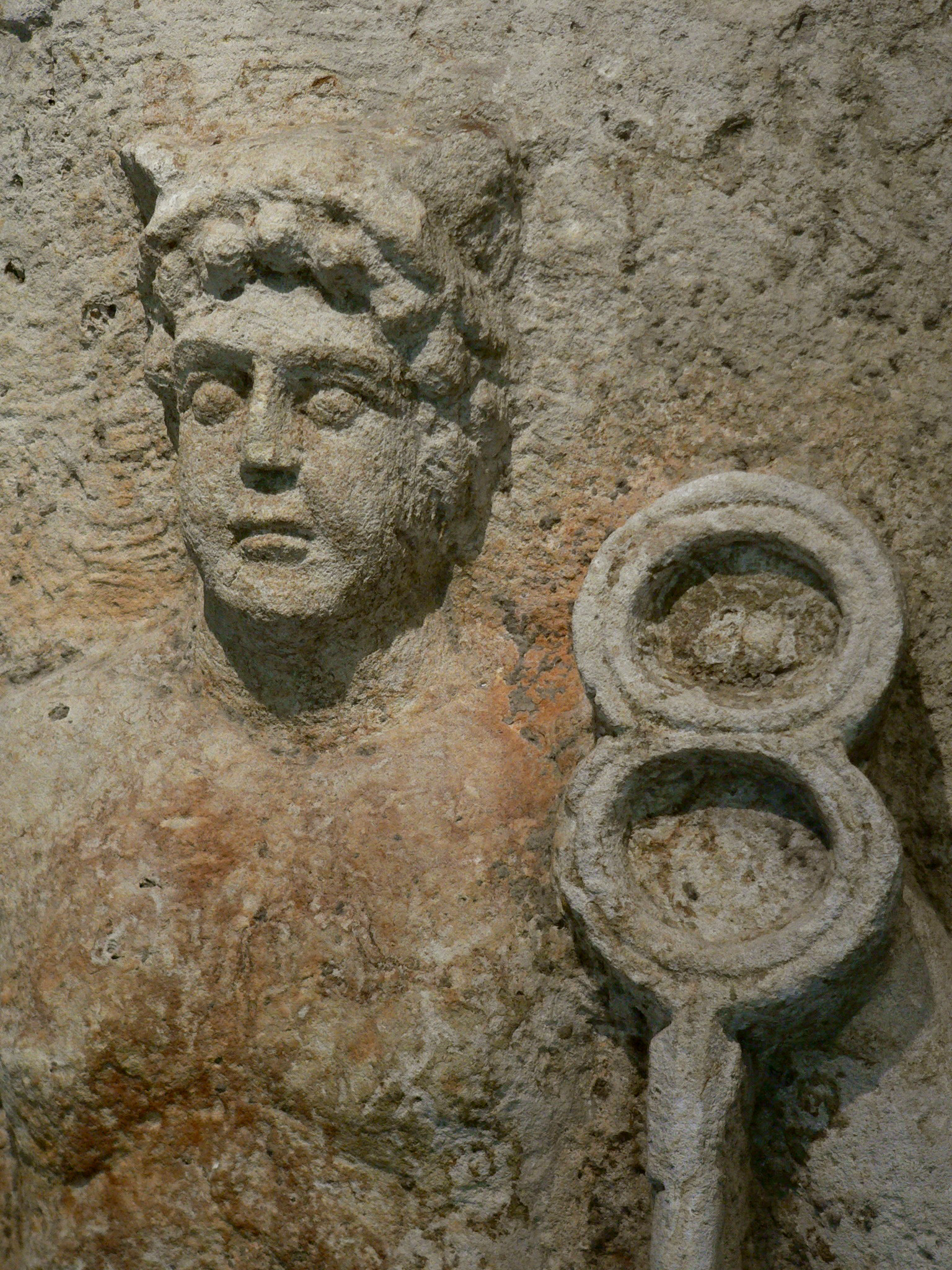
معبود روماني لكوكب عطارد من لوتيتيا. سكان لوتيتيا قاموا بعبادة الآلهة الرومانية والكلتانية.(متحف كارنافاليت).

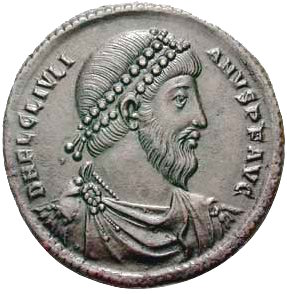
جوليان المرتد توج الإمبراطور الروماني في ثيرمز دي كلوني في 360 م. حاول دون جدوى أن يتراجع من الغزوات الجرمانية وانتشار المسيحية.

بنى الرومان مدينة جديدة كقاعدة لجنودهم والمساعدين المهمين بهدف مراقبة المقاطعة المتمردة. المدينة الجديدة كانت تسمى لوتيتيا (لوتيس) أو «لوتيتيا باريزيوروم» («لوتيس فارس»). الاسم ربما جاء من الكلمة اللاتينية لوتا، وهذا يعني الطين أو المستنقع  ووصف قيصر الهور العظيم، أو الماريز، على الضفة اليمنى للسين. كان الجزء الأكبر من المدينة على الضفة اليسرى من السين، الذي كان أعلى وأقل عرضة للفيضانات. وضعت بعد تصميم المدينة الرومانية التقليدية على طول محور الشمال والجنوب (المعروفة في اللاتينية كما ماكسيموس كاردو). على الضفة اليسرى، يتبع الشارع الروماني الرئيسي الطريق من العصر الحديث رو سان جاك. عبرت نهر السين واجتازت مدينة ديلا على جسرين خشبيين: «بيتت بونت» و «غراند بونت» (اليوم بونت نوتردام). ميناء المدينة، حيث القوارب رست، وكانت تقع في الجزيرة حيث بارفيس من نوتردام . على الضفة اليمنى، اتبعت شارع سان مارتن الحديث. على الضفة اليسرى، عبر كاردو ديكومانوس الشرق والغرب وهم أقل أهمية، الذي يسمي شارع كوجاس اليوم، رو سوفلوت وشارع ديس إكولز.
تمركزت المدينة فوق منتدى مونتاجن سانت جينفييف بين بوليفارد سانت ميشيل وشارع سان جاك، حيث يقع شارع سوفلوت الآن. ويبلغ طول المبنى الرئيسي للميدان مائة متر ويحتوي على معبد وبازيليكا يستخدم في الوظائف المدنية ورواق مربعة يغطي المحلات التجارية. في مكان قريب، على منحدر التل، كان مسرحا هائلا بني في القرن الأول الميلادي، الذي يمكن أن يتسع إلى من عشرة إلى خمسة عشر ألف متفرج، على الرغم من أن سكان المدينة كانوا فقط من ستة إلى ثمانية آلاف. تم تزويد مياه الشرب العذبة بالمدينة بطول ستة عشر كيلومترا من حوض رونجيس وويسوس. كما وفرت القناة الرومانية المياه إلى الحمامات الشهيرة، أو ثيرمز دي كلوني، التي بنيت بالقرب من الميدان في نهاية القرن الثاني أو بداية القرن الثالث. تحت الحكم الروماني، كانت المدينة الرومانية قد نمت بشكل كبير.
إلى جانب العمارة الرومانية وتصميم المدينة، استورد الوافدون الجدد المطبخ الروماني: فقد وجدت الحفريات الحديثة أمفورة من النبيذ الإيطالي وزيت الزيتون، والمحار، وصلصة رومانية شعبية تسمى الثوم. على الرغم من أهميتها التجارية، كانت لوتيتيا مدينة رومانية متوسطة الحجم، أصغر بكثير من لوغدونوم (ليون) أو أجيدينكوم (سينس)، التي كانت عاصمة مقاطعة لوغدوننسيس كوارتا الرومانية، التي تقع فيها لوتيتيا.
أدخلتالمسيحية إلى باريس في منتصف القرن الثالث الميلادي. وفقا للتقاليد، كان قد زارها القديس دينيس، الأسقف الباريسي، الذي اعتقل ومعه اثنين آخرين، روستيك وإليوثير، من قبل المحافظ الروماني فيسينيوس. وعندما رفض التخلي عن إيمانه، قطع رأسه على جبل ميركوري. وفقا للتقاليد، التقط القديس دينيس رأسه وحمله إلى مقبرة مسيحية سرية فيكوس كاتولياكوس على بعد ستة أميال. وهناك نسخة مختلفة من أسطورة تقول أن امرأة مسيحية متقلبة، كاتولا، جاءت في الليل إلى موقع التنفيذ وأخذت رفاته إلى المقبرة. تلة حيث أعدم، جبل ميركوري، أصبح فيما بعد جبل الشهداء («مونس مارتيروم»)، ثم تم تسميته في نهاية المطاف بمونمارتر. بنيت كنيسة على موقع قبر القديس دينيس، التي أصبحت فيما بعد كاتدرائية سان دوني . بحلول القرن الرابع، ضمت المدينة أول كنيسة أسقفية معترف بها، فيكتورينوس (346 م). وبحلول عام 392 ميلاديا ، كان لديها كاتدرائية.
في أواخر القرن الثالث الميلادي، أدى غزو القبائل الألمانية، بدءا من ألامانز في عام 275 ميلادي، قام العديد من سكان الضفة اليسرى بمغادرة هذا الجزء من المدينة والانتقال إلى جزيرة المدينة الآمنة. تم التخلي عن العديد من الآثار على الضفة اليسرى، والحجارة المستخدمة لبناء جدار حول مدينة ديلا، أول سور لمدينة باريس. تم بناء كنيسة جديدة وحمامات على الجزيرة. تم العثور على أنقاضها تحت الساحة أمام كاتدرائية نوتردام. ابتداء من عام 305 ميلاديا، تم استبدال اسم لوتيتيا على معالم سيفيتاس باريسيوروم، أو «مدينة باريسيي». أمام كاتدرائية نوتردام. ابتداء من عام 305 ميلاديا، تم استبدال اسم لوتيتيا على معالم سيفيتاس باريسيوروم، أو «مدينة باريسيي». بحلول فترة الإمبراطورية الرومانية المتأخرة (القرن 3 - 5)، كان يعرف ببساطة باسم «باريسيوس» في اللاتينية و «باريس» باللغة الفرنسية.
من 355 حتى 360 ميلاديا ، حكمت باريس من قبليوليان، ابن شقيق قسطنطين الكبير والقيصر، أو حاكم المقاطعات الرومانية الغربية. عندما لم يكن يدافع مع الجيش، قضى الشتاء من 357-358 ومن 358-359 في المدينة التي تطل على القصر على موقع قصر العدل الحديث، حيث أمضى وقته في كتابة وإثبات سمعته كفيلسوف. في شباط / فبراير 360 ميلاديا، أعلنه جنوده أغسطس، أو الإمبراطور، لفترة وجيزة، كانت باريس عاصمة الإمبراطورية الرومانية الغربية، حتى غادر في 363 وتوفي وهو يقاتل الفرس. قضى اثنان من الأباطرة الشتاء في المدينة بالقرب من نهاية الإمبراطورية الرومانية بينما كان يحاول إيقاف اندفاع الغزوات البربرية: فالنتينيان الأول (365-367) وغراتيان في 383 ميلاديا.
انهيار الإمبراطورية الرومانية تدريجيا بسبب الغزو الجرماني المتزايد للقرن الخامس، الذي أطاح بالمدينة إلى فترة من الانهيار. في 451 م، تعرضت المدينة للتهديد من قبل جيشأتيلا الهوني، الذي نهب تريفيس، ميتز وريمس. كان الباريسيون يخططون للتخلي عن المدينة، ولكنهم مقتنعون بمقاومة القديس جينفييف (422-502). تجاوز أتيلا باريس وهاجم أورليانز. في 461، تعرضت المدينة للتهديد مرة أخرى من قبل فرانكس ساليان بقيادة تشيلدريك الأول (436-481). استغرق حصار المدينة عشر سنوات. مرة أخرى، نظم جينفييف الدفاع. أنقذت المدينة بجلب القمح إلى المدينة الجائعة من بري وشامبانيا على أسطول من أحد عشر بارجة. أصبحت شفيع باريس بعد وفاتها بفترة وجيزة. 

 في 481 م، أصبح ابن تشيلدريك، كلوفيس الأول، الذي يبلغ السادسة عشرة من عمره، الحاكم الجديد للفرنجة. في 486 م، هزم الجيوش الرومانية الأخيرة، وأصبح حاكما لكل منطقة جاول التابعة لنهر اللوار. بموافقة جينفييف، دخل باريس. قامت زوجته كلوتيلد بجعله يعتنق المسيحية، عمد في ريمس في 496 وجعل باريس عاصمته في 508 ميلاديا.

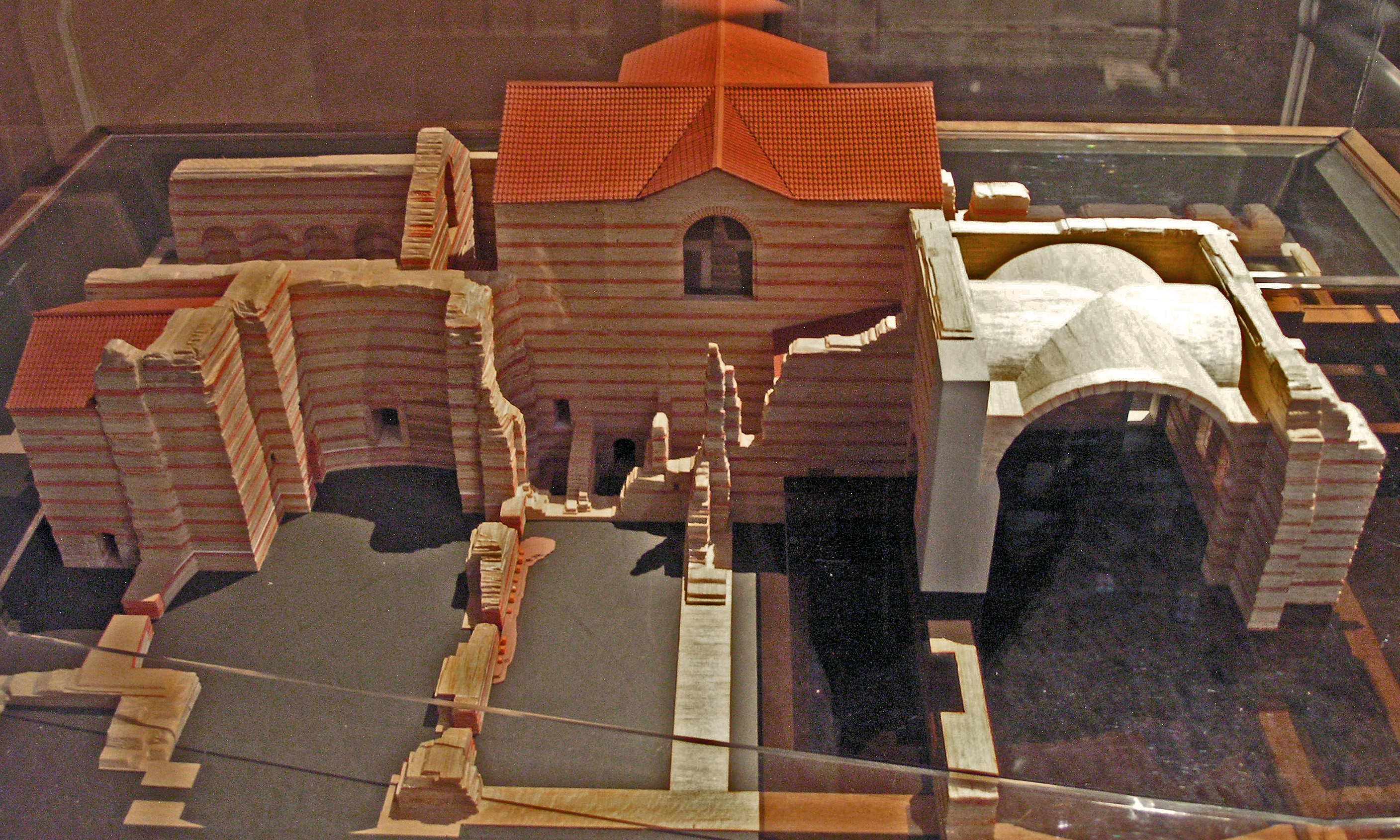
Model of the Thermes de Cluny, the Roman baths.
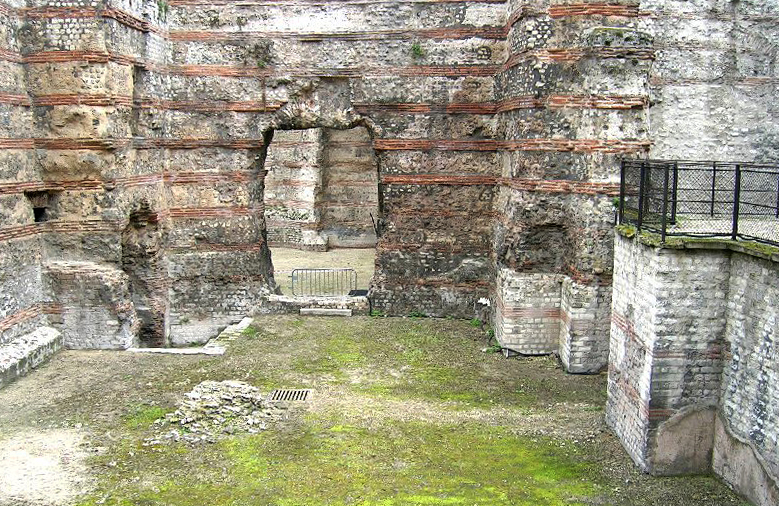
The Roman baths today, now part of the Cluny Museum
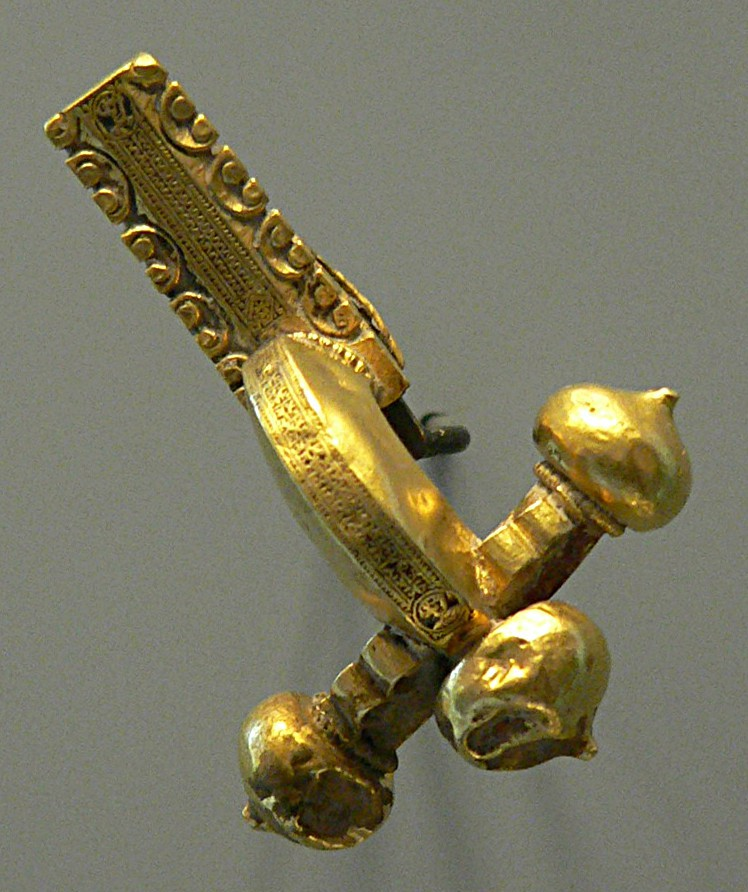
A Gallo-Roman toga clasp from the late 4th century. Lutetia was famous for its jewelers and craftsmen.

## من كلوفيس إلى الملوك الكابتينيين (القرون 6 إلى 11)

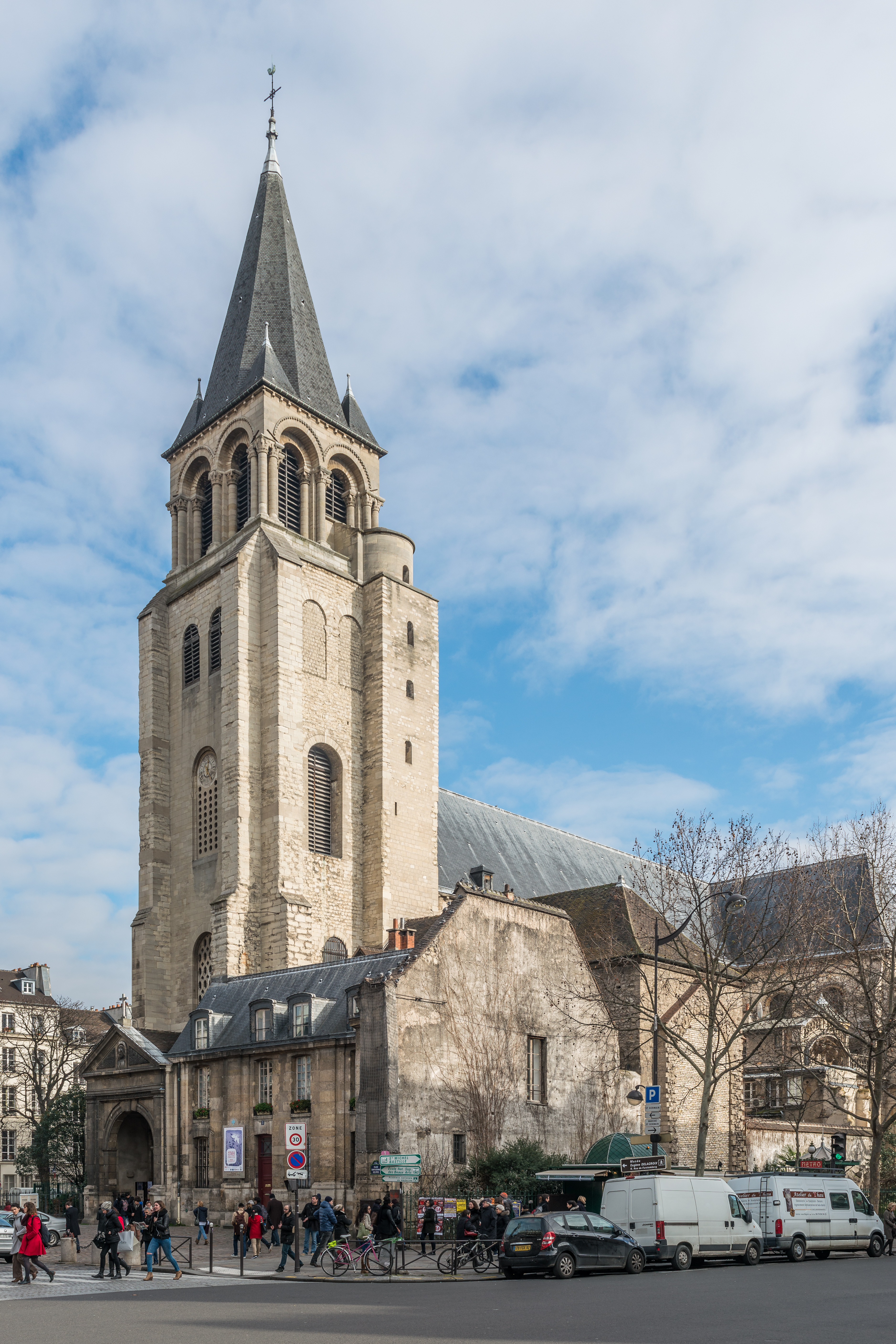
كانت كنيسة أباي دي سانت-جيرمان-ديس-بريس (أواخر القرن الحادي عشر) مكان الدفن لأول لملوك فرنسا.

بني كلوفيس الأول وخلفائه من سلالة ميروفينجي مجموعة من الصروح الدينية في باريس: كنيسة في مونتاجن سينت-جينفييف، بالقرب من موقع الميدان الروماني القديم. كاتدرائية سانت إتيان، التي تعرف بنوتردام الآن؛ والعديد من الأديرة الهامة، بما في ذلك واحدة في مجالات الضفة اليسرى التي أصبحت فيما بعد دير سانت جيرمان دي بري. كما قاموا ببناء كنيسة سانت دينيس، التي أصبحت مقبرة ملوك فرنسا. لم يبق أي من مباني ميروفينجيان، ولكن هناك أربعة أعمدة ميروفينجية رخامية في كنيسة سانت بيير دي مونمارتر. دفن ملوك سلالة ميروفينجيان في دير سانت جيرمان دي بري، ولكن داغوبيرت الأول، الملك الأخير لسلالة ميروفينجيان، الذي توفي في عام 639، كان أول ملك فرانكي يدفن في كنيسة سان- دينيس.
نقل ملوك السلالة الكارولنجية، الذين جاءوا إلى السلطة في عام 751، عاصمة الفرنجة إلى إيكس-لا-تشابيل (آخن) ولم يولوا سوى القليل من الاهتمام لباريس، على الرغم من أن الملك بيبيان القصير قام ببناء ملاذ جديد مثير للإعجاب في سان دوني، الذي تم تكريسه بحضور شارلمان في 24 فبراير 775 ميلاديا.
في القرن التاسع، هوجمت المدينة مرارا وتكرارا من قبل الفايكنج، الذين أبحروا السين على أساطيل كبيرة من سفن الفايكنج. طالبوا بفدية وخربوا الحقول. في عام 857 ميلاديا، دمر بيورن يارنسيدا (بيورن ذو الجانب الحديدي) المدينة تقريبا. في 885-886، وضعوا حصارا لمدة سنة واحدة إلى باريس وحاولوا مرة أخرى في 887 و 889، ولكنهم لم يتمكنوا من غزو المدينة، حيث كانت محمية من قبل نهر السين وجدران جزيرة المدينة . بالإضافة إلى ذلك، تم حماية الجسرين الحيويين للمدينة من قبل اثنين من الحصون الحجرية الضخمة، وكاتليت الكبرى على الضفة اليمنى و «بيتت شاتيليه» على الضفة اليسرى، بناء على مبادرة من جوسيلين، أسقف باريس . أعطى جراند شاتليه اسمه إلى ساحة دو شاتليه الحديثة في نفس الموقع.
في نهاية القرن العاشر، سلالة جديدة من الملوك، الكابيتون، التي أسسها أوغو كابيه في 987، جاءوا إلى السلطة. على الرغم من أنهم قضوا وقتا قليلا في المدينة، واستعادوا القصر الملكي الموجود بمدينة ديلا وبنى كنيسة حيث تقف كنيسة تشابيل اليوم. عاد الرخاء تدريجيا إلى المدينة وبدأت الضفة اليمنى بالازدهار. على الضفة اليسرى، أسس الكابتيون دير هام: دير سان جيرمان دي بري. أعيد بناء الكنيسة في القرن 11. كان الدير معروفا بشهرته في منحه الدراسية ومخطوطاته المضيئة.

## العصور الوسطى (من القرن 12- إلى القرن 15)

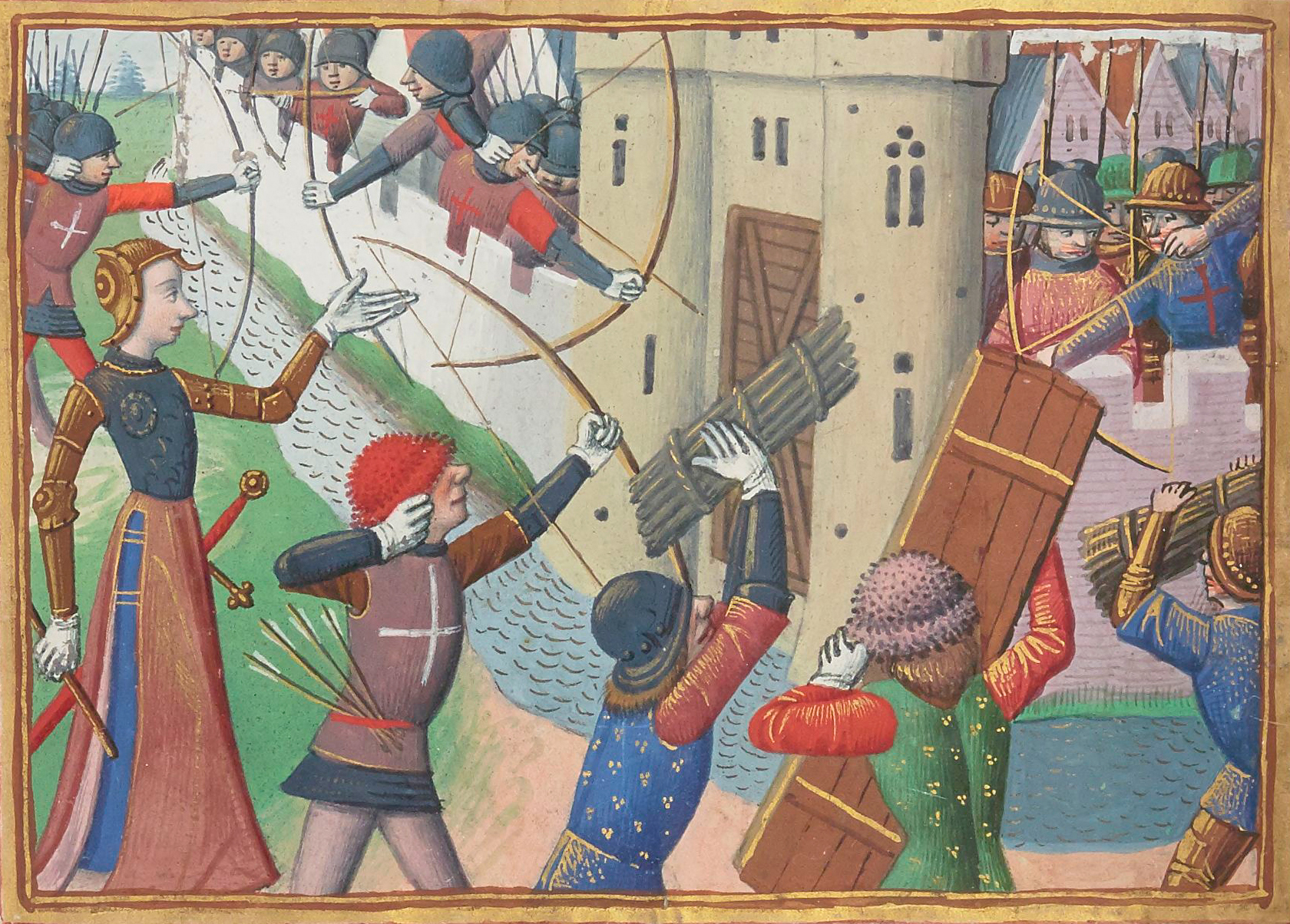
حاول جوان أوف أرك دون جدوى تحرير باريس (1429).

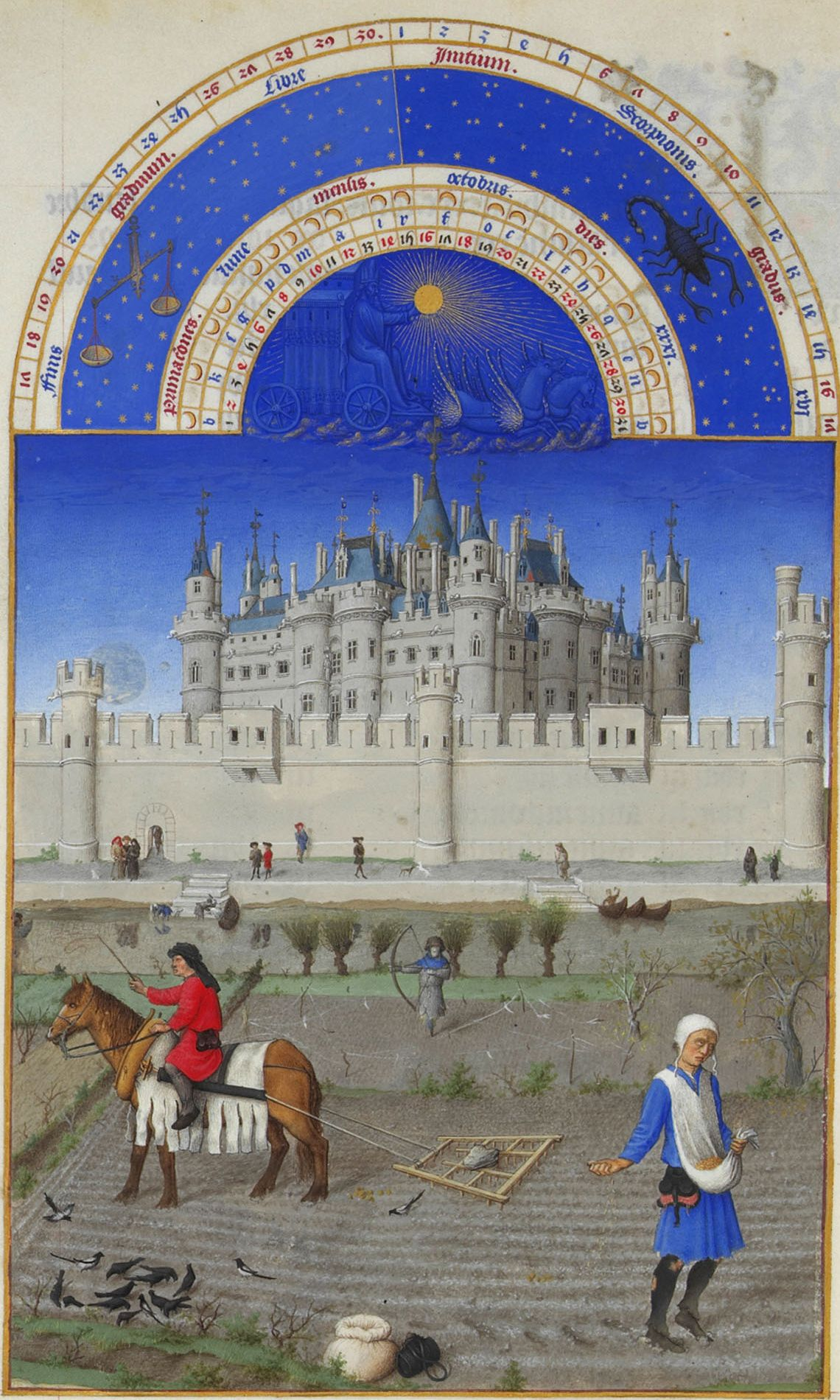
حصن متحف اللوفر كما ظهر في هذه المخطوطة في القرن الخامس ،عصور ازدهار الدوق بيري، شهر أكتوبر.

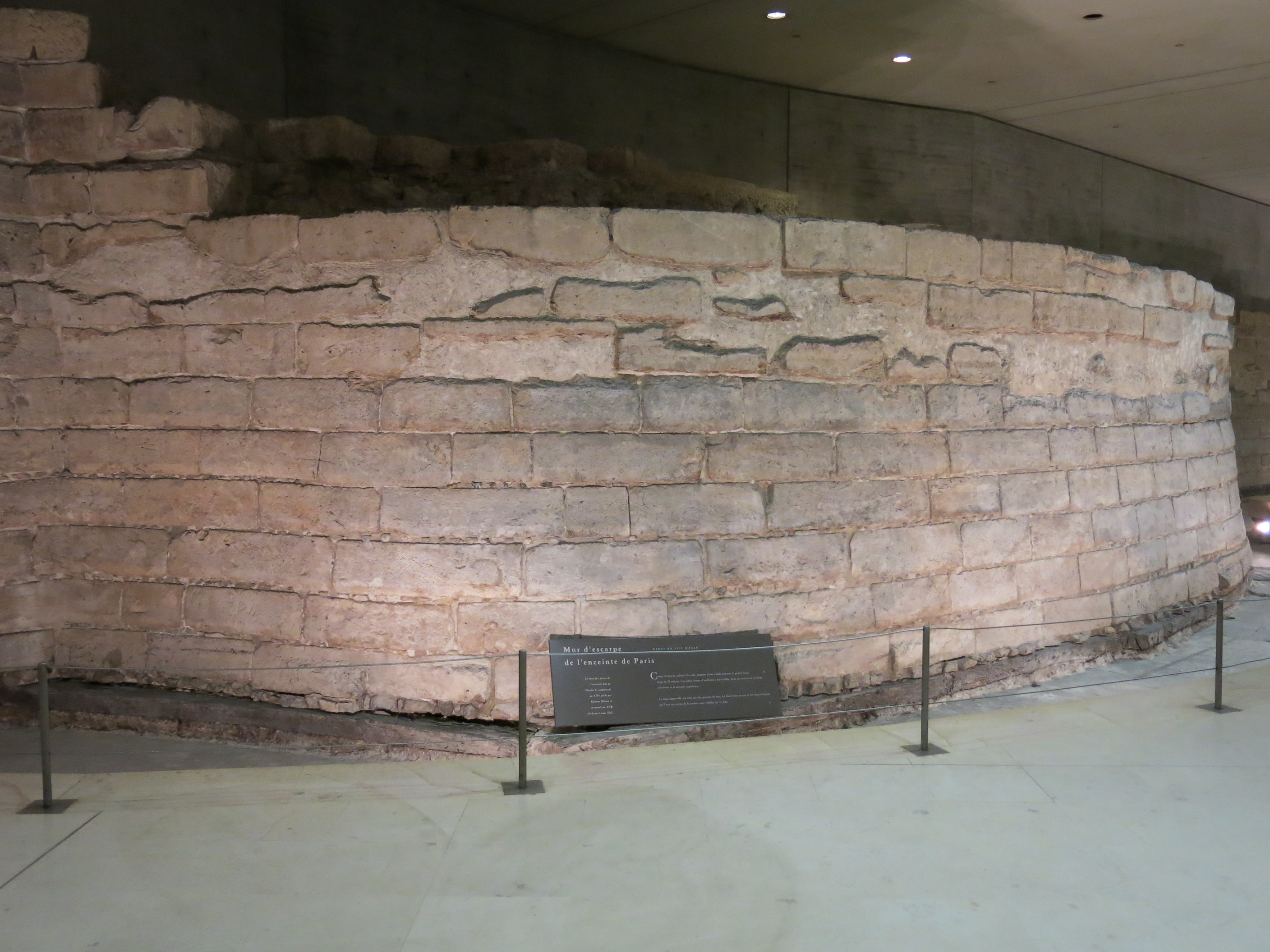
تحت مبنى دو كاروسيل، جزء من جدار تشارلز الخامس اكتشف خلال الحفريات الأثرية في 1991-1992.

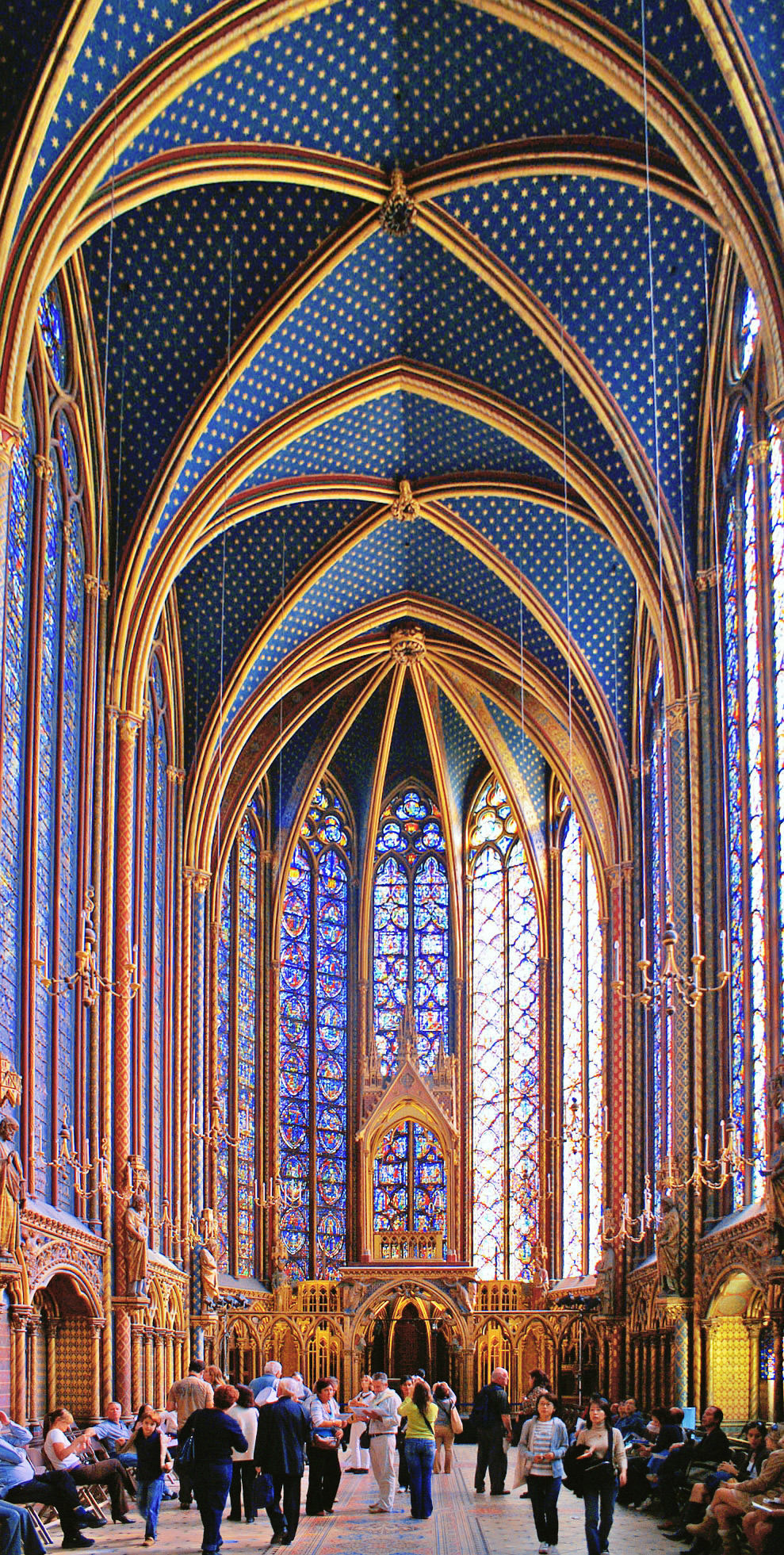
كنيسة تشابيل، كنيسة القصر الملكي السابق على جزيرة المدينة، التي تغمرها الضوء من خلال نوافذ الزجاج الملون، هي تحفة من الطراز القوطي. (القرن ال 13)

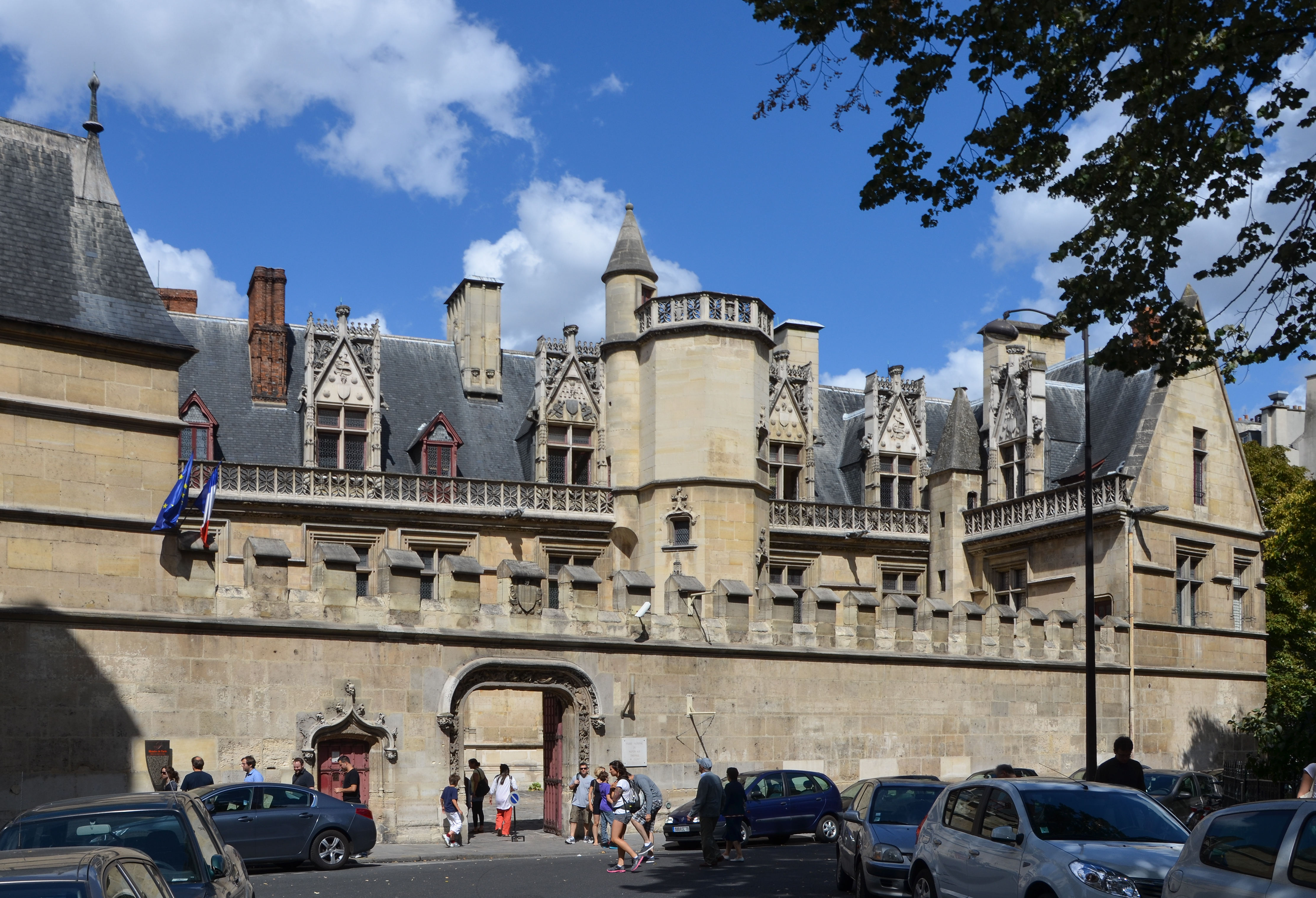
فندق دي كلوني (1485-1510)، وهو المقر السابق لأبناء دير كلوني، هو الآن متحف العصور الوسطى.

في بداية القرن الثاني عشر، كان الملوك الفرنسيون للسلالة الكابيتية يسيطرون بشكل أكبر بقليل من باريس والمنطقة المحيطة بها، لكنهم بذلوا قصارى جهدهم لبناء باريس كعاصمة سياسية واقتصادية ودينية وثقافية في فرنسا. استمر الطابع المميز لمناطق المدينة في الظهور في هذا الوقت. كانت مدينة ديلا هي موقع القصر الملكي، وبدأ بناء كاتدرائية نوتردام في باريس الجديدة في عام 1163. كانت الضفة اليسرى (جنوب السين) موقع جامعة باريس الجديدة التي أنشأتها الكنيسة والملك الملكي لتدريب العلماء في علم اللاهوت والرياضيات والقانون، والأديرة الكبرى اثنين من باريس: دير سانت جيرمان دي بري ومونتاغن سينت جنيفييف. أصبحت الضفة اليمنى (شمال السين) مركزا للتجارة والتمويل، حيث يوجد الميناء والسوق المركزي وورش العمل ومنازل التجار. تأسست جامعة التجار، هانس باريسيان وسرعان ما أصبحت ذي مكانة قوية في شؤون المدينة.

### القصر الملكي ومتحف اللوفر
في بداية العصور الوسطى، كان السكن الملكي على مدينة لاديلا. بين عامي 1190 و 1202، بنى الملك فيليب الثاني القلعة الضخمة لمتحف اللوفر، التي صممت لحماية الضفة اليمنى من هجوم إنجليزي من نورماندي. كانت القلعة المحصنة مستطيلا كبيرا يبلغ من 72 مترا إلى 78 مترا، مع أربعة أبراج، وتحيط بها خندق. في المركز كان برج دائري ارتفاعه ثلاثين مترا. يمكن رؤية الأسس اليوم في الطابق السفلي من متحف اللوفر.
قبل أن يغادر للحملة الصليبية الثالثة، بدأ فيليب الثاني بناء تحصينات جديدة للمدينة. قام ببناء جدار حجري على الضفة اليسرى، مع ثلاثين برجا مستديرل. على الضفة اليمنى، امتد الجدار لمسافة 2.8 كم، مع أربعين برجا لحماية الأحياء الجديدة في المدينة التي تعود للقرون الوسطى المتنامية. لا يزال من الممكن رؤية العديد من أجزاء الجدار اليوم، ولا سيما في حي  ماريه. كان مشروعه الثالث الكبير، الذي حظي بتقدير كبير من قبل الباريسيين، هو تمهيد الشوارع الطينية الكريهة الرائحة بالحجارة. عبر نهر السين، أعاد أيضا بناء جسرين خشبيين في الحجر، وهما بيتت-بونت وغراند-بونت، وبدأ البناء على الضفة اليمنى لسوق مغطى، ليس هاليس.
أعاد الملك فيليب الرابع (1285-1314) بناء الملك الملكي على مدينة لاديلا، وقام بتحويله إلى قصر. لا يزال اثنان من القاعات الاحتفالية العظيمة داخل هيكل قصر العدل. كما قام ببناء هيكل أكثر متانة، وجيبت من مونتفوكون، بالقرب من ساحة العقيد فابيان الحديثة ومتنزه بوت شومو، حيث تم عرض جثث المجرمين الذين أعدموا. في 13 أكتوبر 1307، استخدم سلطته الملكية لإلقاء القبض على أعضاء فرسان الهيكل، الذين ظنوا بأنهم أصبحوا أقوياء كثيرا، وفي 18 مارس 1314، قال انه كانت لديه السلطة الكبرى في النظام، فحكم على جاك دي مولاي، بالإعدام حرقا مثبتا على عصى في الجهة الغربية من مدينة لاديلا.
بين 1356 و 1383، بنىالملك تشارلز الخامس جدار جديد من التحصينات في جميع أنحاء المدينة: جزء هام من هذا الجدار اكتشف خلال الحفريات الأثرية في 1991-1992 يمكن أن ينظر إليه داخل مجمع اللوفر، تحت قصر دو كاروسيل. كما قام ببناء الباستيل، وهي قلعة كبيرة تحرس بورت سان أنطوان في الطرف الشرقي من باريس، وحصن جديد في فانسان، شرق المدينة. انتقل تشارلز الخامس إلى مقره الرسمي من مدينة لاديلا إلى متحف اللوفر، لكنه فضل أن يعيش في فندق سانت-بول، سكنه الحبيب.

### سانت دينيس، نوتردام وولادة النمط القوطية
كان ازدهار العمارة الدينية في باريس إلى حد كبير عمل سوجر، رئيس دير القديس دينيس من 1122-1151 ومستشار الملك لويس السادس ولويس السابع. أعاد بناء واجهة كاتدرائية القديس دينيس القديمة، مقسمة إلى ثلاثة مستويات أفقية وثلاثة أقسام عمودية ترمز إلى الثالوث الأقدس. ثم، من 1140 حتي 1144، أعاد بناء الجزء الخلفي من الكنيسة مع جدار مهيب ومثير من نوافذ الزجاج الملون التي غمرت الكنيسة مع الضوء. هذا النمط، الذي سمي في وقت لاحق باسم القوطية، تم نسخه من قبل كنائس باريس الأخرى: دير سان مارتن دي شامب، سانت بيير دي مونمارتر، وسان جرمان دي بري، وسرعان ما انتشرت إلى إنجلترا وألمانيا.
بدأ مشروع بناء أكثر طموحا، وهو كاتدرائية جديدة لباريس، من قبل الأسقف موريس دي سولي في حوالي 1160، واستمر لمدة قرنين. تم وضع الحجر الأول لجوقة كاتدرائية نوتردام في باريس في عام 1163، وقد تم تكريس المذبح في عام 1182. تم بناء الواجهة بين 1200 و 1225، وتم بناء البرجين بين 1225 و 1250. كان عبارة عن مبنى ضخم يبلغ طوله 125 مترا، ويبلغ ارتفاع الأبراج 63 مترا ومقعدا ل 1300 مصل. تم نسخ خطة الكاتدرائية على نطاق أصغر على الضفة اليسرى لنهر السين في كنيسة سانت جوليان لو بوفر.
في القرن الثالث عشر، بنىالملك لويس التاسع (1226-1270)، الكنيسة المعروفة تاريخيا باسم «سانت لويس»، كنيسة سانت تشابيل، وهي تحفة من العمارة القوطية، وخاصة لإيواء الآثار التي استبقيت منصلب المسيح. بنيت بين 1241 و 1248، لديها أقدم الزجاج الملون والنوافذ المحفوظة في باريس. في الوقت نفسه الذي بنيت سانت تشابيل، والزجاج الملون الكبير على ارتفاع النوافذ، وارتفاع ثمانية عشر مترا، وأضيف إلى جناح من الكاتدرائية.

### الجامعة
تحت حكم الملكين الملك السادس ولويس السابع، أصبحت باريس واحدة من المراكز الرئيسية للتعلم في أوروبا. توافد الطلاب والعلماء والرهبان إلى المدينة من إنجلترا وألمانيا وإيطاليا للمشاركة في التبادلات الفكرية، للتدريس والدراسة . درسوا أولا في المدارس المختلفة التي تعلق على نوتردام ودير سان جيرمان دي بري. كان المعلم الأكثر شهرة بيار أبيلارد (1079-1142)، الذي يدرس خمسة آلاف طالب في مونتاجن سانت جينفييف. نظمت جامعة باريس أصلا في منتصف القرن 12 باعتبارها النقابة أو شركة من الطلاب والمعلمين. اعترف بها الملك فيليب الثاني في عام 1200 والمعترف بها رسميا من قبل البابا إنوسنت الثالث، الذي كان قد درس هناك، في عام 1215. حوالي عشرين ألف طالب يعيشون على الضفة اليسرى، التي أصبحت تعرف بالحي اللاتيني، لأن اللاتينية كانت لغة التدريس في الجامعة واللغة المشتركة فيها والتي يمكن للطلاب الأجانب التحدث بها. يعيش الطلاب الأكثر فقرا في الكليات (كوليجيا بوبيروم ماجيستروروم)، وهي فنادق حيث يتم تقديمها وتمويلها. في عام 1257، افتتح قسيس لويس التاسع، روبرت دي سوربون، أقدم وأكبر كلية في الجامعة، والتي سميت فيما بعد باسمه، ب سوربون. من القرن الثالث عشر إلى القرن الخامس عشر، كانت جامعة باريس أهم مدرسة لاهوت الروم الكاثوليك في أوروبا الغربية. شمل معلموه روجر بيكون من إنجلترا، والقديستوما الأكويني من إيطاليا، وسانت بونافنتورا من ألمانيا.

### تجار باريس
ابتداء من القرن الحادي عشر، كانت باريس يحكمها المدير الملكي، الذي عينه الملك، الذي عاش في قلعة غراند شاتيليه. أنشأ سانت لويس موقفا جديدا، هو رعاة التجار (بريفوت ديس مارشاندس)، لتقاسم السلطة مع بروفوست الملكي والاعتراف بالقوة المتزايدة والثروة من تجار باريس.ظهرت أهمية النقابات من الحرفيين في لفتة من حكومة المدينة على التكيف مع شعارها من الأسلحة، ويضم سفينة، من رمز النقابة من القوارب. أنشأ سانت لويس أول مجلس بلدية في باريس، مع أربعة وعشرين عضوا.
في عام 1328، كان سكان المدينة حوالي 200,000، مما جعلها المدينة الأكثر اكتظاظا بالسكان في أوروبا. ومع نمو السكان تزايدت التوترات الاجتماعية؛ وقعت أعمال الشغب الأولى في ديسمبر 1306 ضد رؤساء التجار، الذين اتهموا برفع الإيجارات. أحرقت منازل العديد من التجار، وتم شنق ثمانية وعشرين شابا. في كانون الثاني / يناير 1357، قاد إتيان مارسيل، مدير مكتب باريس، ثورة التجار باستخدام العنف (مثل قتل أعضاء مجلس الدوفين أمام عينيه) في محاولة لكبح سلطة النظام الملكي والحصول على امتيازات المدينة والممتلكات العامة، التي اجتمعت لأول مرة في باريس في عام 1347. بعد التنازلات الأولية من قبل التاج، واستعادتها المدينة من قبل القوات الملكية في 1358. قتل مارسيل وتشتتت أتباعه (عدد منهم في وقت لاحق ترك بدون إمدادات حتى الموت.

### الطاعون والحرب

خريطة معادة الصنع لباريس في عام 1380.

في منتصف القرن الرابع عشر، تعرضت باريس لكارثتين كبيرتين: الطاعون الدبلي وحرب المائة عام. في الوباء الأول من الطاعون في 1348-1349، توفي من أربعين إلى خمسين ألف باريسي، ربع السكان. عاد الطاعون في 1360-61، 1363، و 1366-1368. خلال القرنين السادس عشر والسابع عشر، زار الطاعون المدينة سنة واحدة تقريبا من أصل ثلاث سنوات.
كانت الحرب هي الكارثة الكبرى. ابتداء من عام 1346، نهب الجيش الإنجليزي الخاص بالملك إدوارد الثالث الريف الواقع خارج أسوار باريس. بعد عشر سنوات، عندما أسر الإنجليز الملك جون الثاني في معركة بواتييه، قامت مجموعات من الجنود المرتزقة الناهبين بنهب وتدمير المناطق المحيطة بباريس.
جاءت المزيد من المصائب. غزا الجيش الإنجليزي وحلفاءه من دوقية بورغندي باريس في ليلة 28-29 مايو 1418. ابتداء من عام 1422، كان شمال فرنسا يحكمه دوق بيدفورد، ولي العهد اليافع الملك هنري السادس من إنجلترا، الذي كان يقيم في باريس في حين حكم الملك تشارلز السابع ملك فرنسا فقط بجنوب نهر اللوار. أثناء محاولته الفاشلة لأخذ باريس في 8 سبتمبر 1429، أصيب جان دارك خارج ميناء سانت أونوريه، عند المدخل الغربي المحصن لجدار شارل الخامس، الذي ليس بعيدا عن متحف اللوفر. في 16 ديسمبر 1431، توج هنري السادس من إنجلترا، في سن 10 سنوات، ملك فرنسا في كاتدرائية نوتردام. لم يترك الإنجليز باريس حتى عام 1436، عندما كان تشارلز السابع قادرا أخيرا على العودة. العديد من مناطق عاصمة مملكته كانت في حالة خراب، ومئات الآلاف من سكانها، نصف السكان، قاموا بمغادرة المدينة.
عندما كانت باريس مرة أخرى عاصمة فرنسا، اختار الملوك الناجحون العيش في وادي لوار وزاروا باريس فقط في المناسبات الخاصة. عاد الملك فرانسيس الأول أخيرا ليتوج بمنصب الملكية في باريس في 1528 ميلاديا.
إلى جانب متحف اللوفر وكنيسة نوتردام والعديد من الكنائس، يمكن رؤية مسكنين كبيرين من العصور الوسطى في باريس: فندق دي سينس الذي بني في نهاية القرن الخامس عشر كمقر لرئيس أساقفة سينس، دي كلوني، الذي بني في السنوات 1485-1510، والذي كان المقر السابق لرئيس دير كلوني، ولكن يضم الآن متحف العصور الوسطى. تم تعديل كلا المبنيين بشكل كبير في القرون التي تلت ذلك. أقدم منزل على قيد الحياة في باريس هو منزل نيكولاس فلمال الذي بني في 1407، والذي يقع في 51 شارع دي مونتمورنسي. لم يكن منزل خاص، ولكن نزل للفقراء.

## القرن السادس عشر

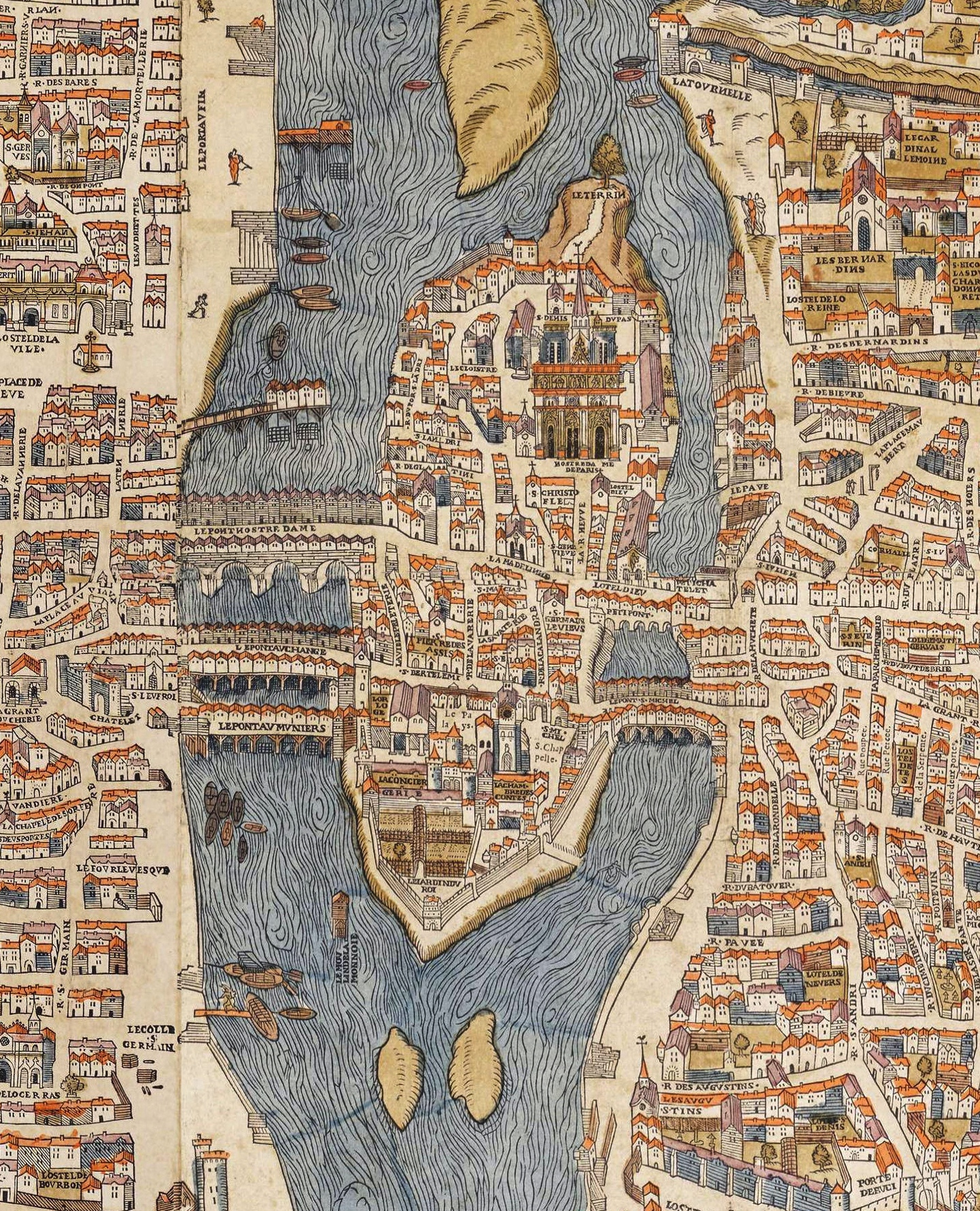
مركز باريس في 1550، من قبل أوليفييه تروشيت وجيرمان هوياو.

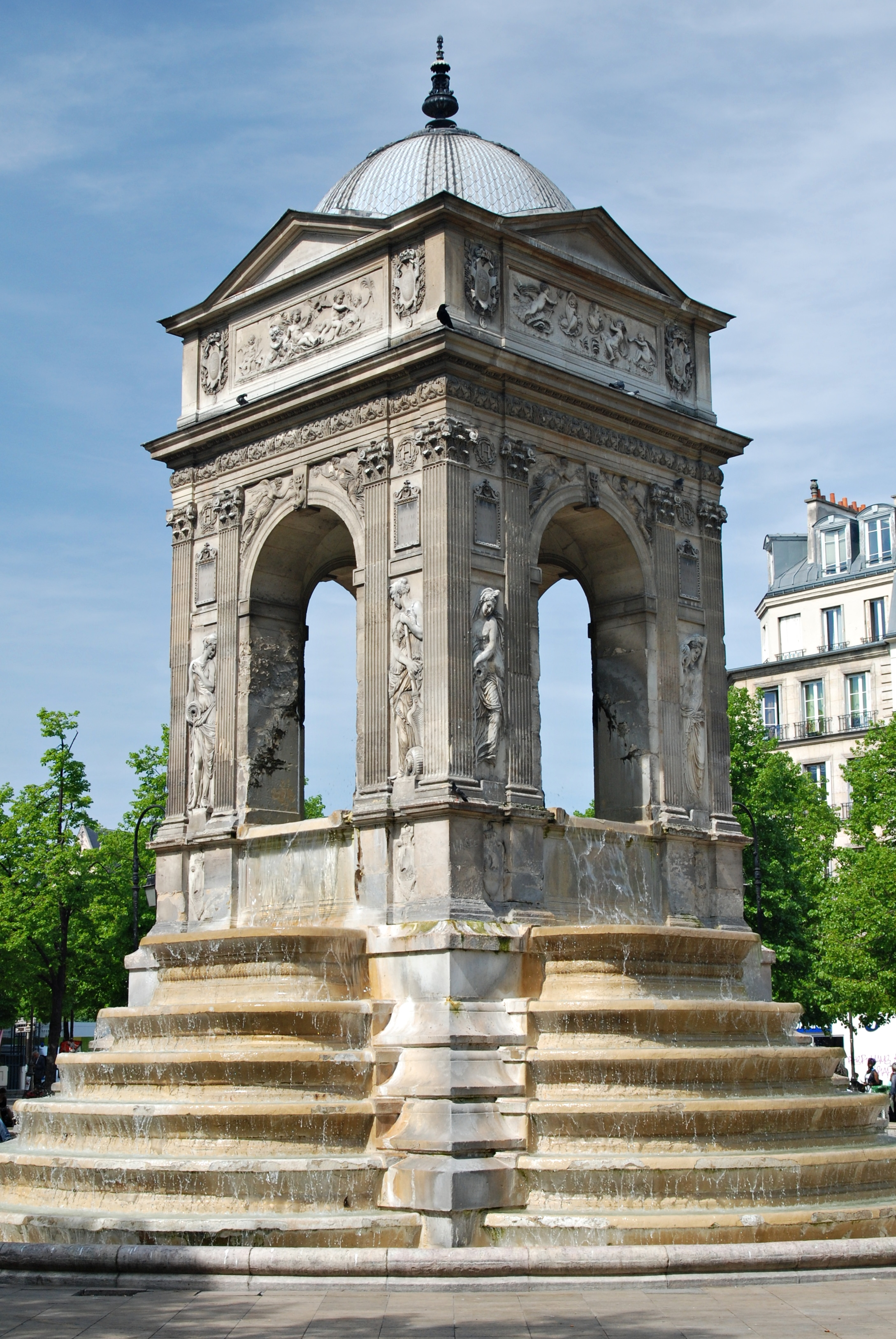
احتفل فونتين ديوس إنوسنتس (1549)، بيير ليسكوت وجان غوجون، بجانب سوق المدينة، بالمدخل الرسمي للملك هنري الثاني في باريس.

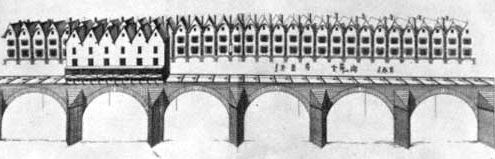
أقام جسر بونت نوتردام (1512)، وهو أول جسر في عصر النهضة في باريس، شارع و 68 منزلا.

بحلول عام 1500، استعادت باريس رخائها السابق، وبلغ عدد السكان 250,000 نسمة. كل ملك جديد من فرنسا أضاف المباني والجسور والنوافير لتزيين عاصمته، ومعظمها في أسلوب عمارة عصر النهضة الجديد المستوردة من إيطاليا.
نادرا ما زارالملك لويس الحادي عشر باريس، لكنه أعاد بناء خشب بونت نوتردام القديم، الذي انهار في 25 أكتوبر 1499. الجسر الجديد، الذي افتتح في 1512، مصنوع من حجر البعد، معبد بالحجر، واصطف مع ثمانية وستين منزلا والمحلات التجارية. في 15 يوليو 1533، وضع الملك فرانسيس الأول حجر الأساس لأول فندق دو فيل،قصر بلدية باريس. صممه المهندس المعماري الإيطالي المفضل لديه، دومينيكو دا كورتونا، الذي صمم أيضا قصر تشامبور في وادي لوار للملك. فندق دي فيل لم ينته حتى عام 1628. صممت كورتونا أيضا كنيسة النهضة الأولى في باريس، وكنيسة سانت يوستاش (1532) من خلال تغطية بنية قوطية مع تفاصيل عصر النهضة والديكور. كان أول دار النهضة في باريس هو فندق كارنافاليت، الذي بدأ في 1545 وتم تصميمه على غرار غراند فيرار، وهو قصر في فونتينبلاو صممه المهندس المعماري الإيطالي سيباستيانو سيرليو. وهو الآن متحف كارنافاليت.
في عام 1534، أصبح فرانسيس الأول الملك الفرنسي الأول لجعل اللوفر مقر إقامته. هدم البرج المركزي الضخم لإنشاء فناء مفتوح. قرب نهاية عهده، قرر فرانسيس بناء جناح جديد مع واجهة عصر النهضة بدلا من جناح واحد بناها الملك فيليب الثاني. صمم الجناح الجديد بيير ليسكوت، وأصبح نموذجا لواجهات عصر النهضة الأخرى في فرنسا. كما عزز فرانسيس موقف باريس كمركز للتعلم والمنح الدراسية. في عام 1500، كانت هناك خمسة وسبعين دار طباعة في باريس، وثانيا فقط إلى البندقية، وبعد ذلك في القرن السادس عشر، جلبت باريس المزيد من الكتب من أي مدينة أوروبية أخرى. في عام 1530، أنشأ فرانسيس كلية جديدة في جامعة باريس مع مهمة تدريس العبرية واليونانية والرياضيات. أصبحت جامعة دي فرانس.
توفي فرانسيس الأول في 1547، واصل ابنه هنري الثاني تزيين باريس في أسلوب النهضة الفرنسية: تم بناء أفضل نافورة بعصر النهضة في المدينة، فونتين ديوس إنوسنتس، للاحتفال بدخول هنري الرسمي إلى باريس عام 1549. كما أضاف هنري الثاني الجناح الجديد إلى متحف اللوفر، بافيلون دو روي، إلى الجنوب على طول نهر السين. كانت غرفة نوم الملك في الطابق الأول من هذا الجناح الجديد. كما بنى قاعة رائعة للاحتفالات والاحتفالات، سال دي كارياتيدس، في جناح ليسكوت.
توفي هنري الثاني في 10 يوليو 1559 متأثرا بجراحه التي أصيب بها أثناء اقتحامه في مقر إقامته في فندق ديس تورنيلس.كانت أرملته كاترين دي ميديشي قد هدمت المسكن القديم في 1563، وبين 1564 و 1572 شيدت مسكنا ملكيا جديدا،قصر التويلري على طول نهر السين، خارج سور تشارلز الخامس للمدينة. إلى الجهة الغربية من القصر، أنشأت حديقة كبيرة على الطراز الإيطالي، حديقة التويلري.
كانت هناك فجوة مشؤومة تنمو داخل باريس بين أتباع الكنيسة الكاثوليكية الراسخة وأبناء الكالفينية البروتستانتية وعصرالنهضة الإنسانية. سربون وجامعة باريس، الحصون الرئيسية من العقيدة الكاثوليكية، هاجمت بقوة المذاهب البروتستانتية والإنسانية، وحرق إتيان دوليت الباحث اللامع، مع كتبه، على مكان موبار في 1532 بناء على أوامر لاهوت كلية السوربون. لكن المذاهب الجديدة استمرت في النمو شعبية، وخاصة بين الطبقات العليا الفرنسية. ابتداء من 1562، انتشر قمع ومذابح البروتستانت في باريس بالتناوب مع فترات من التسامح والهدوء، خلال ما أصبح يعرف بحروب فرنسا الدينية (1562-1598). كانت باريس معقل التحالف الكاثوليكي. في ليلة 23-24 أغسطس 1572، في حين أن العديد من البروتستانت بارزستانت من جميع أنحاء فرنسا كانوا في باريس بمناسبة زواج هنري نافار - الملك هنري الرابع المستقبلي إلىمارغريت من فالو، شقيقةتشارلز التاسع، قرر المجلس اغتيال قادة البروتستانت. تحولت عمليات القتل المستهدف بسرعة إلى ذبح عامة من البروتستانت من قبل الغوغاء الكاثوليك، المعروف باسم مذبحة سان بارتيليمي، واستمرت خلال شهري أغسطس وسبتمبر، وانتشرت من باريس إلى بقية البلاد. ذبح حوالي ثلاثة آلاف بروتستانتي في باريس ومن خمسة إلى عشرة آلاف في أماكن أخرى في فرنسا.
حاولالملك هنري الثالث إيجاد حل سلمي للصراعات الدينية، ولكن الدوق غويز وأتباعه في العاصمة أجبره على الفرار في 12 مايو 1588، وهو ما يسمى بيوم الحواجز. في 1 أغسطس 1589، اغتيل هنري الثالث في شاتو دي سانت كلاود من قبل الراهب الدومينيكي جاك كليمنت. مع وفاة هنري الثالث، خط فالواز إلى نهايته. باريس، مع غيرها من مدن الرابطة الكاثوليكية، عقدت حتى 1594 ضد هنري الرابع، الذي كان قد نجح ضد هنري الثالث. بعد انتصاره على الاتحاد المقدس في معركة إيفري في 14 مارس 1590، وشرع هنري الرابع إلى حصار باريس. كان الحصار طويلا وغير ناجح، وأخيرا، وافق هنري الرابع على التحول إلى الكاثوليكية. في 14 مارس 1594، دخل هنري الرابع باريس، بعد أن توج الملك الفرنسي في كاتدرائية شارتر في 27 فبراير 1594 ميلاديا.

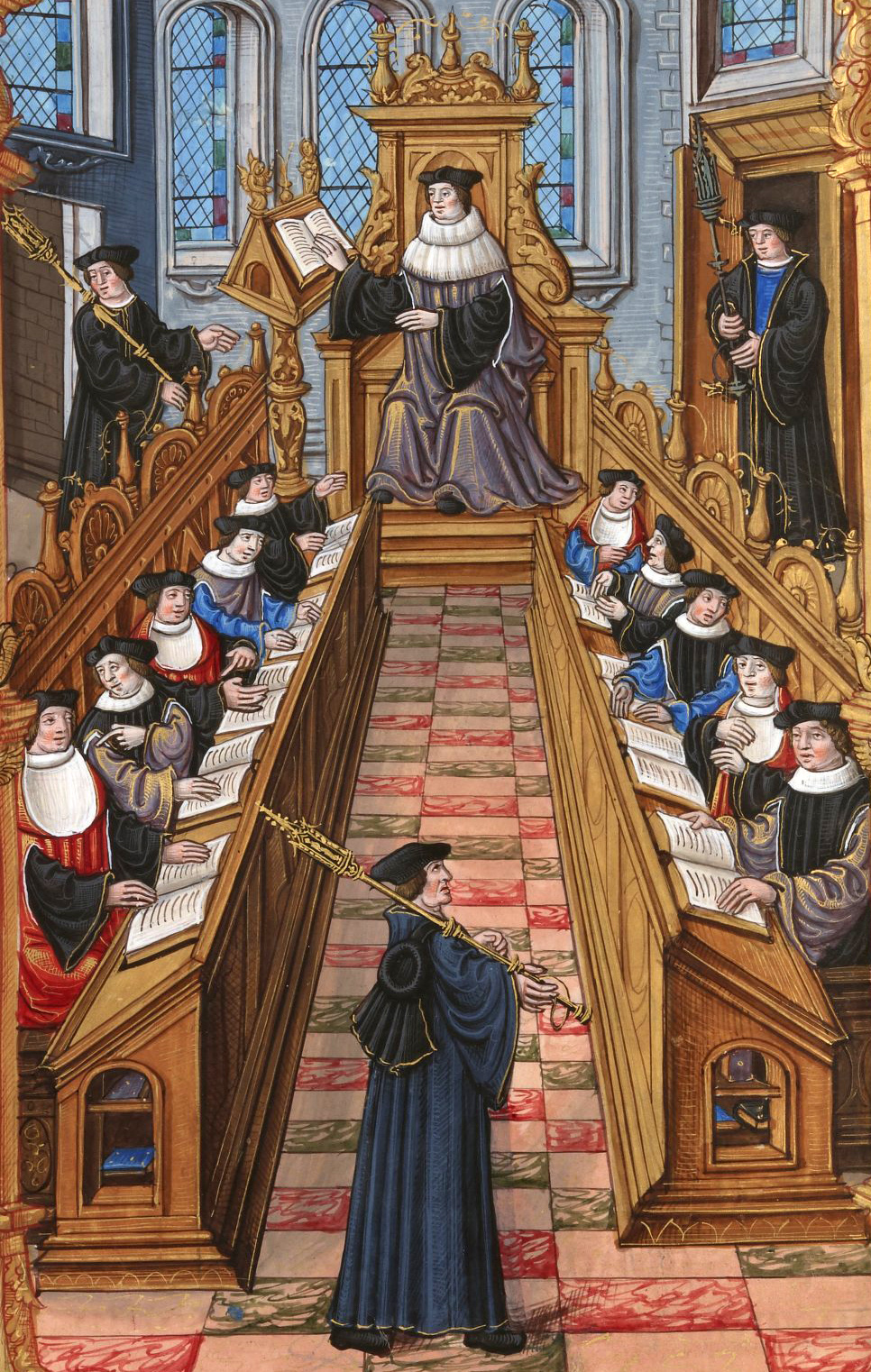
اجتماع هيئة التدريس بجامعة باريس في القرن السادس عشر.
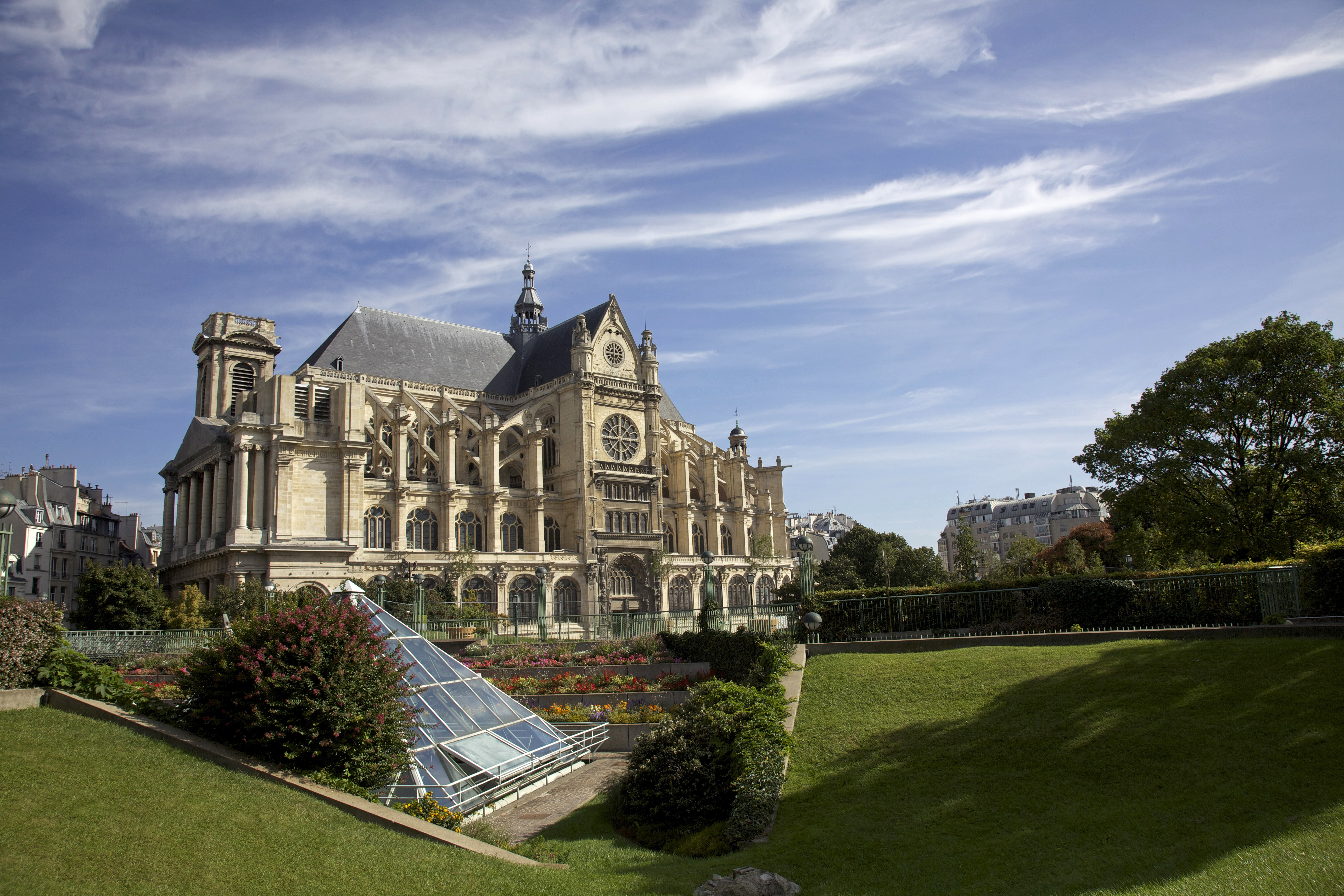
سانت-يوستاش (1532)، أول كنيسة عصر النهضة في باريس.
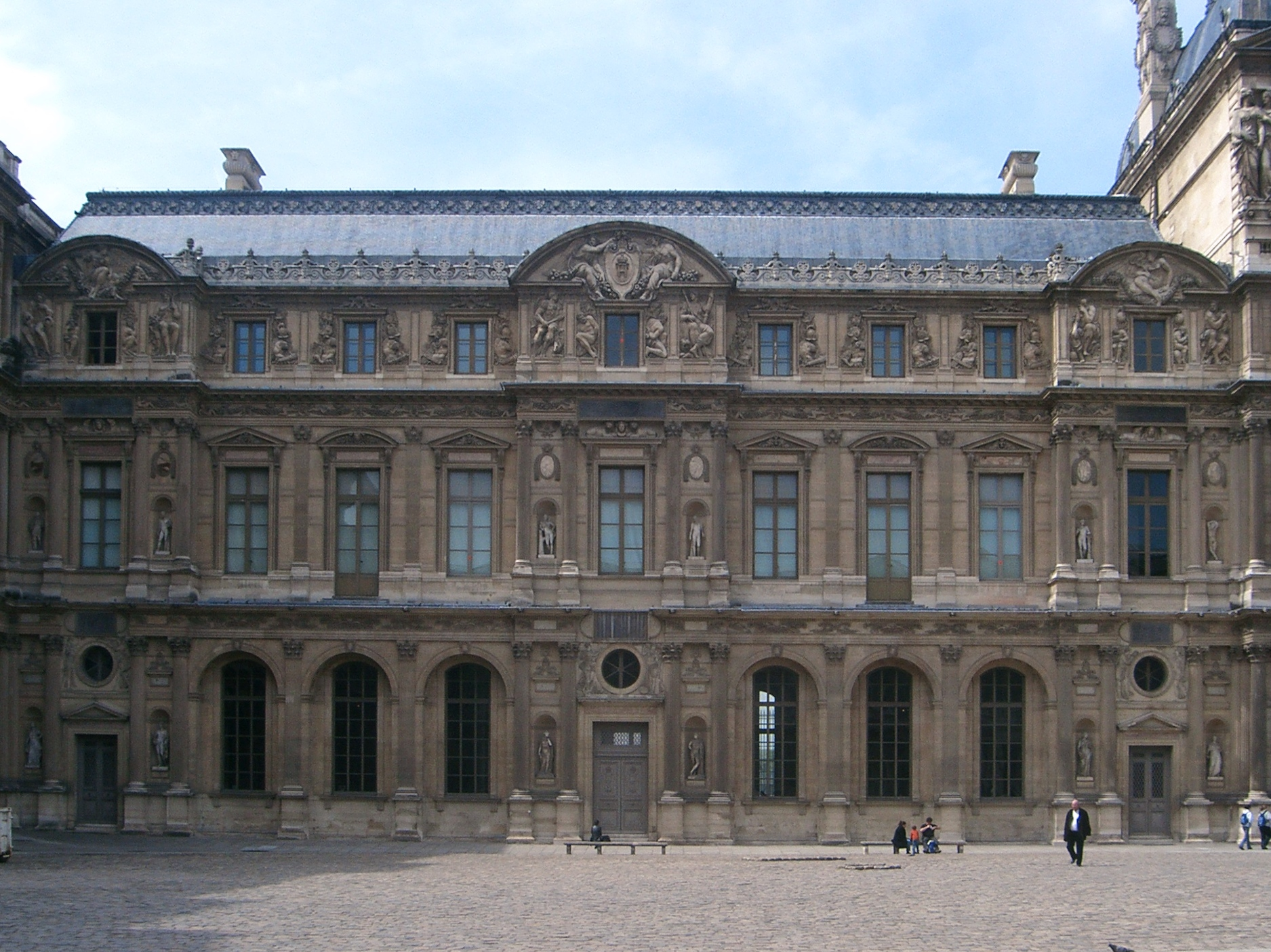
جناح ليسكوت في متحف اللوفر، الذي أعيد بناؤه من قبل فرانسوا الأول ابتداء من 1546 في أسلوب النهضة الفرنسية الجديدة.

## القرن السابع عشر

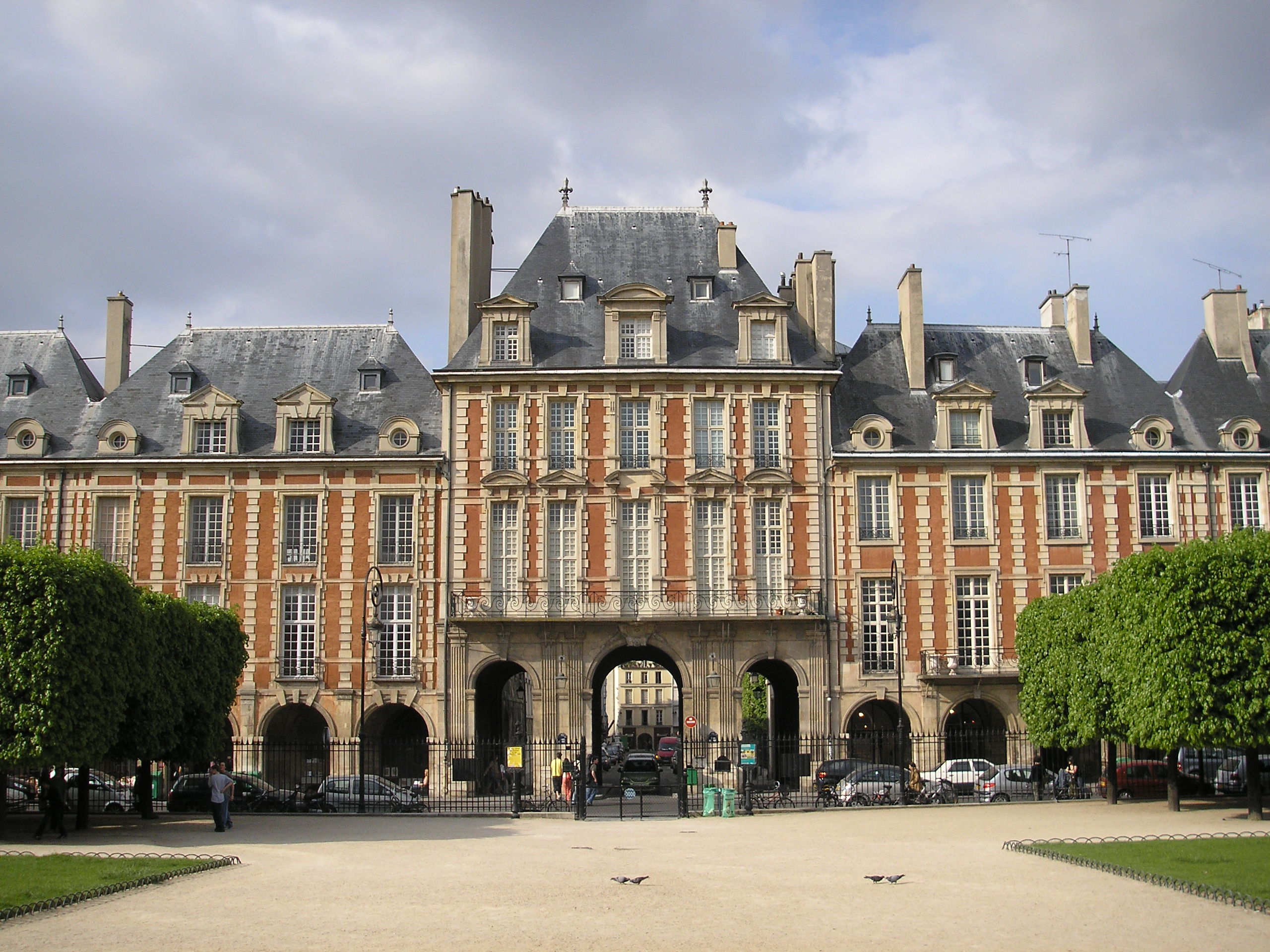
بدأ في عام 1605 من قبل هنري الرابع بناء مكان ديس فوسغيس، أصلا "مكان رويال"، وافتتح في 1612 من قبل ابنه لويس الثالث عشر؛ كان أول ساحة سكنية مرموقة في باريس.

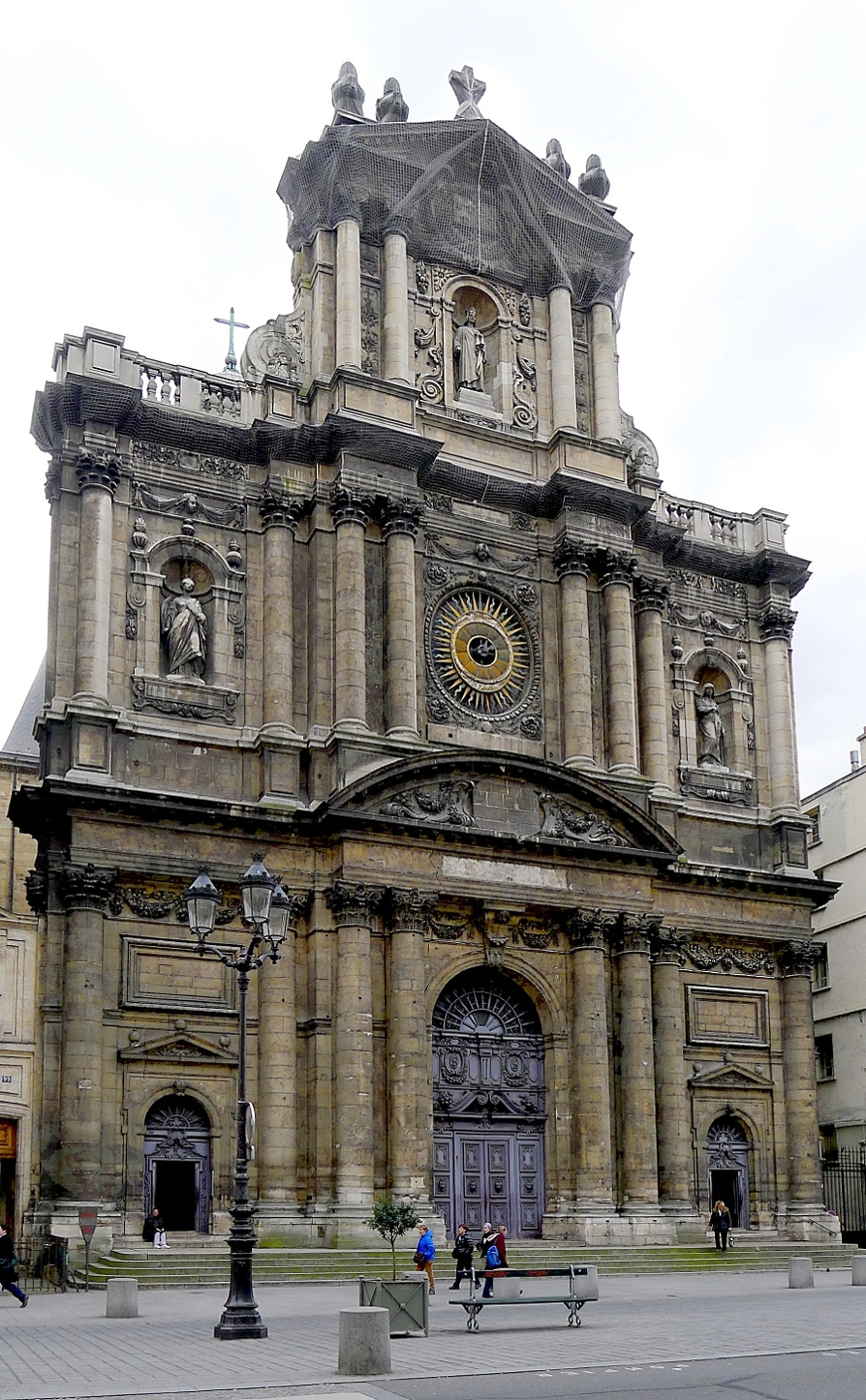
واجهة كنيسة سانت بول سانت لويس في لو ماريز، التكيف الفرنسي من النمط اليسوعي الرصين (1627-1647)

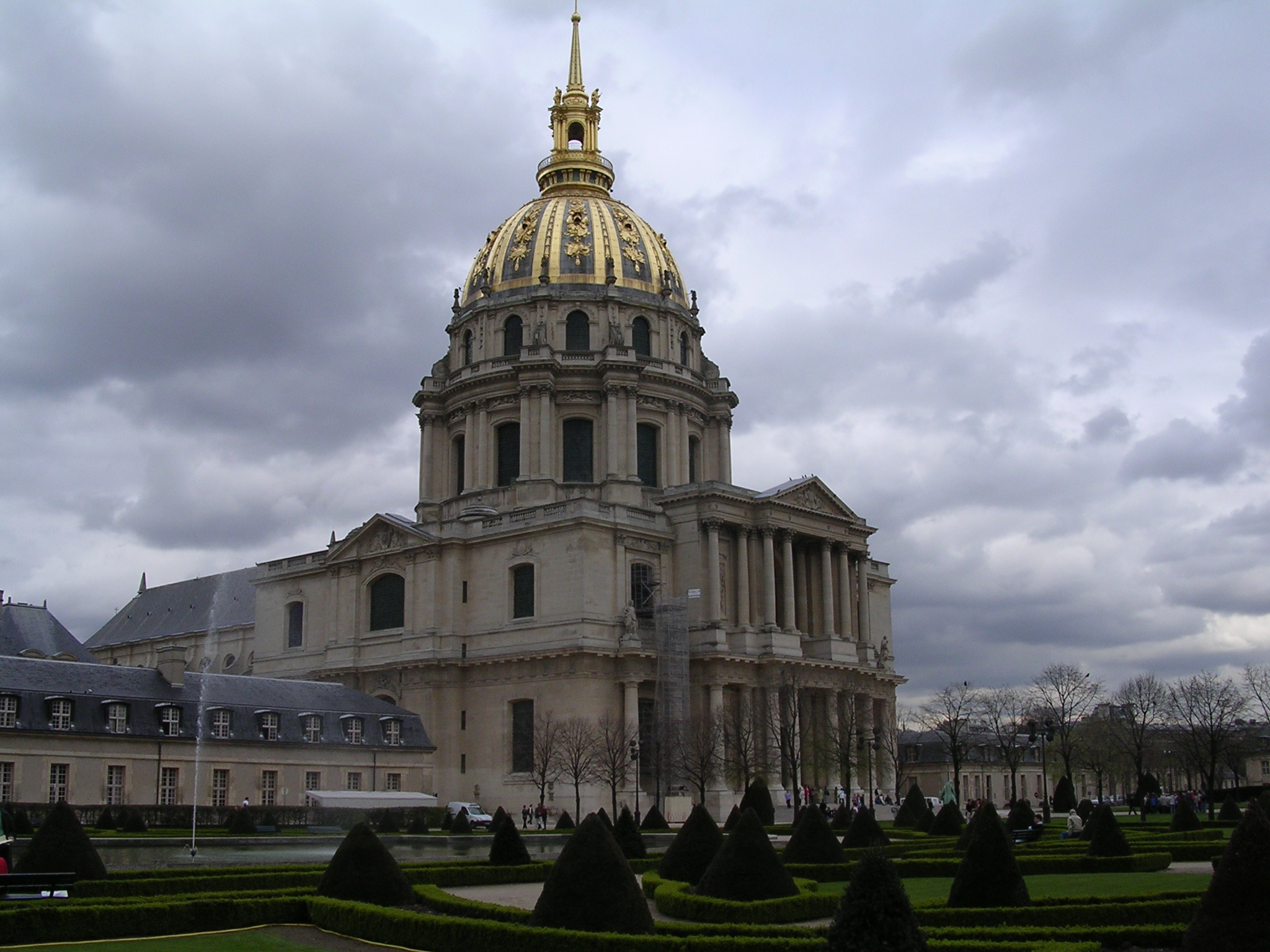
تم بناء كنيسة ليس إنفاليديس (1671-1678) من قبل لويس الرابع عشر كمصلى لمستشفى لجرحى الحرب والجنود المتقاعدين.

عانت باريس كثيرا خلال الحروب الطائفية في القرن السادس عشر؛ وهرب ثلث الباريسيين، ودمرت منازل كثيرة، ولم تكتمل المشاريع الكبرى لمتحف اللوفر، وفندق فيل، وقصر التويلري. استولى هنري الرابع على استقلال حكومة المدينة وحكم باريس مباشرة من خلال الضباط الملكيين. أعاد إطلاق مشاريع البناء، وقام ببناء جناح جديد في متحف اللوفر على طول نهر السين، الذي كان متصلا بمتحف اللوفر القديم مع قصر التويلري الجديد. استمر مشروع إنشاء متحف اللوفر في قصر كبير واحد لمدة ثلاث مائة سنة.
كانت مشاريع بناء هنري الرابع لباريس تدار من قبل البروتستانت، الدوق سولي، مشرفه على المباني وكان وزير المالية الذي كان اسمه الماجستير الأكبر في المدفعية في 1599. قام هنري الرابع بإعادة بناء جسر نف، التي بدأها هنري الثالث في 1578، لكنها تركت لم تنته خلال حروب الطائفة. تم الانتهاء منه بين 1600 و 1607. كان أول جسر لباريس مبنيا دون منازل. بدلا من ذلك، تم الكشف عنها وتجهيزها بالأرصفة. بالقرب من الجسر، «بني لا ساماريتين» (1602-1608)، محطة الضخ الكبيرة التي توفر مياه الشرب وكذلك المياه لحدائق اللوفر والتولري. إلى الجنوب من الموقع الشاغر للمقر الملكي السابق لهنري الثاني، فندق ديس تورنيلس، قام ببناء ساحة سكنية جديدة أنيقة تحيط بها منازل من الطوب وممرات. بنيت بين 1605 و 1612 واسمه «مكان رويال». في عام 1800، تم تغيير اسمه إلى ساحة فوج. في عام 1607، بدأ هنري العمل في مثلث سكني جديد، مكان دوفين، واصطف من قبل اثنين وثلاثين منزل من الطوب والحجر، في الطرف الغربي من مدينة دي لا. كان المشروع الأخير له لمدينة باريس. اغتيل هنري الرابع في 14 مايو 1610 من قبل فرانسوا رافاييلاك، المتعصب الكاثوليكي. بعد أربع سنوات، تم بناء تمثال برونزي للفروسية للملك الذي قتل في بونت نيوف الذي واجه دوفين .
قررت أرملة هنري الرابع ماري دي ميديشي بناء مسكنها الخاص، قصر لوكسمبورغ (1615-1630)، على غرار قصر بيتي في بلدتها فلورنسا. في الحدائق الإيطالية في قصرها، كلفت صانع نافورة فلورنسا، توماسو فرانسيني، بإنشاء نافورة ميديتشي. كانت المياه شحيحة في الضفة اليسرى، وهو سبب واحد نما ببطء أكثر من الضفة اليمني. لتوفير المياه للحدائق والنوافير لها، كانت ماري دي ميديسيس القناة الرومانية القديمة من رونجيس التي أعيد بناؤها. في عام 1616، أنشأت أيضا كورس-لا-رين غرب حدائق التلريز على طول نهر السين. كان تذكير آخر لفلورنسا، وهو منتزه طويل اصطف مع 1800 شجرة من نوع الدردار.
واصل لويس الثالث عشر مشروع اللوفر الذي بدأه هنري الرابع عن طريق إنشاء كاريه متناغمة، أو ساحة فناء مربعة، في قلب اللوفر. وأضاف رئيس الوزراء، ريشيليو، مبنى هام آخر في وسط باريس. في 1624، بدأ بناء منزل جديد كبير لنفسه، «القصر الملكي»، والمعروف الآن باسم القصر الملكي. بدأ بشراء العديد من القصور الكبيرة الموجودة في شارع سان أونوريه (بجوار جدار تشارلز الخامس) الذي كان قائما آنذاك، وهو أول فندق دي رامبوييه وفندق دي أرماغناك المجاور، ثم توسعه بحديقة هائلة (ثلاث مرات أكبر من الحديقة الحالية)، مع نافورة في المركز والصفوف الطويلة من الأشجار على الجوانب الأخرى.
في الجزء الأول من القرن السابع عشر، ساعد ريشيليو على إدخال أسلوب معماري ديني جديد إلى باريس مستوحى من الكنائس الشهيرة في روما، وخاصة كنيسة جيسو وكاتدرائية القديس بطرس. كانت الواجهة الأولى التي بنيت على الطراز اليسوعي كنيسة سان جيرفيه (1616). الكنيسة الأولى التي بنيت بالكامل في الطراز الجديد سانت بول سانت لويس، في شارع سان أنطوان في لو ماريه، بين 1627-1647. لم يكن تماما على النمط اليسوعي، لأن المهندسين المعماريين لا يمكن أن تقاوم تحميله مع زخرفة، ولكن كان موضع تقدير من قبل الملك لويس الثالث عشر ولويس الرابع عشر ؛ تقابل كلا من الملكين هناك.
قبة القديس بطرس في روما مستوحاة من قبة مصلى السوربون (1635-1642) بتكليف من الكاردينال ريشيليو، الذي كان مستشارا، أو رئيس الكلية. أصبحت الكنيسة مكانه الأخير للاستراحة. أخذت الخطة من كنيسة رومانية أخرى، سان كارلو أي كاتيناري. ظهر النمط الجديد، الذي يطلق عليه أحيانا الباروك المتوحش أو القوطي الفرنسي، في العديد من الكنائس الجديدة الأخرى، بما في ذلك نوتردام دو بون نوفيل (1624)، ونوتر-ديم-ديس-فيكتوارز (1629)، وكنيسة سان سولبيس (1646)، وسانت-روش (1653). أكبر مشروع في النمط الجديد كان فال-دي-غريس، الذي بنته آن من النمسا، أرملة لويس الثالث عشر. على غرار إسكوريال في إسبانيا، انها تجمع بين الدير، والكنيسة، والشقق الملكية للملكة الأرملة. كان أحد مهندسي فال-دي-غريس والعديد من الكنائس الجديدة الأخرى فرانسوا مانسار، الأكثر شهرة للسقف المنحدر الذي أصبح خاصية توقيعية لمباني القرن السابع عشر.
 خلال النصف الأول من القرن السابع عشر، تضاعف عدد سكان باريس تقريبا، ليصل إلى 400,000 في نهاية عهد لويس الثالث عشر في 1643. لتسهيل التواصل بين الضفة اليمنى واليسرى، بنى لويس الثالث عشر خمسة جسور جديدة على نهر السين، وقام بمضاعفته للعدد الحالي. قام النبلاء والمسؤولون الحكوميون والأثرياء ببناء بيوت أنيقة، أو مساكن للبلدة، وعلى الضفة اليمنى في فوبورج سانت-أونوريه الجديدة، وفوبورغ سانت جاك، وفي ماريز بالقرب من ساحة الفوس. تضم المساكن الجديدة غرفتين متخصصتين جديدتين ومبتكرة هما: غرفة الطعام والصالون. يمكن رؤية مثال جيد في شكله الأصلي، فندق دي سولي (1625-1630)، بين قصر ديس فوسغيس وساحة سانت-أنطوان، اليوم. تم استبدال العبارة القديمة بين متحف اللوفر وشارع دي باك على الضفة اليسرى (باك بتعيين سفينة القارب المسطح) بجسر خشبي ثم جسر حجري، بونت رويال، الذي أنهى به لويس الرابع عشر. بالقرب من نهاية الجسر الجديد على الضفة اليسرى، وسرعان ما ظهر حي جديد مشابه، فوبورغ سان جيرمان. 
تحت حكم لويس الثالث عشر، تم الجمع بين جزيرتين صغيرتين في السين، ونوتر-ديم نيل-ديم وإيل-أوكس-فاشيس، والتي كانت تستخدم لرعي الماشية وتخزين الحطب، لتشكيل إيل سانت لويس، التي أصبحت موقعا وفي عهد لويس الثالث عشر، عززت باريس سمعتها بوصفها العاصمة الثقافية لأوروبا. ابتداء من عام 1609، تم إنشاء متحف اللوفر، حيث عاش الرسامين والنحاتين والحرفيين وأقاموا ورش عملهم. أكاديمية اللغة الفرنسية، على غرار أكاديميات أمراء النهضة الإيطالية، تم إنشاؤها في عام 1635 من قبل الكاردينال ريتشيليو. تأسست الأكاديمية الملكية للرسم والنحت، التي تأسست في وقت لاحق باسم أكاديمية الفنون الجميلة، في عام 1648. أول حديقة النباتات في فرنسا، حديقة دو روي، (أعيدت تسميتها بحديقة دي بلانتيس في 1793 بعد أن ألغيت الملكية خلال الثورة الفرنسية) تأسست في عام 1633، على حد سواء كالمحافظات من النباتات الطبية والبحوث النباتية. كانت أول حديقة عامة في باريس. تم إنشاء أول مسرح دائم في باريس من قبل الكاردينال ريشيليو في 1635 داخل قصره الكاردينال.
 توفي ريتشيليو في 1642، ولويس الثالث عشر في 1643. عند وفاة والده، كان لويس الرابع عشر البالغ من العمر خمس سنوات فقط ، قد أصبح وصيا على النمسا . حاول خليفة ريتشيليو، جون مازاران فرض ضريبة جديدة على بارليمنت باريس، التي تتألف من مجموعة من النبلاء البارزين في المدينة. عندما رفضوا دفعهم، اعتقل زارين الزعيمين.كان هذا بداية انتفاضة طويلة، والمعروفة باسم فروند، التي وضعت النبلاء الباريسيين ضد السلطة الملكية. استمرت من 1648 إلى 1653. في بعض الأحيان، كان الشاب لويس الرابع عشر تحت الإقامة الجبرية الافتراضية في القصر الملكي. أجبر هو وأمه على الفرار من المدينة مرتين، في 1649 و 1651، إلى القصر الملكي في سن جرمن آن له، حتى يتمكن الجيش من استعادة السيطرة على باريس. نتيجة لفروند، كان لويس الرابع عشر له شك عميق مدى الحياة في باريس. انتقل إلى مقر إقامته في باريس من القصر الملكي إلى متحف اللوفر الأكثر أمنا، ثم انتقل في عام 1671 إلى مقر الإقامة الملكي من قصر فرساي إلى باريس بأسرع ما يمكن.
 على الرغم من عدم ثقة الملك ، واصلت باريس النمو والازدهار، وبلغ عدد سكانها ما بين 400,000 و 500,000. عين الملك جان باتيست كولبيرت كمراقب جديد للمباني، وبدأ كولبير ببرنامج البناء والطموح لجعل باريس خلفا لروما القديمة. لتحديد نواياه، نظم لويس الرابع عشر مهرجانا في كاروسيل التويلري في يناير 1661، ظهر فيه على ظهر الخيل في زي الإمبراطور الروماني، تلاه نبل باريس. عندما انتهى لويس الرابع عشر من كاري (مكتبة اللوفر) قام ببناء صف مهيب من الأعمدة على طول الواجهة الشرقية (1670). داخل متحف اللوفر، قام المهندس المعماري لويس لو فاو وديكوره تشارلز لوبرن بإنشاء معرض أبولو، الذي كان سقفه يضم شخصية مجازية من الملك الشاب الذي يقود عربة الشمس في السماء. قام بتوسيع قصر التويلري مع جناح شمال جديد، وكان أندريه لو نوتر، البستاني الملكي، يعيد تشكيل حدائق التلريز.
 على طول السين من متحف اللوفر، قام لويس الرابع عشر ببناء جامعة ديس كواتر للأمم (كلية الأمم الأربع (1662-1672)، وهي عبارة عن مجموعة من أربعة قصور باروكية وكنيسة قبة، لإيواء الطلاب القادمين إلى باريس من أربع مقاطعات تعلق مؤخرا بفرنسا (اليوم هو معهد فرنسا). قام ببناء مستشفى جديد لباريس، سالبتريير، وبالنسبة للجنود الجرحى، مجمع مستشفى جديد مع كنيستين:الأنفاليد (1674). في وسط باريس، قام ببناء ميدانين جديدين ضخمين، ساحة بلاس ديس فيكتوريس (1689) وبلاس فندوم (1698). أعلن لويس الرابع عشر أن باريس كانت آمنة ضد أي هجوم ولم تعد هناك حاجة لجدرانها. هدم الجدران الأساسية التي كانت تحيط بباريس، مخليا المساحة لتكون في النهاية أحياء كبيرة. احتفالا بتدمير الجدران القديمة، قام ببناء قنطرتين صغيرتين للانتصار، وهما باب سان دوني (1672) وباب سان مارتن (1676).
 كما ازدهرت الحياة الثقافية للمدينة. تم إنشاء المسرح الأكثر شهرة في المستقبل، وهو المسرح الوطني الفرنسي، في عام 1681 في ملعب تنس سابق في رو فوسس سانت-جيرمان-ديس-بريس. افتتح فرانشيسكو بروكوبيو دي كولتيلي أول مقهى في المدينة، وهو مقهى بروكوب، في عام 1686.
 بالنسبة للفقراء في باريس، كانت الحياة مختلفة جدا. كانوا مزدحمين في المباني العالية، الضيقة، خمسة أو ستة طوابق عالية التي اصطفت الشوارع المتعرجة على مدينة ديلا وغيرها من الأحياء في القرون الوسطى من المدينة. كانت الجريمة في الشوارع المظلمة مشكلة خطيرة. تم تعليق الفوانيس المعدنية في الشوارع، وارتفع كولبير إلى أربعمائة عدد من الرماة الذين عملوا كراقبين ليليين. تم تعيين غابرييل نيكولاس دي لا ريني أول ملازم عام للشرطة في باريس في 1667، وهو المنصب الذي عقد لمدة ثلاثين عاما. أبلغ خلفائه مباشرة للملك.

## القرن الثامن عشر

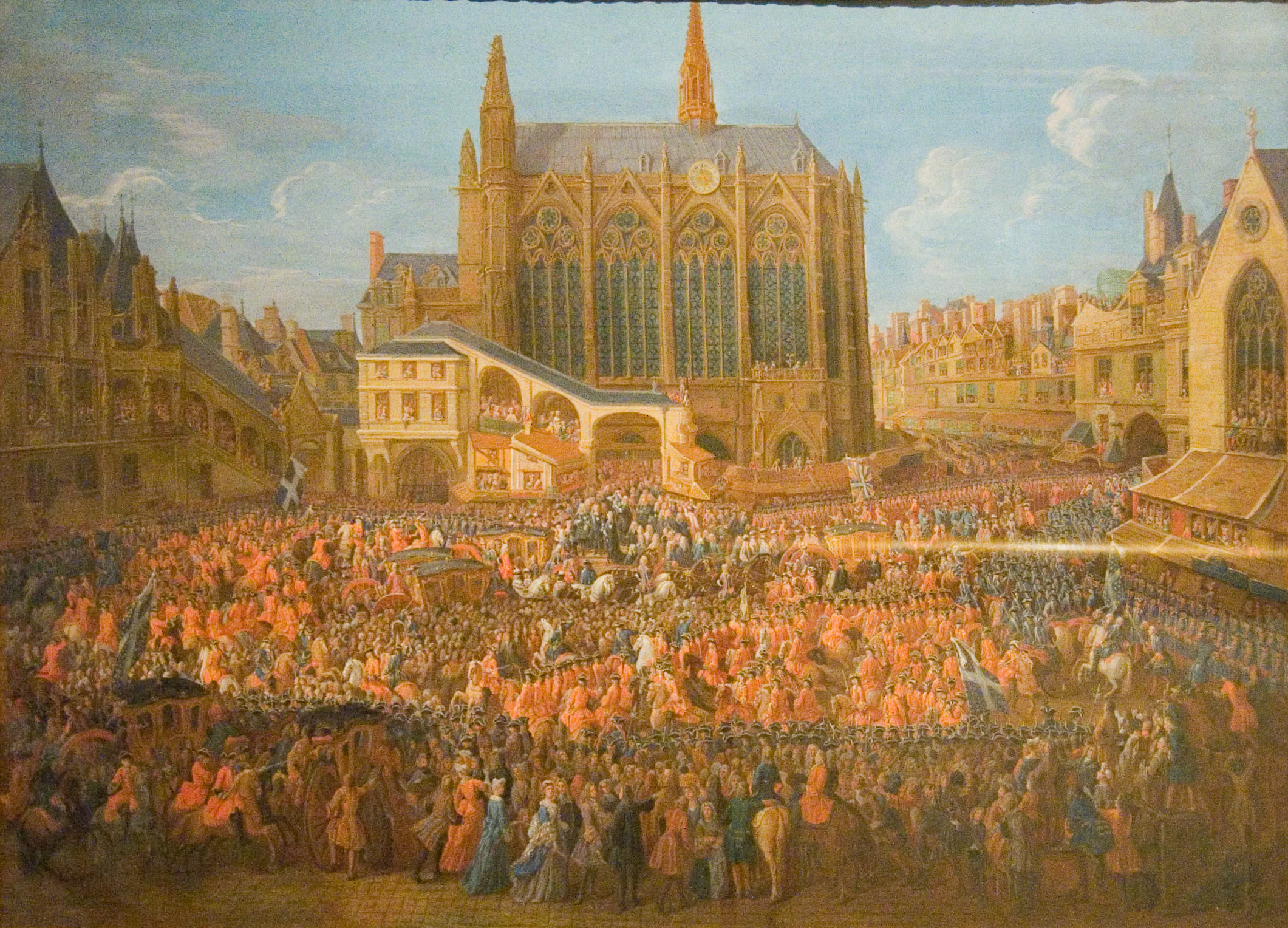
لويس الخامس عشر، ملك فرنسا الجديد في سن الخامسة، وهو يقوم بإنشاء مخرجا كبيرا من القصر الملكي على جزيرة المدينة (1715)، بيير دينيس مارتن، متحف كارنافاليت.

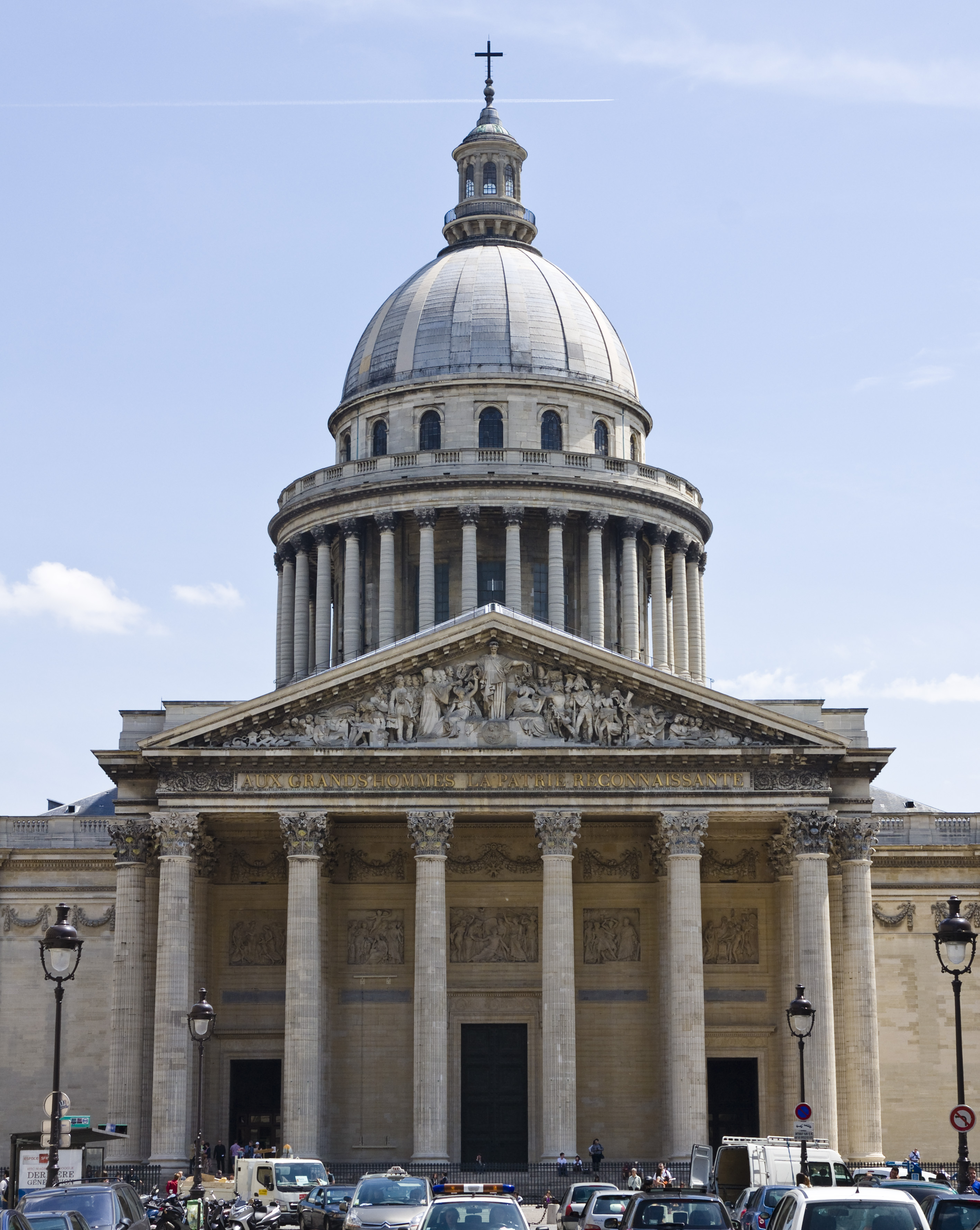
بنيت المقبرة (1758-1790) أصلا ككنيسة سانت جينفييف، ولكن خلال الثورة أصبحت ضريح لرجال الدولة الفرنسية والعلماء والكتاب.

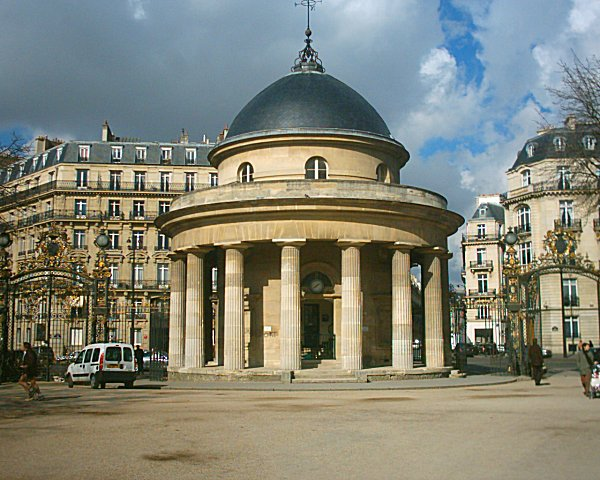
بين 1784 و 1791، كانت روتندا في بارك مونسيو واحدة من أبواب جدار المزارعين العام التي بناها لويس السادس عشر للبضائع الضريبية القادمة إلى المدينة. كان الجدار والضريبة غير شعبية للغاية وأثارت الاضطرابات التي أدت إلى الثورة الفرنسية.

توفي لويس الرابع عشر في 1 سبتمبر 1715. نقل ابن أخيه، فيليب دي أورلينز، الحاكم الملك لويس الخامس عشر، الملك  والحكومة إلى باريس، حيث بقى لمدة سبع سنوات. عاش الملك في قصر التويلري، في حين عاش الوصي في منزل عائلته الباريسي الفاخر، القصر الملكي (القصر السابق الكاردينال الكاردينال ريشيليو). كرس الوصي اهتمامه إلى المسرح، والأوبرا، وكرات زي، ومحاكم باريس. وقدم إسهاما هاما في الحياة الفكرية في باريس. في عام 1719، انتقلت المكتبة الملكية إلى فندق دي نيفيرز بالقرب من القصر الملكي، حيث أصبحت في نهاية المطاف جزءا من المكتبة الوطنية الفرنسية (مكتبة فرنسا الوطنية). في 15 يونيو 1722، غير واثق من الاضطراب في باريس، نقل الوصي المحكمة إلى فرساي؛ بعد ذلك، زار لويس الخامس عشر المدينة فقط في المناسبات الخاصة.
كواحد من مشاريع البناء الكبرى في باريس لويس الخامس عشر وخليفته لويس السادس عشر، وكنيسة جديدة من سانت جينفييف على رأس مونتاغن سينت جنيفييف على الضفة اليسرى، مقبرة العظماء (باريس) في المستقبل. تمت الموافقة على الخطط من قبل الملك في 1757 واستمر العمل حتى الثورة الفرنسية. كما بنى لويس الخامس عشر مدرسة عسكرية جديدة أنيقة، والمدرسة العسكرية (فرنسا) (1773)، ومدرسة طبية جديدة، ومدرسة تشيرورجي (1775)، ونعناع جديد، فندق ديس مونيز (1768)، وكلها على الضفة اليسرى.

### التوسع
تحت حكم لويس الخامس عشر، توسعت المدينة غربا. تم وضع شارع جديد، الشانزلزيه، من حديقة التلريز إلى روند بوينت في بوت (الآن بلاس دي إتويل) ثم إلى السين لإنشاء خط مستقيم من الطرق والمعالم المعروفة باسم باريس المحور التاريخي. في بداية الشارع، بين كورس-لا-رين وحدائق تلريز، تم إنشاء ساحة كبيرة بين 1766 و 1775، مع تمثال للفروسية لويس الخامس عشر في المركز. كان يسمى أولا «مكان لويس الخامس عشر»، ثم «مكان الثورة» بعد 10 أغسطس 1792، وأخيرا ميدان الكونكورد في 1795 في وقت حكومة المديرين الفرنسية.
بين 1640 و 1789، نمت باريس في عدد السكان من 400,000 إلى 600,000. لم تعد أكبر مدينة في أوروبا؛ وقد مرت لندن في عدد السكان في حوالي عام 1700، لكنها كانت لا تزال تنمو بمعدل سريع، ويرجع ذلك إلى حد كبير إلى الهجرة من حوض باريس ومن شمال وشرق فرنسا. أصبح وسط المدينة أكثر وأكثر ازدحاما. وأصبحت الكثير من المباني أصغر وأبنية أطول، وتصل إلى أربعة وخمسة وحتى ست طوابق. في عام 1784، كان ارتفاع المباني يقتصر في النهاية على تسعة أطوال، أو حوالي ثمانية عشر مترا.

### عصر التنوير
في القرن الثامن عشر، كانت باريس مركز انفجار النشاط الفلسفي والعلمي المعروف باسم عصر التنوير. دنيس ديدرو ولوران دالمبر نشر الموسوعة (إنسيكلوبيدي) في 1751-52. وقد وفرت للمثقفين في جميع أنحاء أوروبا مسحا عالي الجودة للمعرفة البشرية. أطلق الأخوان مونغولفييه أول رحلة مأهولة في منطاد الهواء الساخن في 21 نوفمبر 1783، من شاتو دي لا ميت، بالقرب من غابة بولونيا. كانت باريس العاصمة المالية لفرنسا وأوروبا القارية، المركز الأوروبي الرئيسي لنشر الكتب، والأزياء، وتصنيع الأثاث الفاخر والسلع الفاخرة. قام المصرفيون الباريسيون بتمويل اختراعات جديدة ومسارح وحدائق وأعمال فنية. ساعد الكاتب المسرحي الباريسي الناجح بيير أوجستن كارون دي بومارشيه، مؤلف حلاق إشبيلية، في تمويل الثورة الأمريكية.
افتتح أول مقهى في باريس في 1672، وبحلول 1720 كان هناك حوالي 400 مقهى في المدينة. أصبحوا أماكن اجتماع لكتاب المدينة والعلماء. كان مقهى بروكوب يتردد عليه فولتير وجان جاك روسو وديديروت ودالمبيرت. أصبحت مراكز مهمة لتبادل الأخبار والشائعات والأفكار، وغالبا ما تكون أكثر موثوقية من الصحف اليوم.
بحلول عام 1763، حلت فوبورغ سان جيرمان محل لو ماريه باعتباره الحي السكني الأكثر عصرية للأرستقراطية والأثرياء الذين قاموا ببناء قصور خاصة رائعة، أصبح معظمها لاحقا مساكن أو مؤسسات حكومية:  فندق إيفروكس (1718-1720) قصر الإليزيه، مقر إقامة رؤساء الجمهورية الفرنسية؛ قصر ماتينيون، مقر إقامة رئيس الوزراء؛ قصر بوربون، مقر الجمعية الوطنية؛ فندق سالم، قصر ليجيون أوف أونور؛ وأصبح فندق دي بيرون في نهاية المطاف متحف رودان.

### العمارة
النمط المعماري السائد في باريس من منتصف القرن السابع عشر حتى نظام لويس فيليب كان الكلاسيكية الجديدة، على أساس نموذج العمارة اليونانية الرومانية. وكان المثال الأكثر كلاسيكية الكنيسة الجديدة من لا مادلين، الذي بدأ بنائها في عام 1764. كان يستخدم على نطاق واسع لدعوة النقد. قبل الثورة مباشرة، علق الصحفي لويس سيباستيان ميرسييه على النحو التالي: «كيف للتقليديين أن يكونوا عباقرة المهندسين المعماريين ! كيف يعيشون على النسخ، على التكرار الأبدي ! إنهم لا يعرفون كيفية بناء أصغر مبنى بدون أعمدة ... وكلهم تقريبا يشبهون المعابد». 

### المشاكل الاجتماعية والضرائب
كانت باريس في النصف الأول من القرن الثامن عشر بها العديد من المباني الجميلة، ولكن العديد من المراقبين لم يعتبروها مدينة جميلة، وقد وصف الفيلسوف جان جاك روسو خيبة أمله عندما وصل لأول مرة إلى باريس من ليون عام 1742: 
«كنت أتوقع أن تكون المدينة جميلة كما كانت كبيرة، ورأى فقط الشوارع الرائعة، وقصور من الرخام والذهب. بدلا من ذلك، عندما دخلت من قبل فوبورغ سانت مارسيو، رأيت فقط الشوارع الضيقة والقذرة ورائحة كريهة، والمنازل السوداء الموحشة، مع جو من عدم الصحة؛ المتسولين، الفقر؛ العربات، السائقين من الملابس القديمة؛ وبائعي الشاي والقبعات القديمة».

في عام 1749، في حفله في باريس، قال فولتير:«نحن نخجل من العار لرؤية الأسواق العامة، التي أنشئت في الشوارع الضيقة، وعرض القذارة، وانتشار العدوى، ومما تسبب في اضطرابات مستمرة .... أحياء هائلة تحتاج الأماكن العامة. وسط المدينة مظلم، ضيق، بغيض، شيء من وقت البربرية الأكثر خزيا». 
كان حي الطبقة العاملة الرئيسي هو فوبورغ سانت أنطوان القديم على الجانب الشرقي من المدينة، وهو مركز لصناعة الخشب والأثاث منذ العصور الوسطى، حيث كان هناك العديد من ورش الحرفيين هناك، وكان موطنا لنحو عشرة في المئة من سكان باريس، واستمرت المدينة في الانتشار إلى الخارج، وخاصة نحو المناطق شبه الريفية الغربية، شمال غرب البلاد، حيث اختلطت المنازل الخشبية والحجرية المكونة من طابق واحد أو طابقين مع حدائق الخضار والأكواخ وورش العمل .
لم يكن لدى المدينة عمدة أو حكومة مدينة واحدة، حيث أبلغ رئيس الشرطة الملك، بريفوت دي مارشاندس دي كانت باريس تمثل التجار، وكان بارليمنت دي باريس، الذي يتكون من النبلاء، احتفاليا إلى حد كبير وكان له سلطة حقيقية ضئيلة: فقد كافحوا لتوفير الضروريات الأساسية للسكان المتزايدين، ولأول مرة، وضعت لوحات معدنية أو حجر حتى تشير إلى أسماء الشوارع، وأعطي كل مبنى عددا.قامت المديرية العامة للشرطة بتدوين قواعد النظافة والصحة وتداول حركة المرور. تم تركيب أول المصابيح النفطية في الشوارع في أواخر القرن الثامن عشر. تم بناء مضخات بخار كبيرة في غروس-كايلوكس والدائرة السادسة عشرة في باريس لتوزيع المياه على الأحياء التي يمكن أن تحمله. لم يكن هناك حتى الآن المجاري المناسبة. كان نهر بييفر بمثابة المجاري المفتوحة، وتصريف مياه الصرف الصحي في نهر السين. تم تنظيم فرق الإطفاء الأولى بين عامي 1729 و 1801، خاصة بعد حريق كبير دمر دار الأوبرا في القصر الملكي في عام 1781. في شوارع باريس، الكراسي التي تخص ارستقراطيين والبرجوازية الغنية التي كان يحملها خدامهم اختفت تدريجيا واستعيض عنها بعربات تجرها الخيول، سواء الخاصة أو للتأجير. بحلول عام 1750، كان هناك أكثر من عشرة آلاف عربة للتأجير في باريس، أول سيارات الأجرة في باريس.
  صعد لويس السادس عشر عرش فرنسا في 1774، وحكومته الجديدة في فرساي بحاجة ماسة إلى المال في حرب السنوات السبع، (1755-1863)، كما أن التدخل الفرنسي في الثورة الأمريكية سيخلق مشاكل مالية أكثر خطورة بعد عام 1776. من أجل زيادة الإيرادات عن طريق فرض ضرائب على البضائع القادمة إلى المدينة، كانت باريس محاطة بين 1784 و 1791 بجدار جديد أوقف التجار الذين يرغبون في دخول باريس.
كان الجدار، المعروف باسم جدار فيرم جنرال، يبلغ طوله خمسة وعشرين كيلومترا، وارتفاعه من أربعة إلى خمسة أمتار، ولديه ستة وخمسون بوابة يجب دفع الضرائب عليها. يمكن رؤية أجزاء من الجدار في مكان دنفيرت-روشيريو وبلاس دي لا ناتيون، وأحد بوابات الرسوم لا يزال قائما في بارك مونسيو. كان الجدار والضرائب غير محبوبين إلى حد كبير، ومع النقص في الخبز، غذت السخط المتزايد الذي انفجر في نهاية المطاف في الثورة الفرنسية. 

## الثورة الفرنسية (1789-1799)

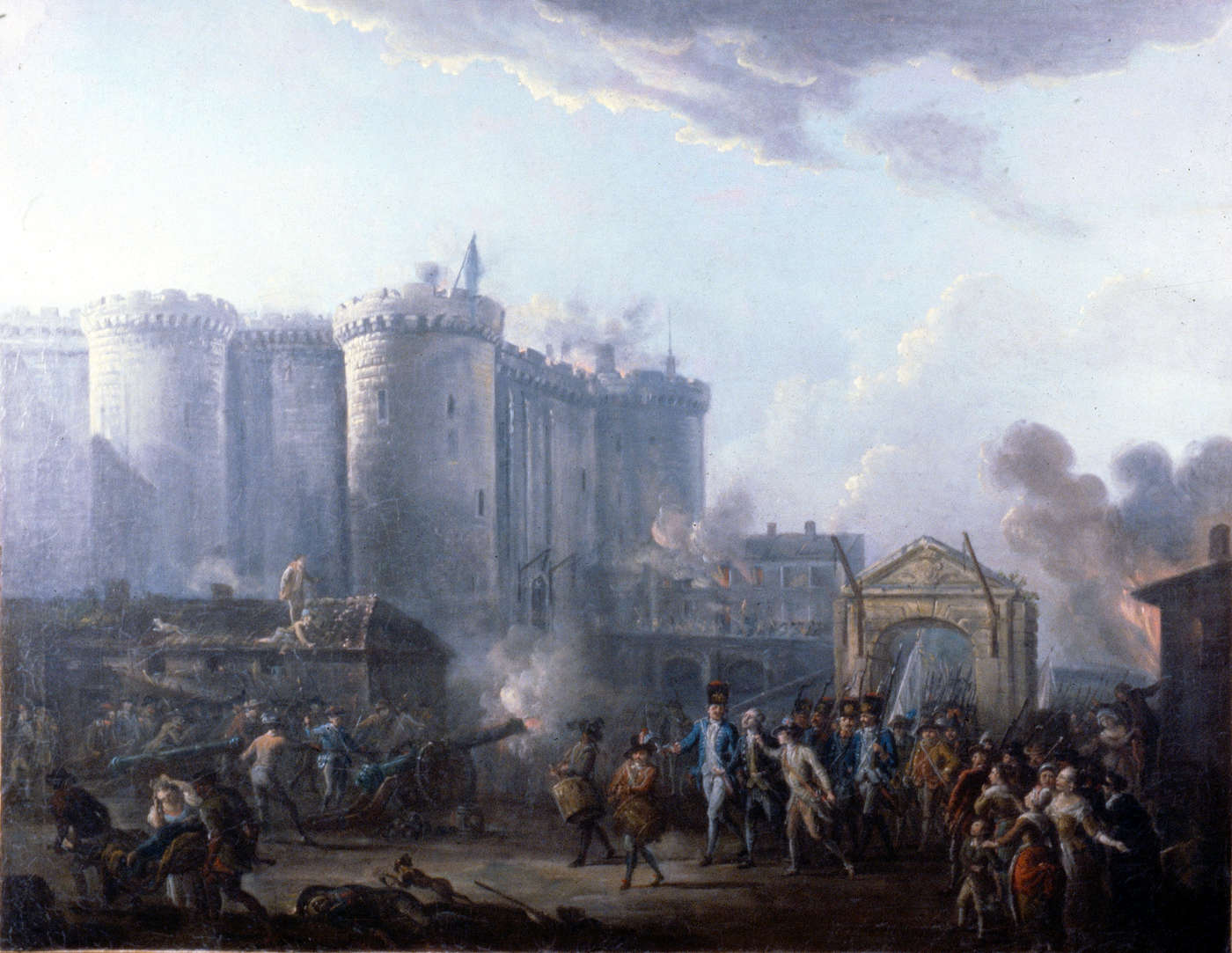
اقتحام الباستيل في 14 يوليو 1789، من قبل جان باتيست لاليماند، متحف كارنافاليت؛ كان هذا الحدث بداية الثورة الفرنسية.

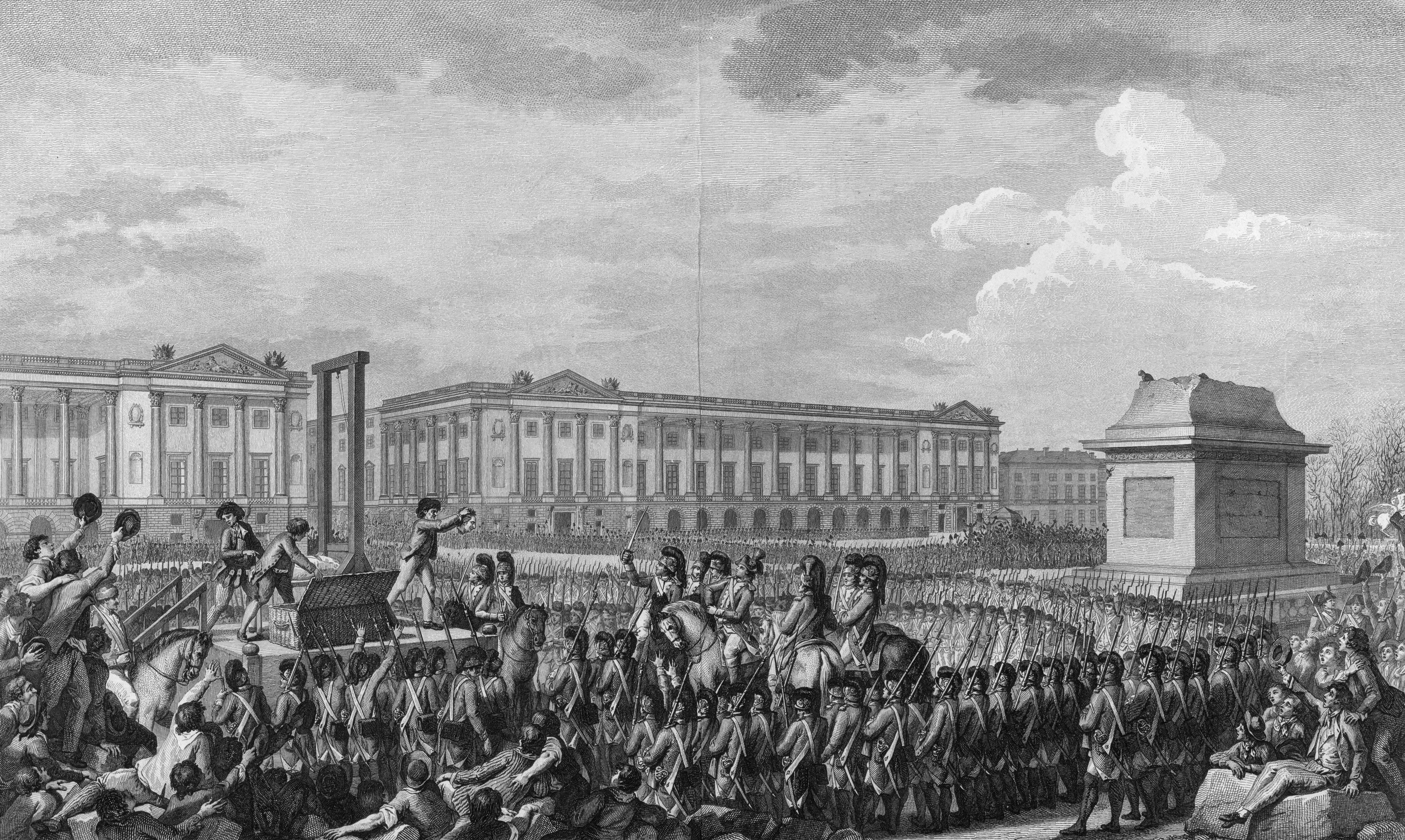
إعدام الملك لويس السادس عشر في ساحة الثورة؛ وغطت الأسطوانات المتداول كلماته الأخيرة، والتي لا يمكن سماعها من قبل الحشد.

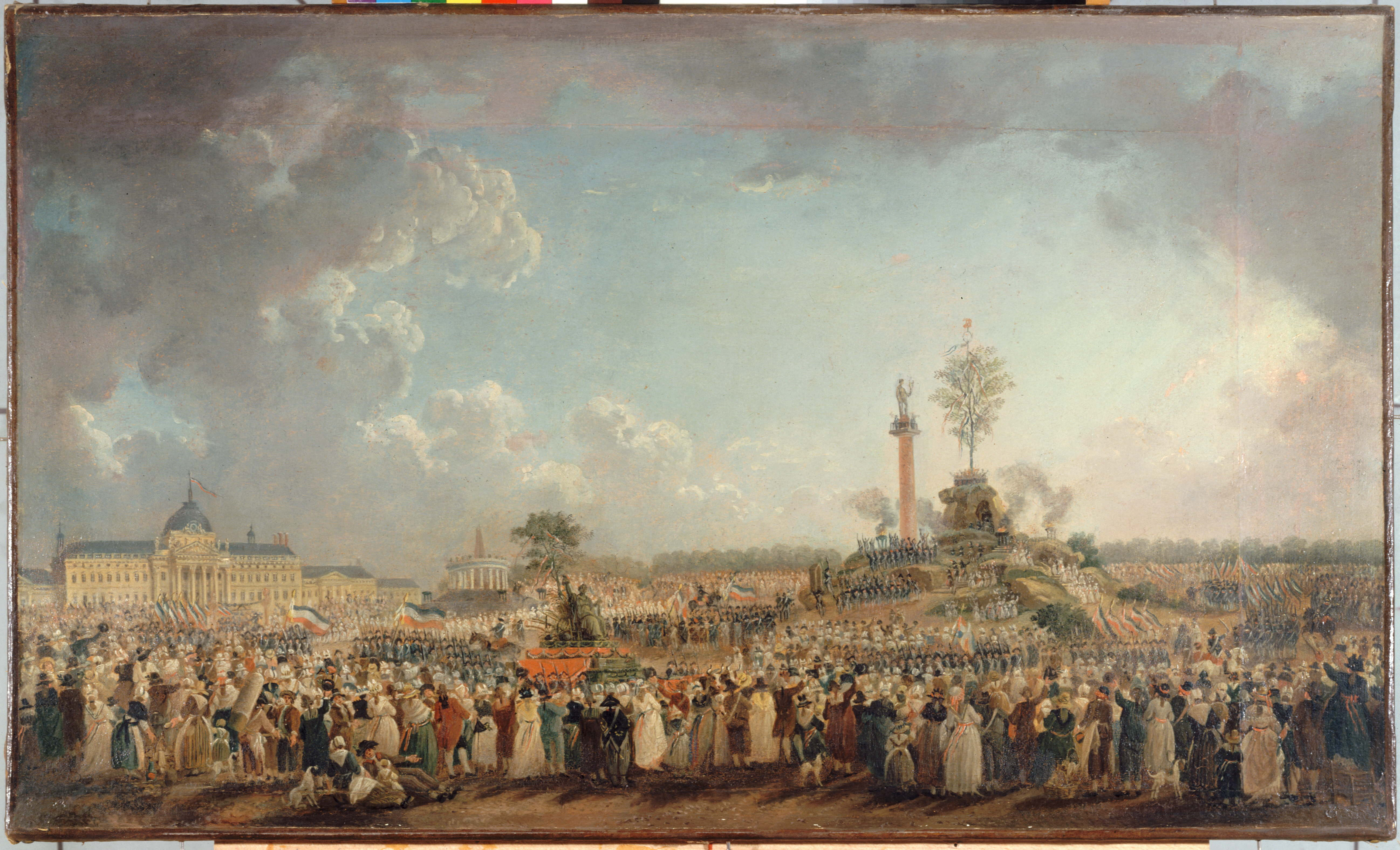
مهرجان الكائن الأعلى بيير-أنطوان ديماشي. عقد هذا الحدث في 8 يونيو 1794 على الشان دي مارس باعتباره احتفالا رسميا من عبادة العقل برئاسة روبسبيري؛ في 27 تموز / يوليه، ألقي القبض عليه وأرسل إلى المقصلة، في نهاية عهد الإرهاب.

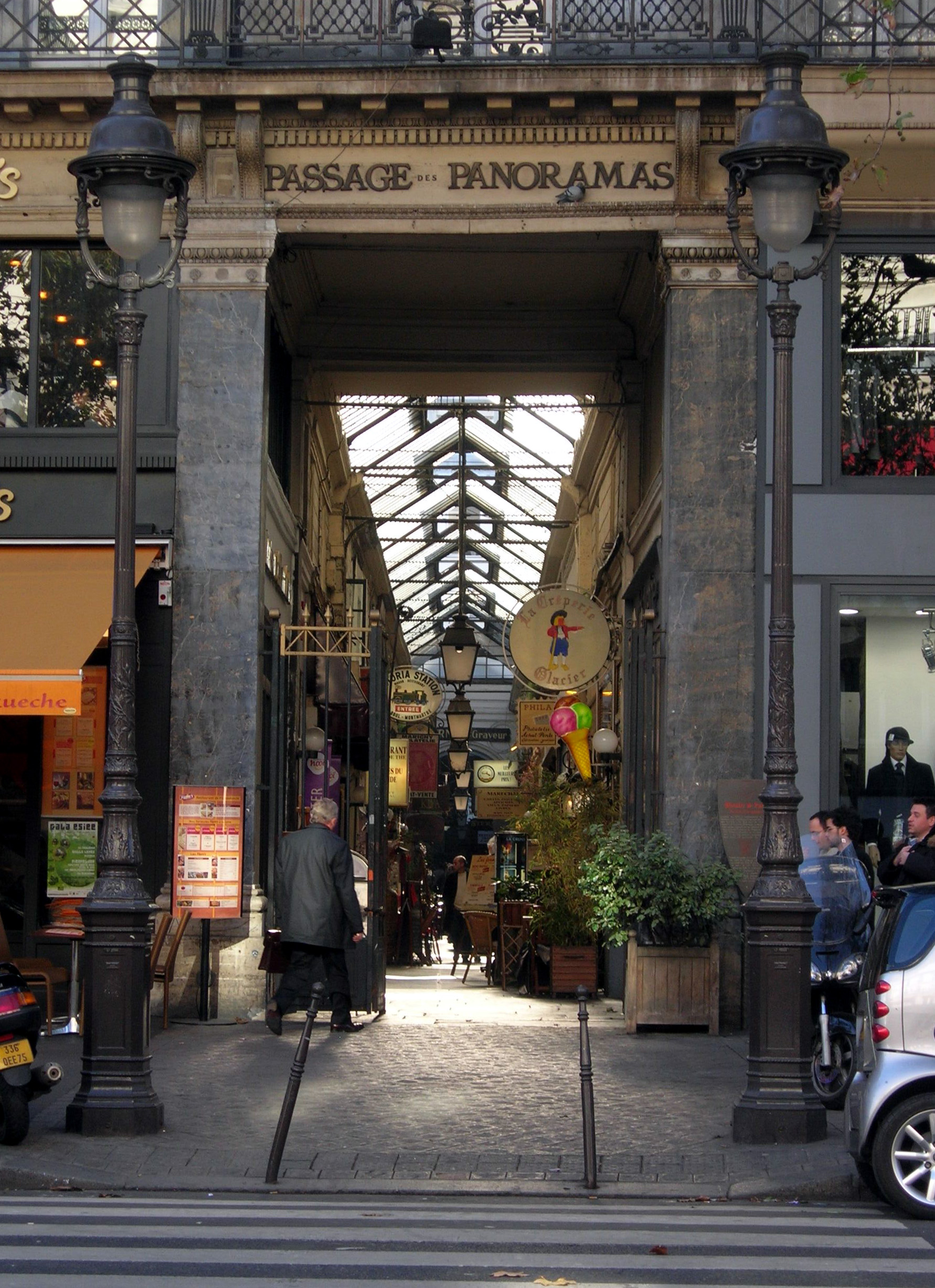
على الرغم من الثورة، استمر البناء الخاص في باريس؛ تم افتتاح باسيج ديس بانوراماس، وهو واحد من أول شوارع التسوق المغطاة في أوروبا، في عام 1799.

في صيف عام 1789، أصبحت باريس مركزا للثورة الفرنسية والأحداث التي غيرت تاريخ فرنسا وأوروبا. في عام 1789، كان عدد سكان باريس بين 600,000 و 640,000 نسمة. ثم الآن، معظم الباريسيين الأكثر ثراء يعيشون في الجزء الغربي من المدينة، والتجار في المركز، والعمال والحرفيين في الأجزاء الجنوبية والشرقية، ولا سيما فوبورغ سانت أونوريه. شمل السكان نحو مائة ألف شخص يعانون من الفقر المدقع والعاطلين عن العمل، وكثير منهم انتقلوا مؤخرا إلى باريس للهروب من الجوع في الريف. عرفوا باسم سانس-كولوتيس، شكلوا ما يصل إلى ثلث سكان الأحياء الشرقية وأصبحوا مشاركين مهمين في الثورة.
في 11 يوليو 1789، هاجم جنود من فوج رويال أليماند مظاهرة كبيرة ولكنها كانت سلمية في ساحة لويس الخامس عشر (ميدان الكونكورد) التي نظمت احتجاجا على إقالة الملك لوزير المالية الإصلاحيجاك نيكر. تحولت حركة الإصلاح بسرعة إلى ثورة. في 13 يوليو، احتل حشد من الباريسيين فندق دو فيل، وقام ماركيس دي لافاييت بتنظيم الحرس الوطني الفرنسي للدفاع عن المدينة. في 14 تموز / يوليه، استولى الغوغاء على ترسانة في الأنفاليد، وحصلوا على آلاف البنادق، واقتحموا سجن الباستيل، وهو سجن كان رمزا للسلطة الملكية، ولكن في ذلك الوقت كان يحتجز سبعة سجناء فقط. قتل 87 من الثوار في القتال. استسلم حاكم الباستيل، الماركيز دي لوناي، ثم قتل، ووضع رأسه في نهاية الرصيف، وحمل في باريس. كما قتل مرشد تجار باريس، جاك دي فليسيلس. هدمت القلعة نفسها تماما بحلول نوفمبر، وتحولت الحجارة إلى آثار تذكارية.
اجتمعت أول بلدية مستقلة في باريس، أو مجلس المدينة في فندق دو فيل في 15 يوليو، واختارت أول عمدة في باريس عالم الفلك جان سيلفان بايي. جاء لويس السادس عشر إلى باريس في 17 يوليو، حيث كان موضع ترحيب من العمدة الجديد وارتدى ثيابا ثلاثية الألوان على قبعته: الأحمر والأزرق، وألوان باريس، والأبيض، واللون الملكي.
في 5 أكتوبر 1789، سافر حشد كبير من الباريسيين إلى فرساي، وفي اليوم التالي، جلبت العائلة المالكة والحكومة إلى باريس، تقريبا كسجناء. بدأت الحكومة الفرنسية الجديدة، الجمعية الوطنية، الاجتماع في سال دو مانيج بالقرب من قصر التويلري على مشارف حديقة التويلري.
في 21 مايو 1790، اعتمد ميثاق مدينة باريس، معلنا أن المدينة مستقلة عن السلطة الملكية: تم تقسيمها إلى اثني عشر بلدية، (المعروفة فيما بعد باسم دائرة تقسيم إداري)، وثمانية وأربعين قسما. كان يحكمها رئيس بلدية، و 16 إداري، واثنان وثلاثون عضوا في مجلس المدينة. تم انتخاب بايلي رسميا عمدة من قبل الباريسيين في 2 أغسطس 1790م.
أقيم احتفال رسمي، وهو اتحاد النقابات، على شون دو مارس في 14 يوليو 1790. أقامت وحدات الحرس الوطني بقيادة لافاييت اليمين للدفاع عن «الأمة والقانون والملك» وأقسمت لدعم الدستور الذي وافق عليه الملك.
فر لويس السادس عشر وعائلته من باريس في 21 يونيو 1791، ولكن تم القبض عليهم في فارين وعادوا إلى باريس في 25 يونيو. ازداد العداء في باريس بين الأرستقراطيين والتجار الليبراليين الذين أرادوا ملكية دستورية، والأكثر تطرفا من سكان الطبقة العاملة والأحياء الفقيرة الذين أرادوا الجمهورية وإلغاء نظام الحكم الأترافي، بما في ذلك الطبقات المتميزة: الأرستقراطية والكنيسة. واصل الأرستقراطيون مغادرة باريس من أجل السلامة في الريف أو في الخارج. في 17 تموز / يوليه 1791، أطلق الحرس الوطني النار على تجمع لملتمسي الشان دي مارس، مما أسفر عن مقتل العشرات وتوسيع الهوة بين الثوريين الأكثر اعتدالا والأكثر تطرفا.
كانت الحياة الثورية تتمحور حول الأحزاب السياسية. كان نادي اليعاقبة مقرهم في الدير الدومينيكي السابق، كوفنت ديس جاكوبينس دي لا رو سانت أونوريه، في حين أن عضوها الأكثر نفوذا، روبسبيري، عاش في 366 (الآن 398) رو سانت أونوريه. كان البنك اليساري، بالقرب من مسرح أوديون، مقر نادي كورديليرز، وكان من بين الأعضاء الرئيسيين جان بول مارا وجورج دانتون وكاميل ديسمولينز والطابعين الذين نشروا الصحف والكتيبات التي أثارت الرأي العام.
في أبريل 1792، أعلنت النمسا الحرب على فرنسا، وفي يونيو 1792،   هدد الدوق فريدرش فيلهلم الثاني ملك بروسيا، بتدمير باريس ما لم يقبل الباريسيون سلطة ملكهم. استجابة للتهديد الذي يشكله البروسيون في 10 آب / أغسطس، قام زعماء الكتلون بإخراج حكومة مدينة باريس وأنشأوا حكومتهم الخاصة، وهي جماعة الكوميون، في فندق دو فيل. بعد أن تعلم أن غوغاء من كولز كان يقترب من قصر التويلري، لجأت الأسرة المالكة إلى المجلس القريب. في هجوم من قصر التويلري، قتل الغوغاء المدافعين الأخيرين للملك، حراسه السويسريين، ثمنهبوا القصر. وأوقف مجلس الشعب سلطة الملك، وأعلن في 11 آب / أغسطس أن فرنسا سيحكمها المؤتمر الوطني الفرنسي 1792–1795. في 13 أغسطس، سجن لويس السادس عشر وأسرته في قلعة الهيكل. في 21 أيلول / سبتمبر، ألغت الاتفاقية في اجتماعها الأول النظام الملكي، وأعلن في اليوم التالي أن فرنسا جمهورية. نقلت الاتفاقية مكان اجتماعها إلى قاعة كبيرة، مسرح سابق، سال دي ماشين داخل قصر التويلري. أنشأت لجنة السلامة العامة، المكلفة بصيد أعداء الثورة، مقرها في بافيلون دي فلور، الجناح الجنوبي للتولري، في حين أنشأت المحكمة، المحكمة الثورية، قاعتها في قصر باليز دي لا القديم ، المقر الملكي في القرون الوسطى على مدينة دي-لا، موقع قصر العدل اليوم.
فرضت الحكومة الجديدة عهد الإرهاب في فرنسا. في الفترة من 2 إلى 6 أيلول / سبتمبر 1792، اقتحمت عصابات من القراصنة سجون وقتلت كهنة صامدين وأرستقراطيين ومجرمين عاديين. في 21 يناير 1793، تم تقليد لويس السادس عشر في ساحة الثورة. أعدمت ماري أنطوانيت على نفس الساحة في 16 أكتوبر 1793. بيلي، أول عمدة باريس، تم خلعه في نوفمبر تشرين الثاني في شامب دي مارس. خلال عهد الإرهاب، تم محاكمة 594 .16 شخصا من قبل الحزب الثوري وتم إعدامهم بالمقصلة. ألقي القبض على عشرات الآلاف من الأشخاص الآخرين المرتبطين بالنظام القديم وسجنوا. صودرت ممتلكات الأرستقراطية والكنيسة وأعلنت ملكية الأراضي الوطنية (الملكية الوطنية). تم إغلاق الكنائس.
تم إنشاء التقويم الجمهوري الفرنسي، وهو تقويم غير مسيحي جديد، مع عام 1792 أصبحت «السنة الأولى»: 27 يوليو 1794 كان «9 ثيرميدور من السنة الثانية». تم تغيير العديد من أسماء الشوارع، وكان شعار الثورة «الحرية والمساواة والأخوة» محفورا على واجهات المباني الحكومية. كانت هناك حاجة إلى أشكال جديدة من العناوين: تم استبدال سيد ومدام ب سيتوين («مواطن») وسيتوين («مواطنة»)، وتم استبدال فوس الرسمي («أنت») بالمزيد من البروليتاريان.
بناء على أمر من الجمعية التشريعية (في مرسوم من أغسطس 1792)، سانس-كولوتس هدم الأسطول كاتدرائية نوتردام في 1792. صدر مرسوم 1 أغسطس 1793 للاحتفال بالذكرى السنوية الأولى لسقوط الملكية عن طريق تدمير المقابر في مقبرة سان دينيس الملكية. بناء على أمر من بلدية باريس في 23 أكتوبر 1793، هاجم سانس-كولوتيس واجهة الكاتدرائية، وقاموا بتدمير أرقام ملوك العهد القديم، ولم يبقوا إلا على تماثيل ملوك فرنسا. تم تأميم وهدم عدد من المباني التاريخية البارزة، بما في ذلك ضميمة الهيكل، دير مونمارتر، ومعظم دير سانت جيرمان دي بري. تم بيع العديد من الكنائس كممتلكات عامة وهدمت بسبب الحجر التي بنتها ومواد البناء الأخرى. هنري غريغوار، كاهن وعضو منتخب في الاتفاقية، اخترع كلمة جديدة، «التخريب الهمجي»، لوصف تدمير الممتلكات التي أمرت بها الحكومة خلال الثورة.
حكمت سلسلة من الفصائل الثورية باريس: في 1 يونيو 1793، استولت مونتاغناردز على السلطة وانتزعتها منالجيرونديون، ثم تم استبدال جورج دانتون وأتباعه. في عام 1794، تم الإطاحة بهم وقتلهم من قبل حكومة جديدة بقيادة ماكسيميلين روبسبيار. في 27 يوليو 1794، تم القبض على روبسبيري نفسه من قبل ائتلاف من مونتاغناردز والمعتدلين. في اليوم التالي، كان مقتبسا في شركة واحدة وعشرين من حلفائه السياسيين. كان إعدامه نهاية عهد الإرهاب. ثم توقفت عمليات الإعدام وتفريغ السجون تدريجيا. 
جمعت مجموعة صغيرة من العلماء والمؤرخين التماثيل واللوحات من الكنائس المدمرة، وأنشأوا مخزن من كوفنت ديس بيتيتس-أوغستينز القديمة، من أجل الحفاظ عليها. ذهبت اللوحات إلى متحف اللوفر، حيث افتتح المتحف المركزي للفنون في نهاية عام 1793. في أكتوبر 1795، أصبحت مجموعة بيتيتس-أوغستينز رسميا بمتحف الآثار الفرنسية.
تتولى الحكومة الجديدة (حكومة المديرين الفرنسية) منصب الإدارة، تبعا للاتفاقية. نقلت مقرها إلى قصر لوكسمبورغ وقيدت استقلالية باريس. عندما طعنت سلطة الدليل في انتفاضة ملكية في 13 فنديمير، السنة الرابعة (5 تشرين الأول / أكتوبر 1795)، دعا مجلس الإدارة الجنرال الشاب، نابليون بونابرت، يطلب للمساعدة. استخدم بونابرت مدفعا وغرابيشوت لتطهير شوارع المتظاهرين. في 18 برومير، السنة الثامنة (9 نوفمبر 1799)، نظم انقلابا أطاح بالمجلس وحل محله القنصلية مع بونابرت القنصل الأول. شهد هذا الحدث نهاية الثورة الفرنسية وفتح الطريق أمام الإمبراطورية الفرنسية الأولى.
انخفض عدد سكان باريس إلى 570,000 نسمة بحلول عام 1797، لكن البناء لا يزال مستمرا. تم الانتهاء من جسر جديد فوق نهر السين، وهو جسر بونك دي لا كونكورد الحديث، الذي بدأ في عهد لويس السادس عشر، في عام 1792. تم تحويل معالم أخرى إلى أغراض جديدة: تحولت مقبرة العظماء من كنيسة إلى ضريح لفرنسيين بارزين، أصبح اللوفر متحفا، وأصبح قصر البوربون، وهو مقر سابق للأسرة المالكة، مقر الجمعية الوطنية. افتتح أول شارعين تجاريين في باريس، ممر دي-كايري، وممر بانوراما، في عام 1799 م.

## تحت حكم نابليون الأول (1800-1815)

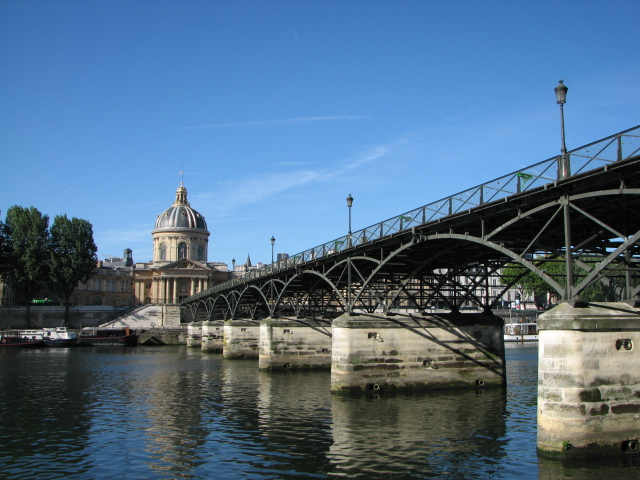
كانت بونت ديس أرتس، التي بناها نابليون الأول في عام 1802، أول جسر حديد في باريس. معهد فرنسا في الخلفية.

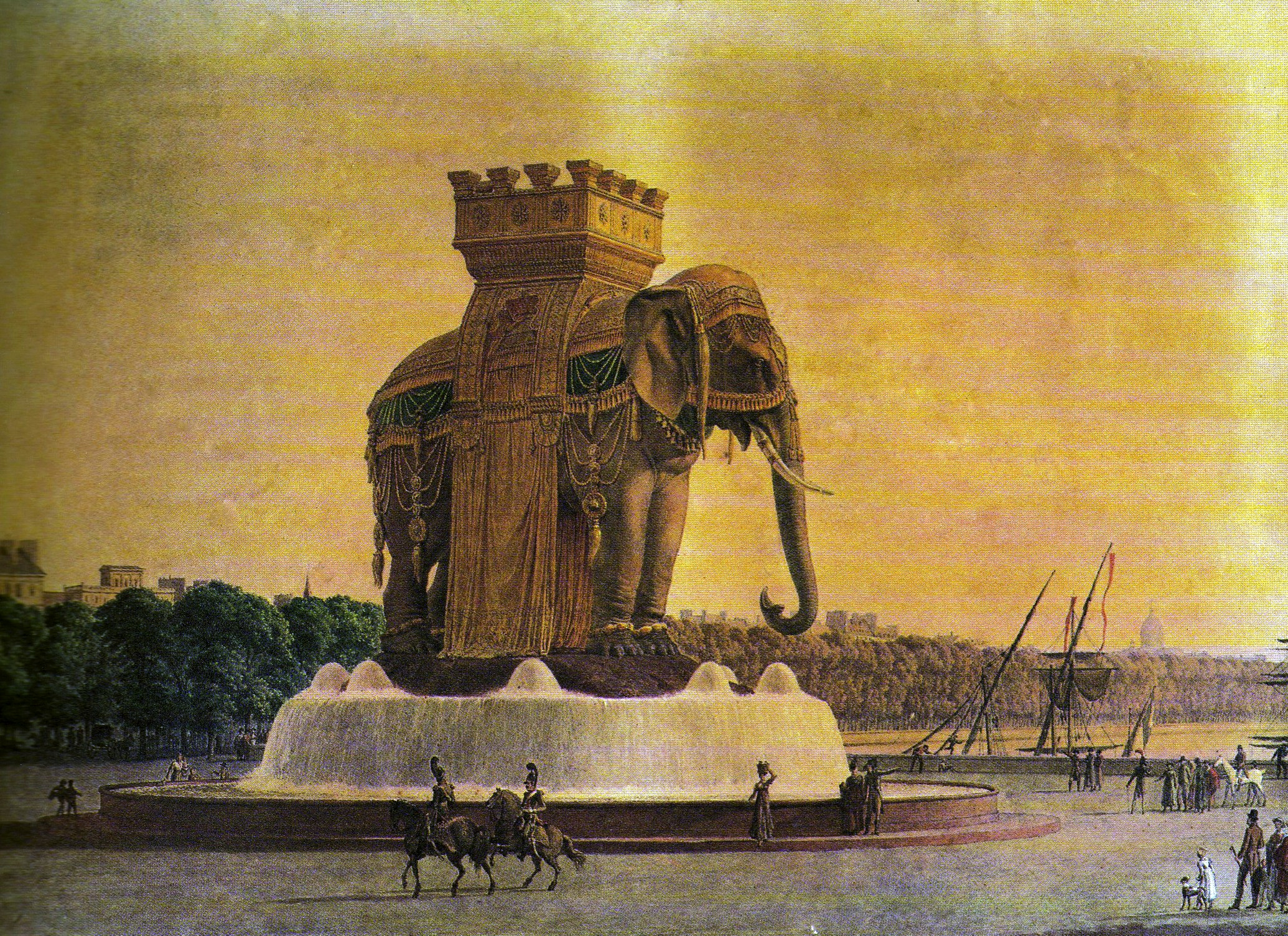
الفيل من الباستيل، نافورة مع الفيل البرونزي العملاق الذي بدأه نابليون الأول في عام 1810، ولكن لم تكتمل.

انتقل القنصل الأول نابليون بونابرت إلى قصر التويلري في 19 فبراير عام 1800 وبدأ على الفور لإعادة الهدوء والنظام بعد سنوات من الشك والرعب من الثورة. حقق السلام مع الكنيسة الكاثوليكية من خلال التوقيع على كونكوردات من 1801 مع البابا بيوس السابع. جمعت الجماهير مرة أخرى في جميع الكنائس في باريس (وفي فرنسا كلها)، سمح للقساوسة ارتداء ملابس الكنسية مرة أخرى، وسمح للكنائس برن أجراسها. لإعادة النظام في المدينة الجامحة، ألغى المنصب المنتخب لرئيس بلدية باريس، وحل محله مع محافظ السين الذي عينه في 17 فبراير 1800. تم تعيين أول محافظ (لويس نيكولا دوبوا)، على 8 مارس 1800 وعقد منصبه حتى عام 1810. كان لكل من الدوائر الاثنتي عشرة عمدة خاصة بها، ولكن سلطتهم اقتصرت على تنفيذ مراسيم وزراء نابليون.
بعد أن توج نفسه الإمبراطور في 2 ديسمبر 1804، بدأ نابليون سلسلة من المشاريع لجعل باريس في العاصمة الإمبراطورية لمنافسة روما القديمة. بدأ بناء شارع دي ريفولي، من بلاس دي لا كونكورد إلى بلاس ديس بيراميدس. تم هدم دير الكابوسين القديم، وبنى شوارع جديدة تربط بلاس فندوم إلى غراندس بوليفاردز. كان الشارع يسمى «شارع نابليون»، الذي سمي لاحقا باسم شارع لا بيكس.
في عام 1802، بني نابليون جسر الحديد الثوري، جسر الفنون، عبر نهر السين. تم تجهيزه مع اثنين من الدفيئات من النباتات الغريبة وصفوف من أشجار البرتقال. تكلف ممر عبر الجسر واحد صوليدوس.أعطى أسماء انتصاراته لجسرين جديدين، بونت أوستيرليتز (1802) وبونت دي-إينا (1807)م. 
في 1806، في تقليد روما القديمة، أمر نابليون بناء سلسلة من الآثار المخصصة للمجد العسكري في فرنسا. كان أول وأكبر قوس للنصر، الذي بني على الحافة الغربية للمدينة في بارير دي - إتويلي، وانتهى فقط في يوليو 1836 خلال الملكية (ملكية يوليو). أمر ببناء قوس الكاروسيل (1806-1808)، الذي تم نسخه من قوس سيبتيميوس سيفيروس وقسنطينة في روما، وذلك تمشيا مع مركز قصر التويلري.كان يتوج فريق من الخيول البرونزية التي أخذها من واجهة كاتدرائية سان ماركو في البندقية. قوس النصر كاروسيل هو النصب الشرقي من المحور التاريخي لباريس. احتفل جنود نابليون بانتصاراته مع المسيرات الكبرى حول كاروسيل. كما كلف بناء عمود فندوم (1806-10)، الذي تم نسخه من عمود تراجان في روما، المصنوع من حديد المدفع الذي استولى عليه الروس والنمساويون في عام 1805. في نهاية شارع الكونكورد (أعطيت مرة أخرى الاسم السابق لرو رويال في 27 أبريل 1814)، أسس الكنيسة غير مكتملة، مادلين، التي كانت قد بدأت في 1763، وتحويلها إلى معبد دي لا غلوير، ضريح عسكري لعرض تماثيل فرنسا لمعظم جنرالات فرنسا.
كما نظر نابليون بعد البنية التحتية للمدينة، التي كانت مهملة لسنوات. في عام 1802، بدأ بناء قناة أورك لجلب المياه العذبة إلى المدينة وبني باسين دي لا فيليت لتكون بمثابة خزان. لتوزيع المياه العذبة على الباريسيين، قام ببناء سلسلة من النوافير الأثرية، وأكبرها هو فونتين دو بالمير، على مكان دو شاتليه. كما بدأ بناء قناة سان مارتن لزيادة النقل النهري داخل المدينة.
كان مشروع نابليون الأخير، الذي بدأ في عام 1810، هو بناء الفيل الباستيل، وهو نافورة على شكل فيل برونزي هائل، يبلغ ارتفاعه أربعة وعشرين مترا، وكان مخصصا لمركز ساحة الباستيل، لكنه لم يكن لديك الوقت لإنهاء ذلك. وقفت جدران ضخمة من الفيل في ساحة لسنوات عديدة بعد هزيمة الإمبراطور النهائي والمنفى.

## الترميم (1815-1830)م

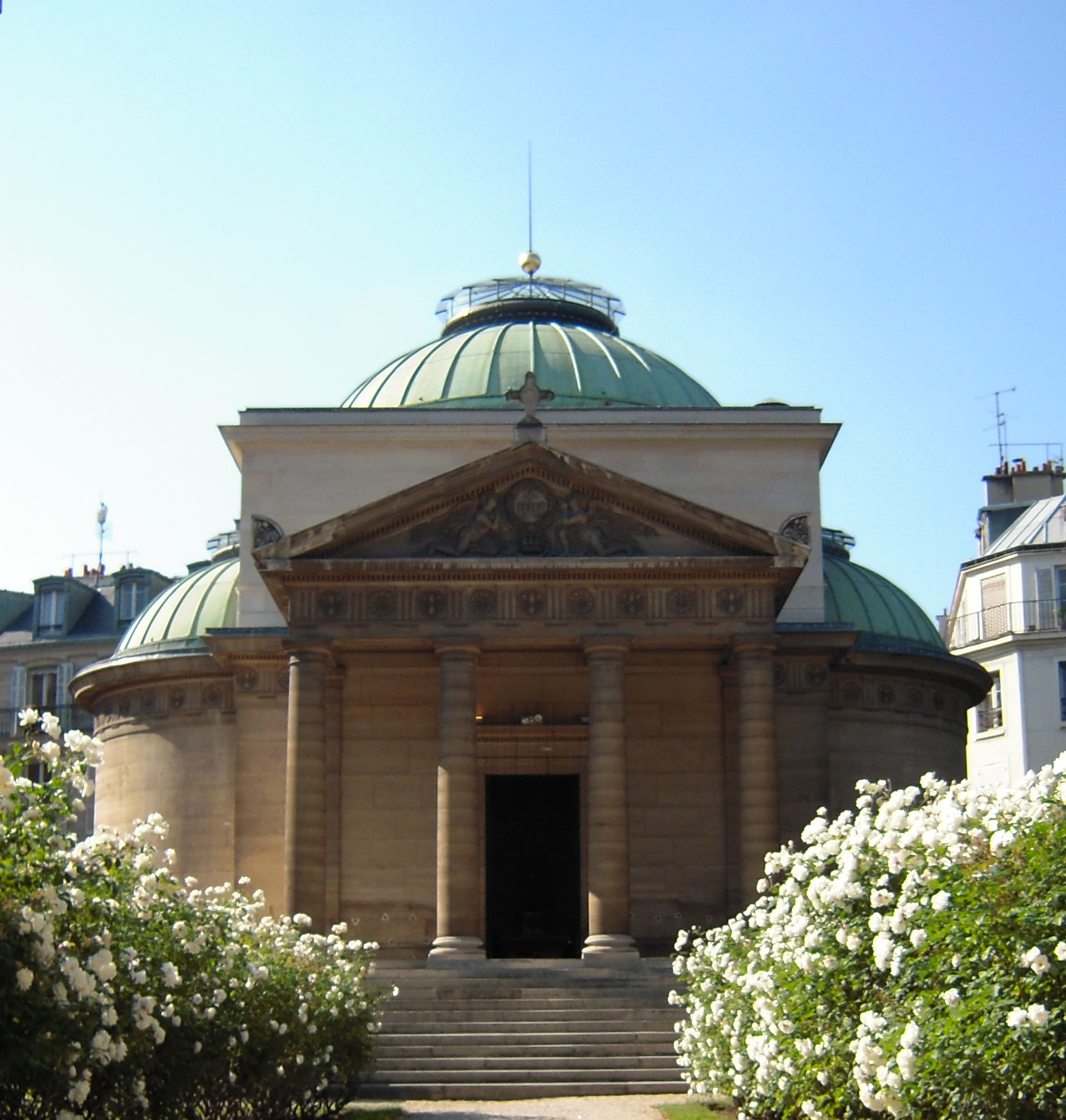
تم بناء كنيسة تشابيل من قبل لويس الثامن عشر على موقع مقبرة مادلين، حيث دفن رفات لويس السادس عشر وماري أنطوانيت بعد إعدامهم.

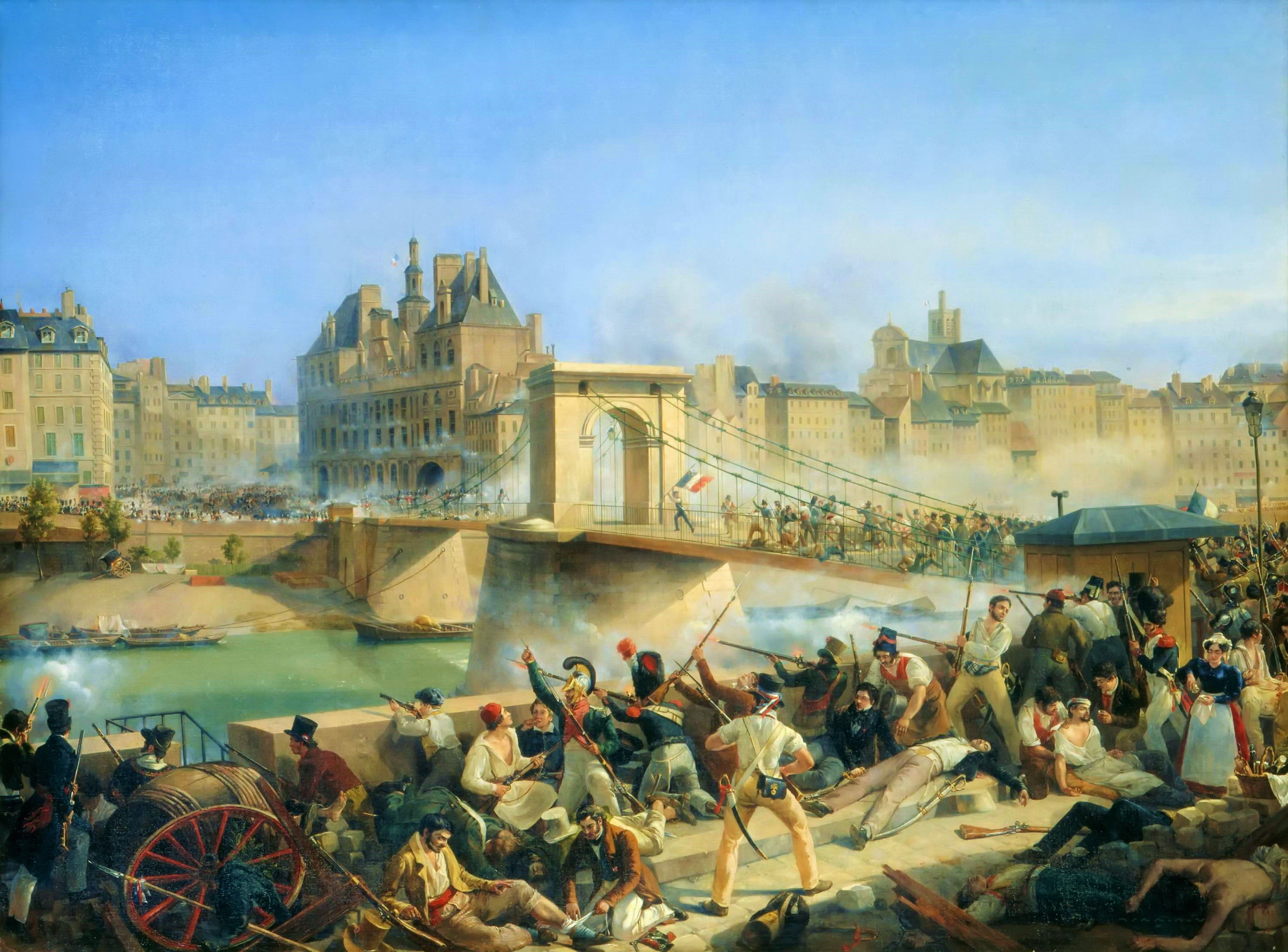
الاستيلاء على فندق دي فيل خلال ثورة يوليو من عام 1830، التي أسقطت نظام تشارلز العاشر.

تبعا لسقوط نابليون بعد هزيمة معركة واترلو في 18 يونيو 1815، احتل 300,000 جنود من جيش التحالف السابع (جنود المئة يوم) من إنجلترا والنمسا وروسيا وبروسيا باريس وظلوا حتى ديسمبر 1815. عاد لويس الثامن عشر إلى المدينة وانتقل إلى الشقق السابقة من نابليون في قصر تلريز. تم تغيير اسم بونت دي لا كونكورد إلى «بونت لويس السادس عشر»، وتم إعادة تمثال هنري الرابع الجديد على قاعدة التمثال الفارغة في جسر نف، وحلق العلم الأبيض للبوربون من أعلى العمود في بلاس فندوم.
عاد الأرستقراطيون الذين هاجروا إلى منازلهم في بلدة فوبورغ سان جيرمان، واستأنفت الحياة الثقافية للمدينة بسرعة، وإن كان ذلك على نطاق أقل تكلفة. تم بناء دار الأوبرا الجديدة في شارع لو بيليتييه. تم توسيع متحف اللوفر في عام 1827 مع تسعة صالات عرض جديدة عرضت الآثار التي تم جمعها خلال غزو نابليون لمصر.
استمر العمل على قوس النصر، وتم بناء الكنائس الجديدة على الطراز الكلاسيكي الجديد لتحل محل تلك التي دمرت خلال الثورة: سان بيير دو جروس كايليو (1822-1830). نوتر-ديم-دي-لوريت (1823-1836)؛ نوتر-ديم دي بون-نوفيل (1828-1830)؛ سانت-فينسينت-دي-بول (1824-1844) وسانت-دينيس-دو-سانت-ساكرمنت (1826-1835). معبد المجد (1807) الذي أنشأته نابليون للاحتفال بالأبطال العسكريين تحول مرة أخرى إلى كنيسة، وكنيسة لا مادلين. كما قام الملك لويس الثامن عشر ببناء مصلى كنسي، وهي كنيسة صغيرة مكرسة ل لويس السادس عشر وماري أنطوانيت، على موقع مقبرة مادلين الصغيرة، حيث دفن رفاتهم (الآن في كنيسة سانت دوني) بعد إعدامهم.
نمت باريس بسرعة، ومرت 800,000 في عام 1830. بين 1828 و 1860، بنيت المدينة كنظام جامع تجرها الخيول التي كانت أول نظام للنقل العام الشامل في العالم. سرع كثيرا حركة الناس داخل المدينة وأصبح نموذجا للمدن الأخرى. تم استبدال أسماء الشوارع القديمة في باريس، المنحوتة في الحجر على الجدران، لوحات معدنية زرقاء ملكية مع أسماء الشوارع بحروف بيضاء، وهذا النموذج لا يزال قيد الاستخدام اليوم. بنيت أحياء جديدة عصرية على الضفة اليمنى حول كنيسة سانت فنسنت دو بول، وكنيسة نوتردام دو لوريت، وبلاس دي - يوروب. أصبح حي «أثينا الجديدة»، خلال الترميم وملكية يوليو، بيت الفنانين والكتاب: الممثل فرانسوا جوزيف تالما عاش في 9 شارع دي لا تور دي - دامس؛ عاش الرسام يوجين ديلاكروا في 54 رو نوتر-ديم دي-لوريت؛ عاش الروائي جورج ساند في ساحة أورليانز. كان هذا الأخير المجتمع الخاص الذي افتتح في 80 شارع تايتبوت، الذي كان يضم 46 شقة وثلاثة استوديوهات الفنانين. عاش الرمال في الطابق الأول من رقم 5، في حين عاش فريدريك شوبان لفترة في الطابق الأرضي من رقم 9 .
خلف لويس الثامن عشر شقيقه شارل العاشر في عام 1824، ولكن الجديد أن أصبحت الحكومة غير محبوبة على نحو متزايد مع كل من الطبقات العليا وعموما سكان باريس. مسرحية هرناني من قبلفيكتور هوغو البالغ من العمر ثمانية وعشرين عاما، تسببت باضطرابات وتحارب في جمهور المسرح بسبب دعواتها لحرية التعبير. في 26 تموز / يوليه، وقع تشارلز العاشر مراسيم تحد من حرية الصحافة وحل البرلمان، مما أثار مظاهرات تحولت إلى أعمال شغب تحولت إلى انتفاضة عامة. بعد ثلاثة أيام، والمعروفة باسم «ترويس غلوريوس»، انضم الجيش إلى المتظاهرين. ترك تشارلز اكس وعائلته والمحكمة قصر سانت كلاود، وفي 31 يوليو، قام ماركيس دي لافاييت والعاهل الدستوري الجديد لويس فيليب برفع علم الالوان الثلاثة مرة أخرى قبل تحريك الحشود في فندق دي فيل.

## تحت حكم لويس فيليب (1830-1848)م

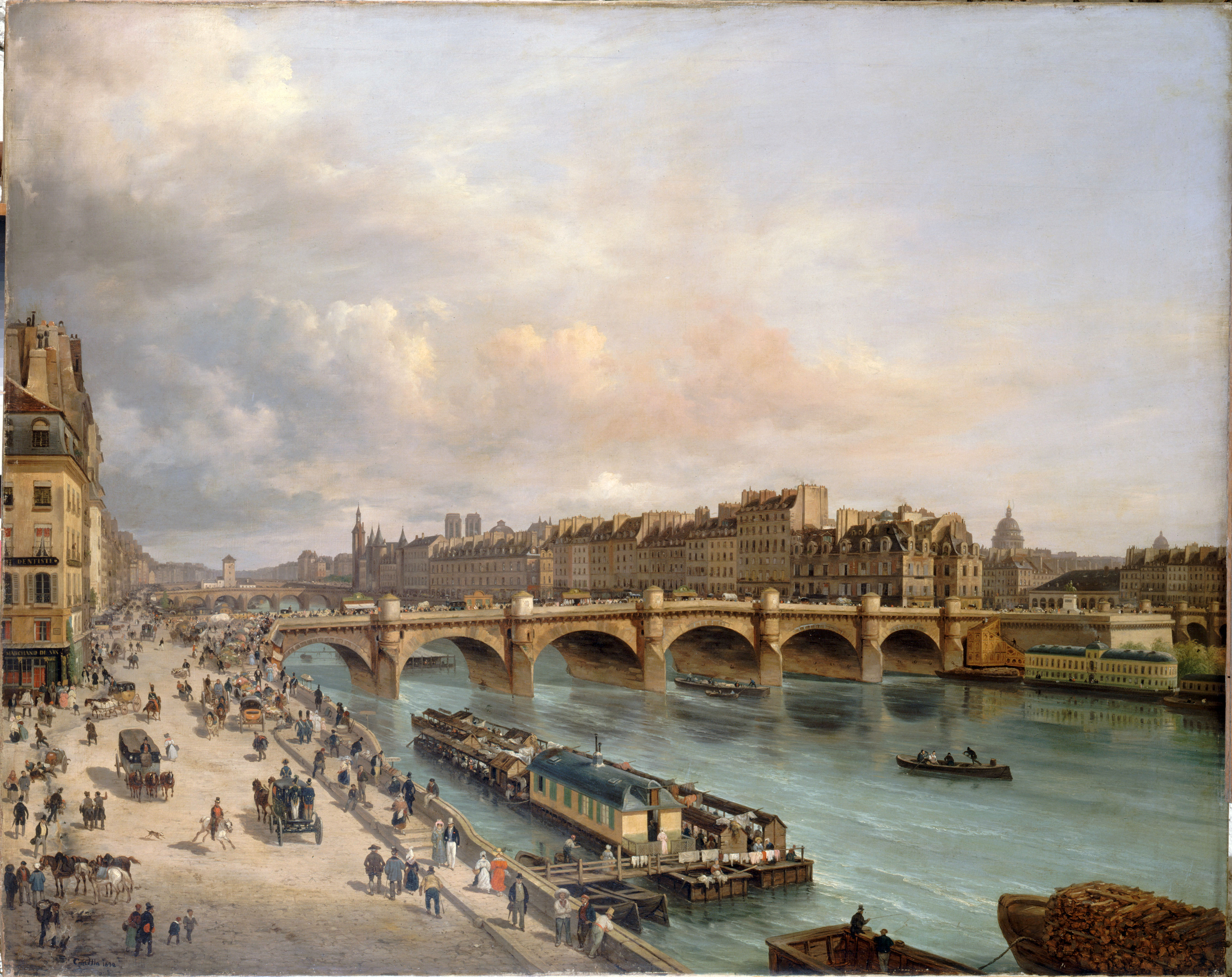
جوسيب كانيلا، و بونت نيوف في عام 1832، متحف كارنافاليت.

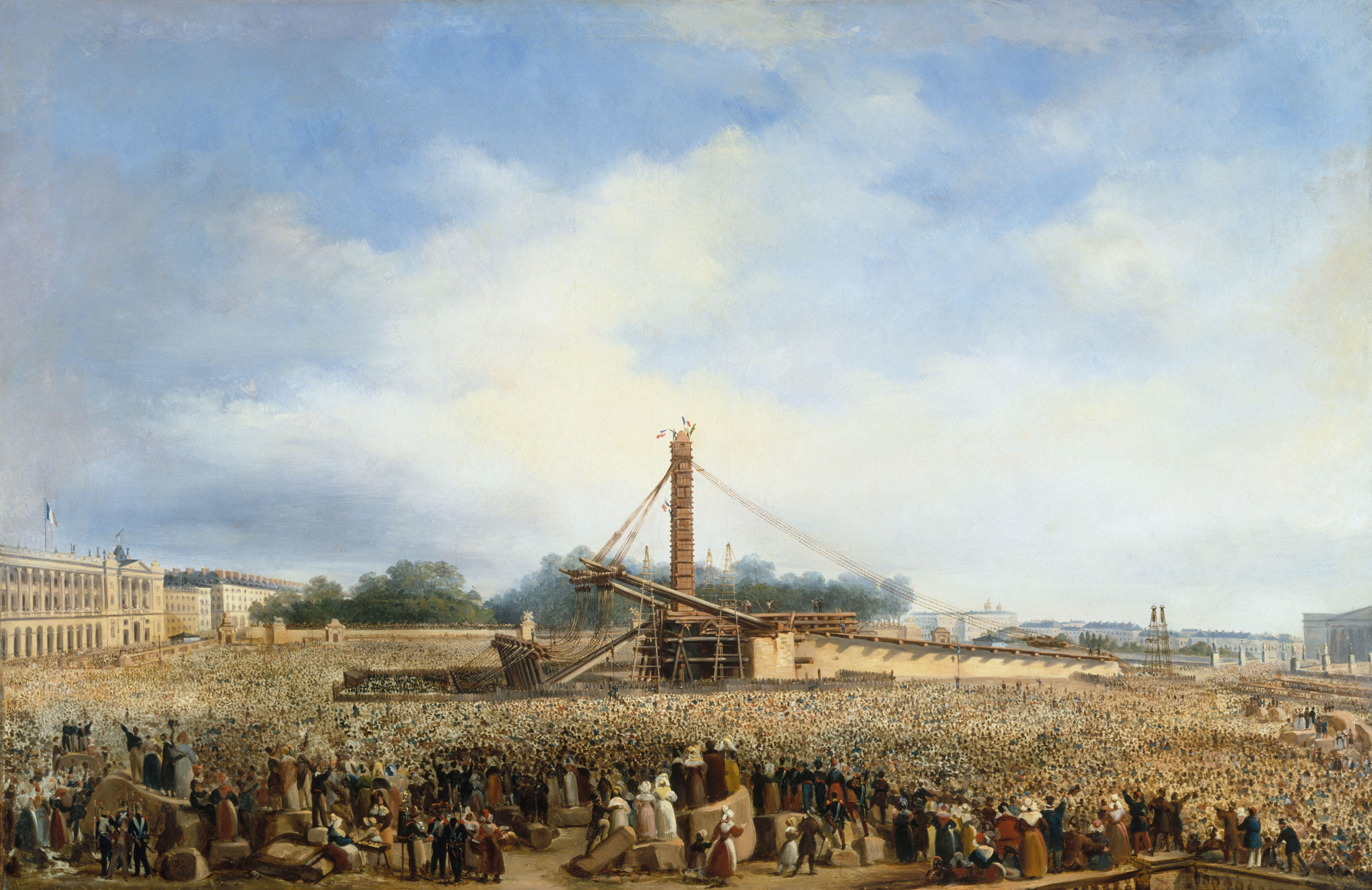
تم رفع حشد من 200،000 شخص كما رفعت المسلة الأقصر في وسط ساحة الكونكورد في 25 أكتوبر 1836 (كما هو موضح من قبل فرانسوا دوبوا في لوحة من 1836 يضم في متحف كارنافاليت).

كانت مدينة باريس في عهد الملك لويس فيليب مدينة وصفت في روايات أونوريه دي بلزاك وفيكتور هوغو. زاد عدد سكان باريس من 785,000 في عام 1831 إلى 1,053,000 في 1848، حيث نمت المدينة إلى الشمال والغرب، ولكن أشد الأحياء فقرا في الوسط أصبحت أكثر ازدحاما.
قلب المدينة، حول مدينة دي-لا، كان متاهة من الشوارع الضيقة والمتعرجة والمباني المتدهورة من القرون السابقة. كان خلابا، ولكن كان مظلما، مزدحما، غير صحي وخطير. تم توزيع المياه من قبل حمالين يحملون دلاء من قطب على كتفيهم، ومجاري تفريغها مباشرة في نهر السين. تسبب في تفشي وباء الكوليرا في عام 1832 في مقتل عشرين ألف شخص. قام كومت دي رامبوتاو، حاكم السين لمدة خمسة عشر عاما في عهد لويس فيليب، بجهود مبدئية لتحسين مركز المدينة: قام بتمهيد أرصفة نهر السين مع مسارات حجرية وزرع أشجار على طول النهر. قام ببناء شارع جديد (الآن شارع رامبوتياو) لربط حي ماريه مع الأسواق وبدأ بناء ليس هاليس، السوق المركزي الشهير في باريس، والذي تم الانتهاء من تصميمه في عهد نابليون الثالث.
عاش لويس فيليب في منزل عائلة أورليانز الأسلاف في بيت أورليانز، القصر الملكي، حتى عام 1832، قبل أن ينتقل إلى قصر التويلري. كان إسهامه الرئيسي في آثار باريس هو الانتهاء من ساحة الكونكورد في عام 1836: تم تزيين الساحة الضخمة بنافورتين، واحدة تمثل التجارة النهرية، فونتين ديس فليوفس، والتجارة البحرية الأخرى، فونتين ديس مير، وثمانية تماثيل للنساء اللواتي يمثلن ثماني مدن كبرى في فرنسا: بريست وروان (جان بيير كورت)، ليون ومرسيليا (بيير بيتيتو) وبوردو ونانت (لويس دوني كايلويت) وليل وستراسبورغ (من قبل جيمس برادير). تمثال ستراسبورغ كان شبيه بجولييت درويت، عشيقة فيكتور هوجو. كما تم تطويق ساحة الكونكورد في 25 أكتوبر 1836 من خلال وضع مسلة الأقصر، التي يبلغ وزنها مائتي وخمسين طنا، والتي تم نقلها إلى فرنسا من مصر على متن سفينة خاصة. في نفس العام، في الطرف الغربي من الشانزليزيه، أنجز لويس فيليب وخصص قوس النصر، الذي كان قد بدأه نابليون.
أعيد رماد نابليون إلى باريس من سانت هيلانة في احتفال رسمي في 15 ديسمبر 1840 في إنفاليديس. كما وضع لويس فيليب تمثال نابليون فوق العمود في ساحة فندوم. في عام 1840، أكمل عمود في ساحة الباستيل مكرسة لثورة يوليو 1830 التي جلبته إلى السلطة. بدأ أيضا استعادة كنائس باريس التي تضررت خلال الثورة الفرنسية، وهو مشروع قام به المؤرخ المعماري أوجين فيوليت-لي-دوك، بدءا من كنيسة دير سان جيرمان دي بري. بين 1837-1841، بنى فندق دي فيل الجديد مع صالون داخلي مزين بواسطة يوجين ديلاكروا.
تم بناء أول محطات سكك حديدية في باريس على يد لويس فيليب. كل ينتمي إلى شركة مختلفة. لم يكونوا متصلين ببعضهم البعض وكانوا خارج وسط المدينة. افتتح أول، يدعى إمباركادير دي سان جرمان أون لاي، في 24 أغسطس 1837 في ساحة أوروبا. بدأت نسخة قديمة من غير سانت لازاري في عام 1842، وتم افتتاح أول خطوط باريس أورليان وباريس روان في 1 و 2 مايو 1843م.
مع ازدياد عدد سكان باريس، استاء السخط في الأحياء العاملة. كانت هناك أعمال شغب في 1830، 1831، 1832، 1835، 1839 و 1840. انتفاضة عام 1832، بعد جنازة ناقد شرس ضد لويس فيليب، الجنرال جان ماكسيميليان لامارك، تم خلده في رواية فيكتور هوغو (البؤساء).
انفجرت الاضطرابات المتنامية أخيرا في 23 فبراير 1848، عندما قام الجيش بتفريق مظاهرة كبيرة. ارتفعت الحواجز في أحياء الطبقة العاملة الشرقية. استعرض الملك جنوده أمام قصر التويلري، ولكن بدلا من الهتاف به، صاح كثيرون «عاش الإصلاح!» فشجعه، وتنازل وذهب إلى المنفى في إنجلترا.

## الجمهورية الثانية وحكم نابليون الثالث (1848-1870)م

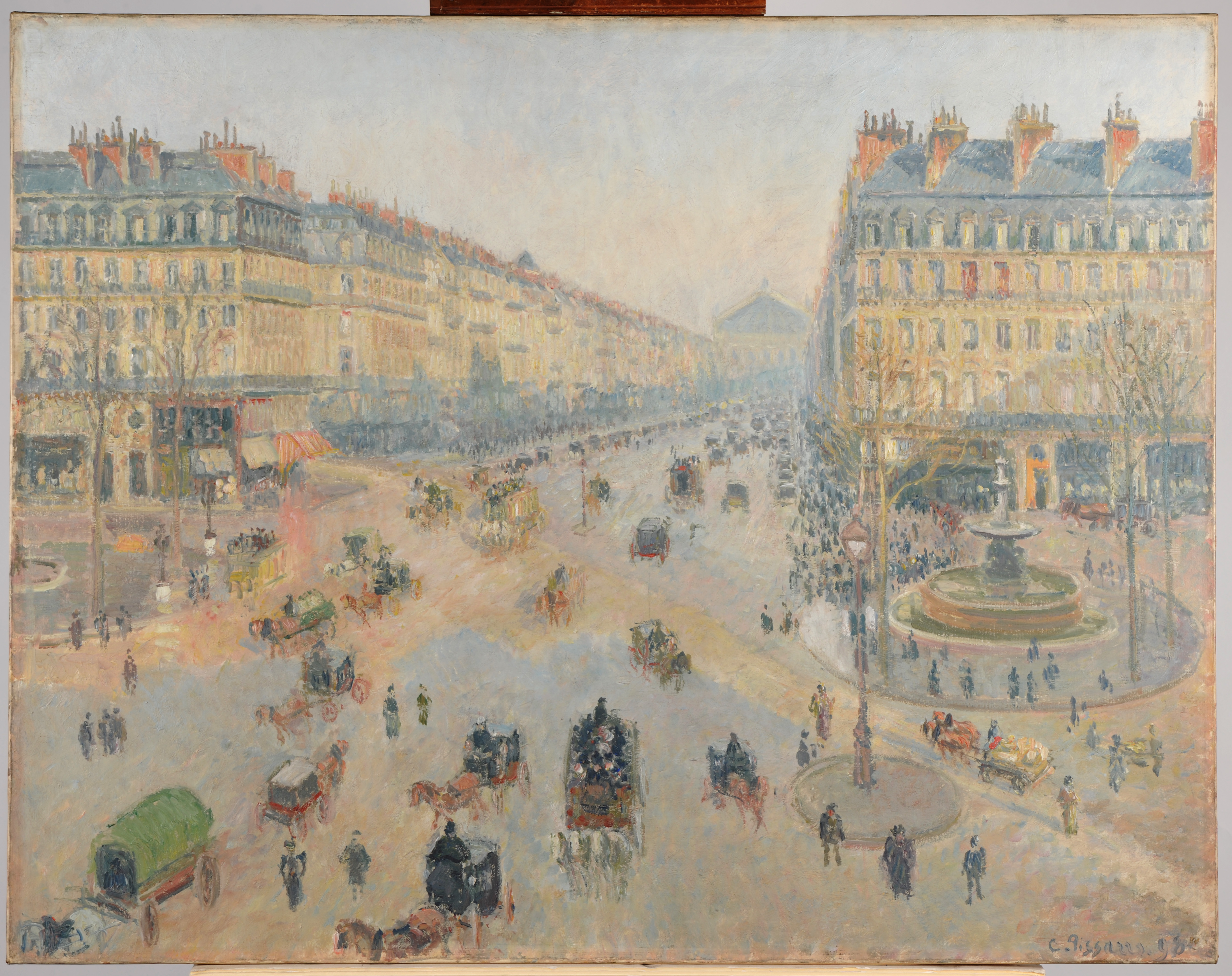
كاميل بيسارو، شارع دي أوبرا، 1898، متحف الفنون الجميلة، ريمس. تم بناء شارع الأوبرا بناء على أوامر من نابليون الثالث. قال محافظه السين، بارون هوسمان، أن المباني على الشوارع الجديدة تكون نفس الارتفاع، نفس النمط، وتكون تواجه الحجر بلون كريم، كما هي.

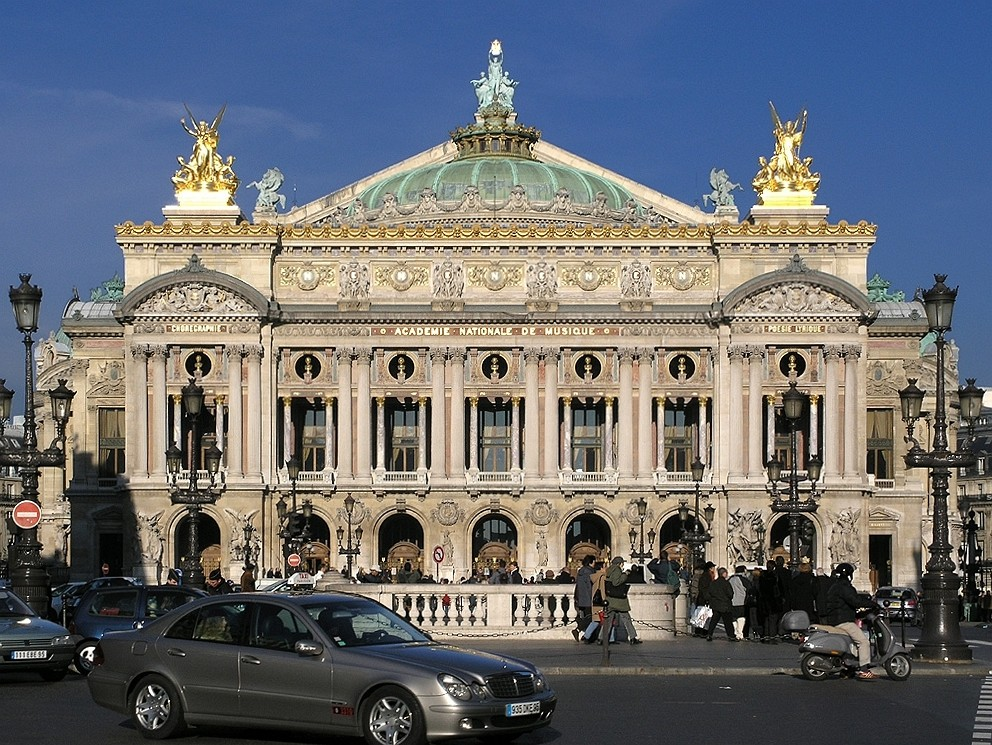
كانت أوبرا باريس محور باريس الجديد في نابليون الثالث. وصف المهندس المعماري تشارلز غارنييه أسلوب ببساطة باسم "نابليون الثالث".

في ديسمبر 1848، أصبح لويس نابليون بونابرت، ابن شقيق نابليون الأول، أول رئيس منتخب لفرنسا، وفاز بأربعة وسبعين في المئة من الأصوات. بسبب الانقسامات الحادة بين الملكيين والجمهوريين، لم يتمكن «رئيس الأمير» من تحقيق الكثير، ومنعه الدستور من الترشح لإعادة الانتخاب. في ديسمبر 1851، نظم انقلابا، ورفض البرلمان، وفي 2 ديسمبر 1852، بعد فوزه في استفتاء وطني، أصبح الإمبراطور نابليون الثالث.
في بداية حكم نابليون، كان عدد سكان باريس حوالي مليون شخص، معظمهم يعيشون في ظروف مزدحمة وغير صحية. تسبب وباء الكوليرا في المركز المكتظ في عام 1848 في مقتل عشرين ألف شخص. في عام 1853، أطلق نابليون برنامج عمل عمومي ضخم تحت إشراف محافظه الجديد في السين، جورج يوجين هوسمان، الذي كان يهدف إلى وضع العاطلين عن العمل الباريسيين للعمل وتوفير المياه النظيفة والضوء والمساحة المفتوحة إلى وسط المدينة. 
بدأ نابليون عن طريق توسيع حدود المدينة إلى ما بعد المقاطعات الإثني عشر التي أنشئت في 1795. وقد قاومت المدن حول باريس لتصبح جزءا من المدينة، خوفا من ارتفاع الضرائب؛ استخدم نابليون سلطته الإمبراطورية الجديدة لضمها، مضيفا ثماني دوائر جديدة إلى المدينة ووصلها إلى حجمها الحالي. على مدى السنوات السبعة عشر المقبلة، حول نابليون وهوسمان تماما مظهر باريس. هدموا معظم الأحياء القديمة على مدينة دي لا، وقاموا باستبدالهم بقصر العدل الجديد ومقاطعة للشرطة، وإعادة بناء مستشفى المدينة القديمة، فندق ديو. وأكملوا توسيع شارع ريفولي الذي بدأه نابليون الأول، وبنى شبكة من الشوارع الواسعة لتوصيل محطات السكك الحديدية وأحياء المدينة لتحسين حركة المرور وخلق مساحة مفتوحة حول المعالم الأثرية للمدينة. كما جعلت الشوارع الجديدة من الصعب بناء الحواجز في الأحياء المعرضة للانتفاضات والثورات، ولكن، كما كتب هوسمان نفسه، لم يكن هذا هو الغرض الرئيسي من الشوارع. فرض هوسمان معايير صارمة على المباني الجديدة على طول الشوارع الجديدة؛ كان يجب أن يكون نفس الارتفاع، اتبع نفس التصميم الأساسي، وتواجه في الحجر الأبيض دسم. أعطت هذه المعايير المركزية باريس خطة الشارع ونظرة مميزة لا تزال تحتفظ بها اليوم.
أراد أيضا نابليون الثالث أن يعطي الباريسيين، وخاصة في الأحياء الخارجية، الوصول إلى المساحات الخضراء للترفيه والاسترخاء. كان مستوحى من هايد بارك فيلندن، والتي كان كثيرا ما زارها عندما كان في المنفى هناك. أمر بإنشاء أربعة مجمعات جديدة كبيرة في النقاط الرئيسية الأربعة للبوصلة في جميع أنحاء المدينة. غابة بولونيا إلى الغرب؛ بويس دي فينسنس إلى الشرق؛ متنزه بوت شومبو في الشمال؛ وبارك مونتسوريس إلى الجنوب، بالإضافة إلى العديد من الحدائق الصغيرة والساحات في جميع أنحاء المدينة، بحيث لم يكن هناك حي يستغرق أكثر من عشر دقائق سيرا على الأقدام من الحديقة.
أعاد نابليون الثالث وهوسمان بناء محطتين رئيسيتين للسكك الحديدية هما محطة ليون ومحطة الشمال، لجعلهما بوابات ضخمة إلى المدينة. حسنت المرافق الصحية للمدينة من خلال بناء شبكات صرف صحي جديدة وشبكات مياه تحت الشوارع وبناء خزان جديد وقناة لزيادة إمدادات المياه العذبة. بالإضافة إلى ذلك، قاموا بتثبيت عشرات الآلاف من غاسليتس لإلقاء الضوء على الشوارع والمعالم الأثرية. بدأوا في بناءقصر غارنييه لأوبرا باريس وبني مسرحان جديدان في ساحة دو شاتليه ليحلوا محل المسرح في حي المسرح القديم في معبد بوليفارد دو تيمبل المعروف باسم «شارع الجريمة» الذي هدم ليصنع غرفة للشوارع الجديدة. قاموا بإعادة بناء السوق المركزية للمدينة، ليه هاليس، الذي بني أول جسر للسكك الحديدية فوق نهر السين، وبنيت أيضا نافورة سان ميشيل الضخمة في بداية شارع بولفارد سان ميشيل الجديد. كما قاموا بإعادة تصميم معمارية الشوارع في باريس، وتركيب مصابيح الشوارع الجديدة، والأكشاك، والمواقف الجامعية، والمراحيض العامة (التي يطلق عليها «شاليهات الضرورة»)، والتي صممها المهندس المعماري غابرييل دافيود، الذي أعطى شوارع باريس وئامها المتميز ومنظرها.
في أواخر ستينيات القرن التاسع عشر، قرر نابليون الثالث تحرير نظامه وأعطى مزيدا من الحرية والسلطة للهيئة التشريعية. أصبح هوسمان الهدف الرئيسي للنقد في البرلمان، الذي اتهم بطرق غير تقليدية بتمويل مشاريعه، لبتر أربعة هكتارات من ثلاثين هكتارا من حدائق لوكسمبورغ من أجل إفساح المجال لشوارع جديدة، وللإزعاج العام له المشاريع التي تسببت لباريسيين منذ ما يقرب من عقدين. في كانون الثاني 1870، أجبر نابليون على طرده. بعد بضعة أشهر، تم سحب نابليون إلىالحرب الفرنسية البروسية، ثم هزم وأسر في معركة سيدان من 1-2 سبتمبر 1870، ولكن استمر العمل على شوارع هوسمان خلال الجمهورية الفرنسية الثالثة، التي تم تأسيسها مباشرة بعد هزيمة نابليون والتنازل عنه، حتى تم الانتهاء منها أخيرا في عام 1927م.

### الاقتصاد

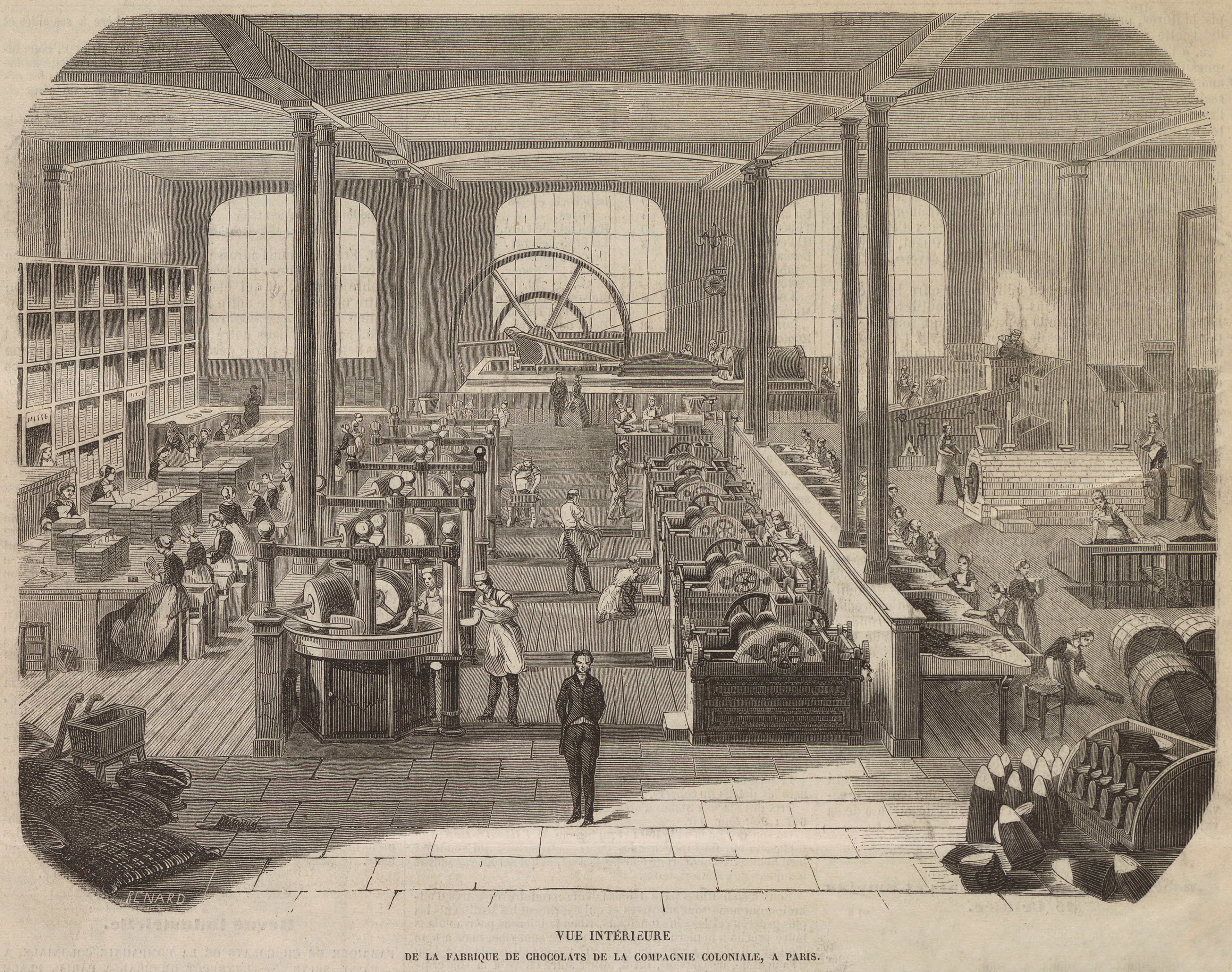
مصنع الشوكولاته باريس من كومباني كولونيال في عام 1855.

وصلت أول الصناعات الكبيرة في باريس في عهد نابليون. ازدهرت في ضواحي المدينة، حيث كانت المباني والأراضي، التي أخذت في كثير من الأحيان من الكنائس والأديرة مغلقة خلال الثورة الفرنسية، متوفرة. تم بناء مصانع النسيج الكبيرة في فوبورغ سانت-أنطوان وفوبورغ سانت دينيس، وأول مصفاة سكر باستخدام بنجر السكر الذي افتتح في باسي في عام 1812 لتحل محل شحنات السكر من جزرالهند الغربية منعت من الحصار البريطاني. وقد بدأت مسابك الحديد والبرونز في أواخر القرن الثامن عشر في فوبورغ سانت أونوريه و، وأعمال كيميائية مبكرة في جافيل ولا شابيل وكلينانكورت. في عام 1801، كان لدى باريس تسع مائة مؤسسة كانت تستخدم 60 ألف عامل، ولكن أربعة وعشرون شركة فقط لديها أكثر من 100 عامل. معظم الباريسيين كانوا يعملون في ورش صغيرة. كان باريس في القرن التاسع عشر العديد من الحرفيين الذين ينتجون السلع الفاخرة، وخاصة الملابس والساعات والأثاث الفاخر والخزف والمجوهرات والسلع الجلدية، التي كانت تقود أسعارا متميزة في السوق العالمية. خلال القرن التاسع عشر، زادت كمية الصناعة وعدد العمال. في عام 1847، كان هناك 350,000 عامل في باريس في 65,000 شركة، ولكن فقط 7000 شركة لديها أكثر من عشرة عمال. انخفضت صناعة الغزل والنسيج، ولكن في منتصف القرن الماضي أنتجت باريس 20 في المئة من محركات البخار والآلات في فرنسا، ولها ثالث أكبر صناعة تعدين. ظهرت مصانع كيميائية جديدة، شديدة التلوث، حول حواف المدينة في جافل، غرينيل، باسي، كليشي، بليفيل وبانتين.
ظهرت باريس كمركز دولي للتمويل في منتصف القرن التاسع عشر بعد لندن فقط. كان لديها بنك وطني قوي والعديد من البنوك الخاصة العدوانية التي مولت المشاريع في جميع أنحاء أوروبا وتوسع الإمبراطورية الفرنسية الثانية. كان نابليون الثالث يهدف لتجاوز لندن لجعل باريس المركز المالي الرئيسي للعالم، ولكن الحرب في 1870-1971 ضربت التمويل الصعب وخفضت بشدة من مدى التأثير المالي لباريس. كان أحد التطورات الرئيسية إنشاء واحدة من الفروع الرئيسية للأسرة (روتشيلد). في عام 1812، وصل جيمس ماير روتشيلد إلى باريس من فرانكفورت وأقام ضفة روتشيلد فريرز. ساعد هذا البنك في تمويل عودة نابليون الأول من إلبا وأصبح أحد البنوك الرائدة في مجال التمويل الأوروبي. عائلة روتشيلد المصرفية الفرنسية، جنبا إلى جنب مع البنوك الاستثمارية الجديدة الأخرى، بتمويل بعض التوسع الصناعي والاستعماري في فرنسا. ساهم بنك فرنسا، الذي تأسس عام 1796، في حل الأزمة المالية في عام 1848، وبرز كمصرف مركزي قوي. تأسست المؤسسة الوطنية للإسكان في باريس خلال الأزمة المالية والثورية الجمهورية عام 1848. شملت ابتكاراتها مصادر خاصة وعامة لتمويل المشاريع الكبيرة وإنشاء شبكة من المكاتب المحلية للوصول إلى تجمع أكبر بكثير من المودعين.من بين المصارف الرئيسية الأخرى شركة سوسيتيه جنرال وكريديت موبيلير. بدأ كريدي ليون في ليون وانتقل إلى باريس.
بورصة باريس (أو رصيد الأوراق المالية) برزت كسوق رئيسي للمستثمرين لشراء وبيع الأوراق المالية.كان في المقام الأول سوقا إلى الأمام، وكان رائدا في إنشاء صندوق ضمان متبادل بحيث لا يتصاعد إخفاق الوسطاء الرئيسيين في أزمة مالية مدمرة. المضاربين في 1880، الذين لم يكرهوا السيطرة على البورصة، استخدموا بديلا أقل تنظيما، «كوليس». مع ذلك انهارت في مواجهة الفشل المتزامن لعدد من وسطاءها في 1895-1896. قامت البورصة بتأمين التشريعات التي تضمن احتكارها، وزيادة سيطرتها على سوق الحد، وتقليل خطر الذعر المالي الآخر.

## حصار باريس والكوميون (1870-1871)م

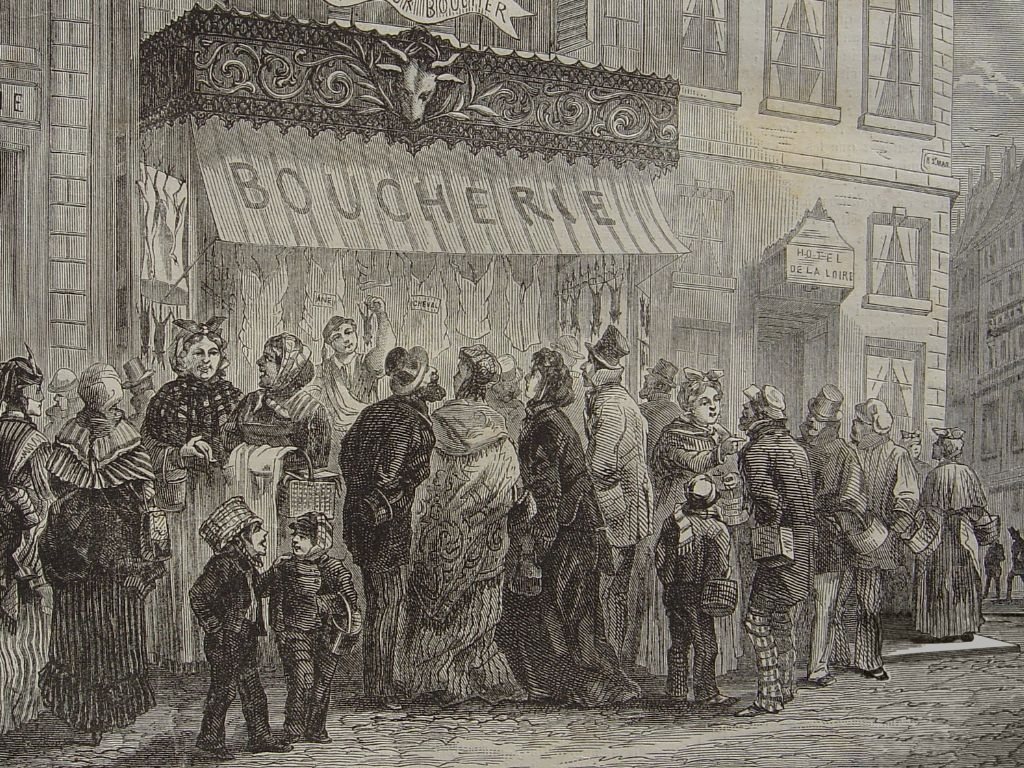
حشد خارج محل جزارة خلال حصار باريس (1871).

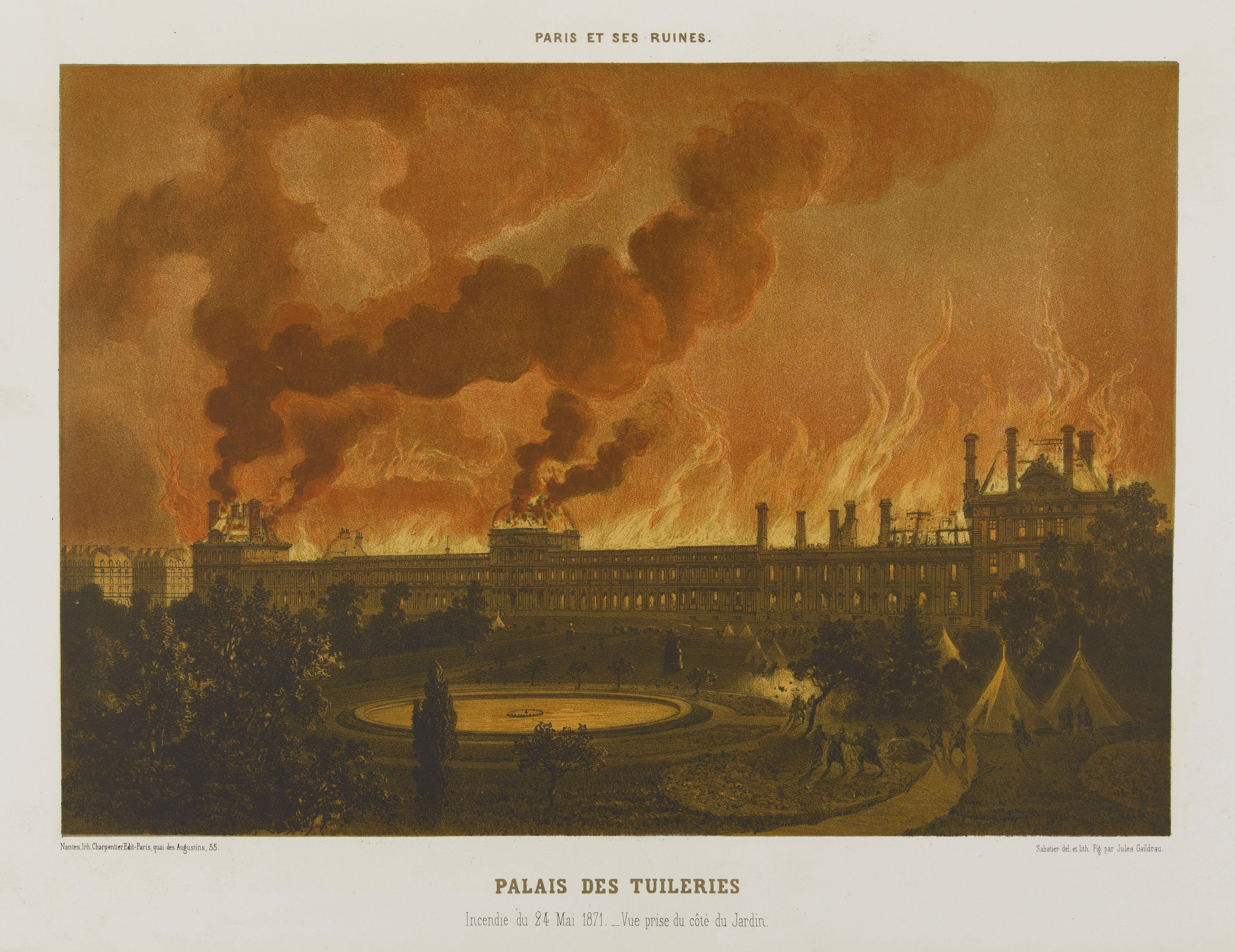
في الأيام الأخيرة من كوميون باريس، تم تعيين قصر التويلري من قبل كوموناردز ودمر تماما.

جاء حكم نابليون الثالث إلى نهاية مفاجئة عندما هزم وأسر في معركة سيدان من 1-2 سبتمبر 1870 في نهاية الحرب الفرنسية البروسية. تنازل في 4 أيلول / سبتمبر، وأعلنت الجمهورية الثالثة في اليوم نفسه في باريس.في 19 أيلول / سبتمبر، وصل الجيش البروسي إلى باريس وحاصر المدينة حتى كانون الثاني / يناير 1871. خلال الحصار، عانت المدينة من البرد والجوع. قتلت القطط والجرذان والكلاب والخيول وغيرها من الحيوانات من أجل الغذاء، حتى كاستور وبولوكس، وفيلين لحديقة الحيوان، وكذلك الفيل في حديقة النباتات. في يناير 1871، بدأ بروسيانز بقصف المدينة مع مدافع الحصار الثقيلة، واستسلمت المدينة أخيرا في 28 يناير كانون الثاني. احتل البروسيون المدينة لفترة وجيزة ثم أخذوا مواقع قريبة.
اندلعت ثورة في 18 مارس 1871، عندما قتل جنود متطرفون من الحرس الوطني في باريس جنرالات فرنسيين. انسحب المسؤولون الحكوميون والجيش بسرعة إلى فرساي، وتم انتخاب مجلس مدينة جديد، كومونة باريس، الذي يسيطر عليه الفوضويون والاشتراكيون الراديكاليون، وتولى السلطة في 26 مارس. حاولت البلدية تنفيذ برنامج اجتماعي طموح وجذري، ولكن عقدت السلطة لمدة شهرين فقط. وفي الفترة ما بين 21 و 28 مايو / أيار، استعاد الجيش الفرنسي المدينة في قتال مريح في ما أصبح يعرف باسم «الأسبوع الدامي». خلال القتال في الشوارع، تجاوز عدد المنتخبين أربعة أو خمسة إلى واحد؛ فهم يفتقرون إلى ضباط مختصين وليس لديهم خطة للدفاع عن المدينة، لذلك ترك كل حي للدفاع عن نفسه. كان قائدها العسكري لويس تشارلز ديليسكلوز قد انتحر من خلال القفز من ارتفاع كبير من فوق الحاجز في 26 مايو. في الأيام الأخيرة من المعركة، اشعلت النيران في قصر التويلري، فندق دو فيل، قصر العدل، قصر فصيل الشرف، إلى جانب المباني الحكومية البارزة الأخرى، والرهائن الذين تم إعدامهم، بما في ذلك جورج داربوي، رئيس أساقفة باريس.
بلغت الخسائر في صفوف الجيش منذ بداية نيسان / أبريل من خلال الأسبوع الدامي 837 قتيلا و 6424 جريحا. وقتل ما يقرب من 7 الاف من الكونجرس في قتال أو اعدموا على الفور من قبل فرق اطلاق النار التابعة للجيش بعد ذلك. دفنوا في مقابر المدينة وفي مقابر جماعية مؤقتة. هرب حوالى 10 الاف من أعضاء الكونجرس وخرجوا إلى المنفى في بلجيكا وإنجلترا وسويسرا والولايات المتحدة. من بين 000 45 سجين تم اعتقالهم بعد سقوط الكميون، أفرج عن معظمهم، ولكن 23 شخصا حكم عليهم بالإعدام، وحكم على نحو 000 10 سجين بالسجن أو الترحيل إلى كاليدونيا الجديدة أو مستعمرات سجن أخرى. تم عفو جميع السجناء والمنفى في عامي 1879 و 1880 وعاد معظمهم إلى فرنسا، حيث انتخب بعضهم في الجمعية الوطنية.

## بيلي إكوك (1871- 1914)

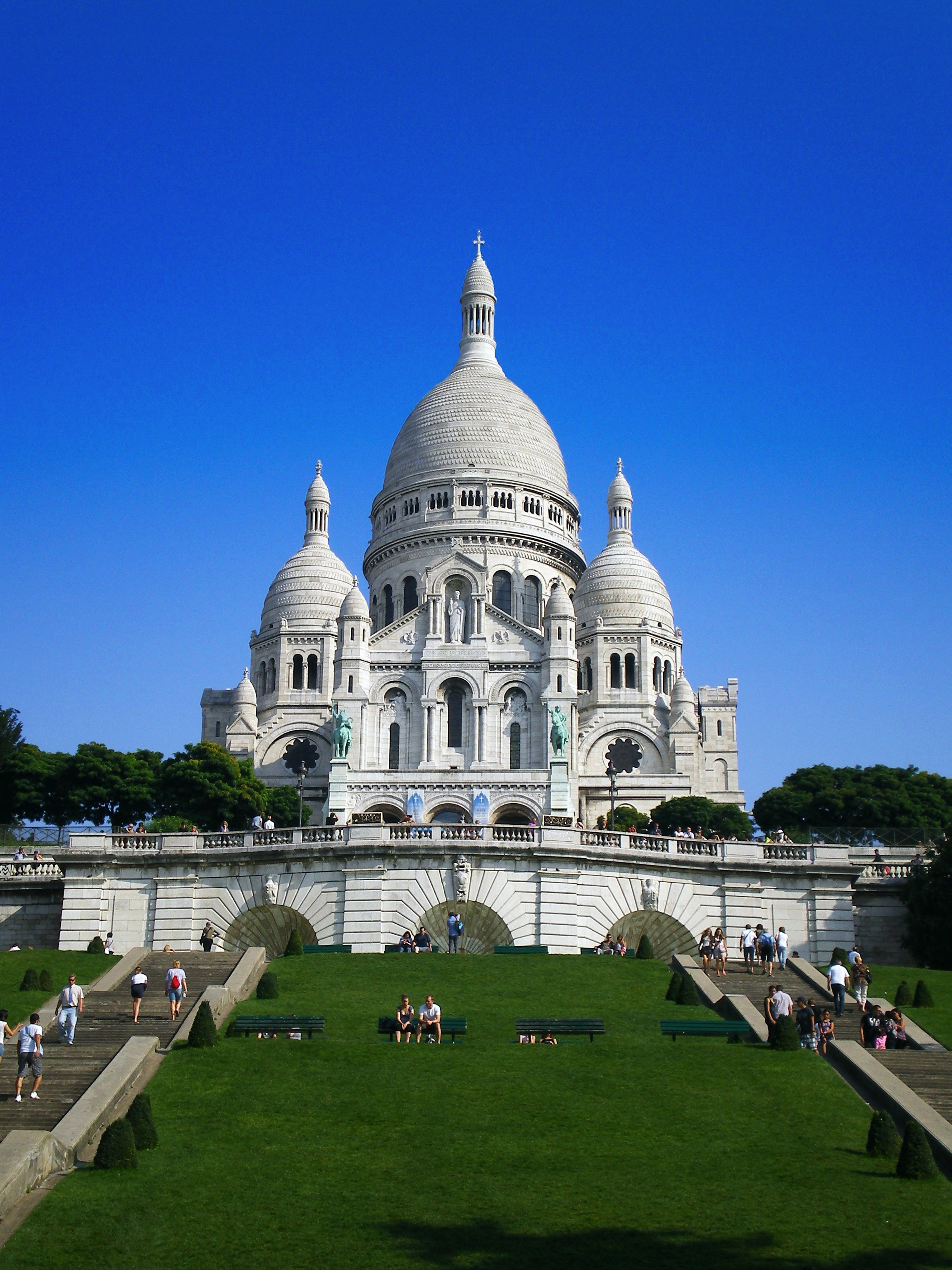
بدأت كنيسة باسيليكا في المركز المقدس في مونمارتر، التي بنيت على الطراز البيزنطي الجديد، في عام 1873، ولكن لم تنته حتى عام 1919. وكان القصد منه أن يتغاضى عن الانتهاكات التي ارتكبت خلال فترة الحرب الفرنسية البروسية وكتيبة باريس.

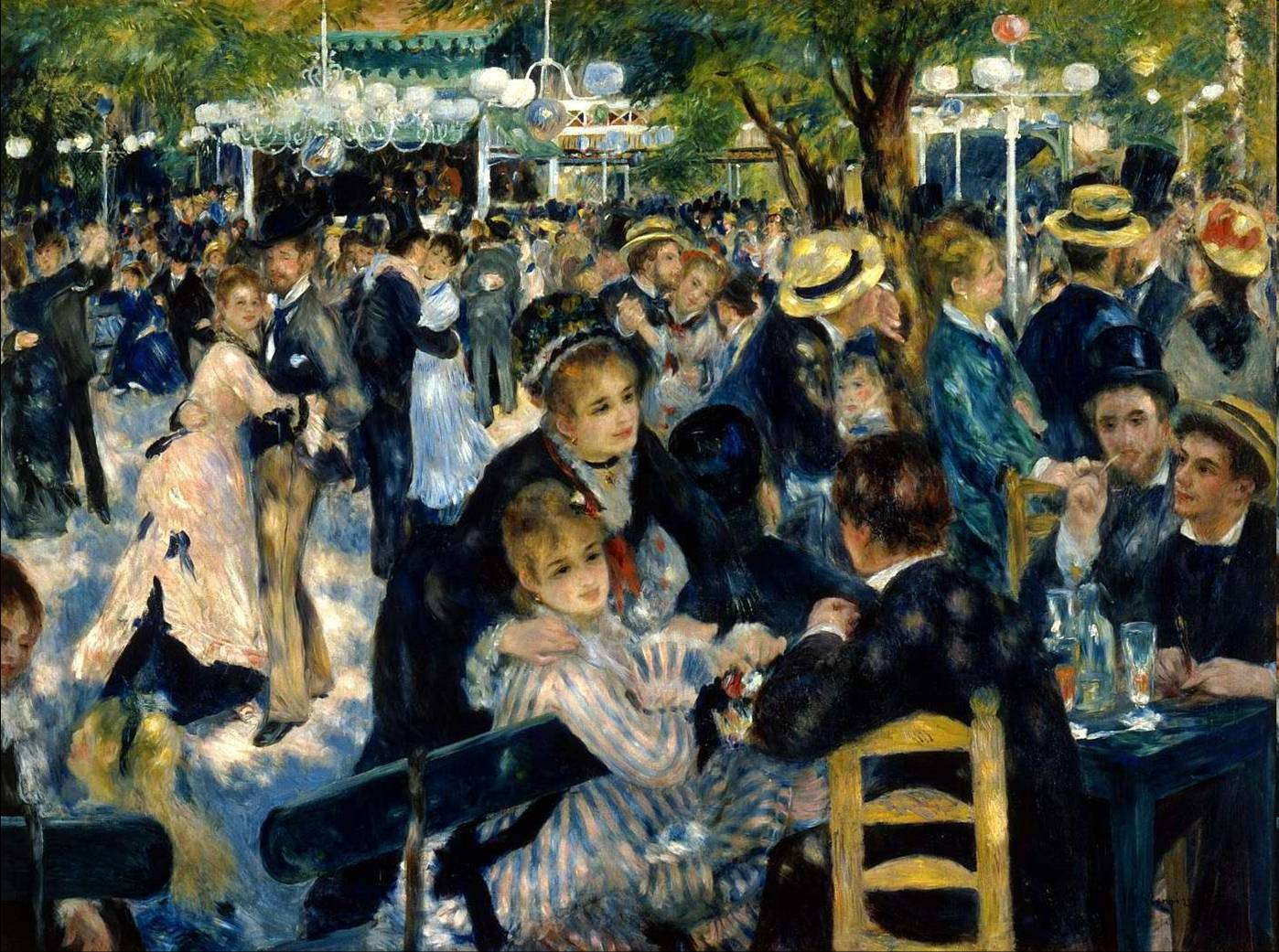
بيير أوغست رينوار، بال دو مولين دي لا غاليت، 1876، متحف أورساي، يصور رقصة بعد ظهر يوم الأحد في مونمارتر. أصبحت باريس مسقط الفن الحديث خلال الحقبة الجميلة.

بعد سقوط الكوميون، كانت باريس تخضع لرقابة صارمة من الحكومة الوطنية المحافظة. الحكومة والبرلمان لم يعودوا إلى المدينة من فرساي حتى عام 1879، على الرغم من أن مجلس الشيوخ عاد في وقت سابق إلى مقعده في قصر لوكسمبورغ. في 23 تموز / يوليه 1873، أقر المجلس الوطني مشروع بناء كنيسة في الموقع الذي بدأت فيه انتفاضة كوميون باريس؛ كان القصد منه أن يتغاضى عن معاناة باريس خلال الحرب الفرنسية البروسية والكوميون. بنيت كنيسة الساكري كور على الطراز البيزنطي الجديد ودفع ثمنها من قبل الاكتتاب العام. لم تنته حتى عام 1919، ولكن سرعان ما أصبحت واحدة من المعالم الأكثر تميزا في باريس.
هيمن الجمهوريون الراديكاليون على الانتخابات البلدية في باريس عام 1878، وحصلوا على 75 مقعدا من مقاعد المجلس البلدي البالغ عددها 80 مقعدا. في عام 1879، غيروا اسم العديد من شوارع باريس والساحات: ساحة دي - شاتيو أصبحت ساحة الجمهورية، وتم وضع تمثال للجمهورية في المركز في عام 1883. طرق دي لا رين - هرتنز، وجوسفين وروي دي روما تم تغيير اسمها هوش ومارسو وكليبر، بعد الجنرالات الذين خدموا خلال فترة الثورة الفرنسية. أعيد بناء فندق دي فيل بين عامي 1874 و 1882 على طراز عصر النهضة الجديد، مع أبراج على غرار أبراج قلعة شامبور. هدمت أطلال مجلس المحاكم على كواي دي- أورساي، التي أحرقت من قبل كوموناردز، واستبدلت بمحطة سكة حديد جديدة، غير دي- أورساي (متحف أورسيه اليوم). كانت جدرانقصر التويلري لا يزال قائما. دعا بارون هوسمان، هيكتور ليفويل ويوجين فيوليت-لي-دوك لإعادة بناء القصر، ولكن في عام 1879، قرر مجلس المدينة ضده، لأن القصر السابق كان رمزا للملكية. في عام 1883، كان لها أنقاض هدمت. تم استعادة بافيلون دي مارسان (شمال) وبافيلون دي فلور (الجنوب) فقط.
كان الحدث المدني الباريسي الأكثر تميزا خلال هذه الفترة جنازة فيكتور هوغو في عام 1885.اصطف مئات الآلاف من الباريسيين الشانزليزيه لرؤية مرور تابوته. قوس النصر كان رايات باللون الأسود. تم وضع بقايا الكاتب في بانثون، وكنيسة سان جينفييف سابقا، والتي تحولت إلى ضريح لفرنسيين عظماء خلال ثورة 1789، ثم عادت إلى الكنيسة في أبريل 1816، خلال استعادة بوربون. بعد عدة تغييرات خلال القرن التاسع عشر، علمت مرة أخرى في عام 1885 بمناسبة جنازة فيكتور هوغو.

### النقل
في نهاية القرن، بدأت باريس بتحديث نظام النقل العام في محاولة للحاق بركب لندن. بدأ أول خط مترو في عام 1897 بين ميناء مايلوت وميناء دي فينسنس. تم الانتهاء منه في الوقت المناسب لمعرض عام 1900 العالمي. تم بناء جسرين جديدين فوق نهر السين. أحدهما هو جسر الإسكندر الثالث، الذي ربط الضفة اليسرى بموقع معرض عام 1900. تم وضع حجر الزاوية في عام 1896 من قبلالإمبراطور نيقولا الثاني ملك روسيا، الذي، في عام 1894، خلف والده، الكسندر الثالث من روسيا. كان الشارع الجديد بين الجسر والشانزليزيه أول من اسمه شارع الكسندر الثالث، ثم شارع نيكولاس الثاني، ومرة أخرى أليكساندر الثالث حتى عام 1966، عندما تم تغيير اسمه أخيرا إلى شارع ونستون تشرشل. كما بنى المهندسون أنفسهم الذين بنوا الهيكل الحديدي الحديث لبونت الكسندر الثالث جسر ميرابو، الذي ربط أوتيويل وجافيل.

### الفن الحديث
في أواخر القرن التاسع عشر وأوائل القرن العشرين، أصبحت باريس مسقط رأسالفن الحديث وإسقاطات السينما العامة. العديد من الفنانين البارزين عاشوا وعملوا في باريس خلال بيل إيبوق، في كثير من الأحيان في حي مونمارتر، حيث كانت الإيجارات منخفضة والغلاف الجوي متجانسة. استأجر أوجست رينوار الفضاء في 12 شارع كارتوت في عام 1876 لرسم له بال أو مولا دو لاغاليت، الذي يصور رقصة في مونمارتر بعد ظهر يوم الأحد. عاش موريس أوتريلو في نفس العنوان من 1906 إلى 1914، و راؤول دوفي في ورشة عمل هناك من 1901 إلى 1911. المبنى الآن هو متحف مونتمارتر. بابلو بيكاسو، أميديو موديلياني وفنانين آخرين عاشوا وعملوا في مبنى يدعى لي باتيو لافوار خلال السنوات 1904-1909. في هذا المبنى، رسم بيكاسو واحدة من أهم روائعه، ليس ديموزيلس دي - أفيغنون.
كما عاش العديد من الملحنين الملاحظين، بما فيهم إيريك ساتيه، في هذا الحي. معظم الفنانين غادروا بعد اندلاع الحرب العالمية الأولى، وغالبيتهم للإقامة في حي مونبارناس.
في 25 ديسمبر 1895، كان المقهى الكبير في بوليفارد دي كابوسينس موقع أول إسقاط عام للصورة المتحركة، وهذا واحد من إنتاج الإخوة لوميير. ثلاثة وثلاثون متفرجا دفعوا فرنك واحد لكل واحد لمشاهدة سلسلة من الأفلام القصيرة، بدءا بفيلم من العمال يغادرون مصنع الاخوة لوميير في ليون.
في بداية القرن العشرين، قام هنري ماتيس والعديد من الفنانين الآخرين، بما في ذلك الفنانين التكعيبيين جورج براك وأندريه دراين وراؤول دوفي وجان ميتزينجر وموريس دي فلامينك بتجديد عالم الفن في باريس بمناظر طبيعية «برية» ومتعددة الألوان ومعبرة ورسومات شخصية أشار إليها النقاد باسم الحوشية. هنري ماتيس في نسختين من الرقص يدل على نقطة رئيسية في حياته المهنية وفي تطوير اللوحة الحديثة.

### الاستهلاكية والتخزين

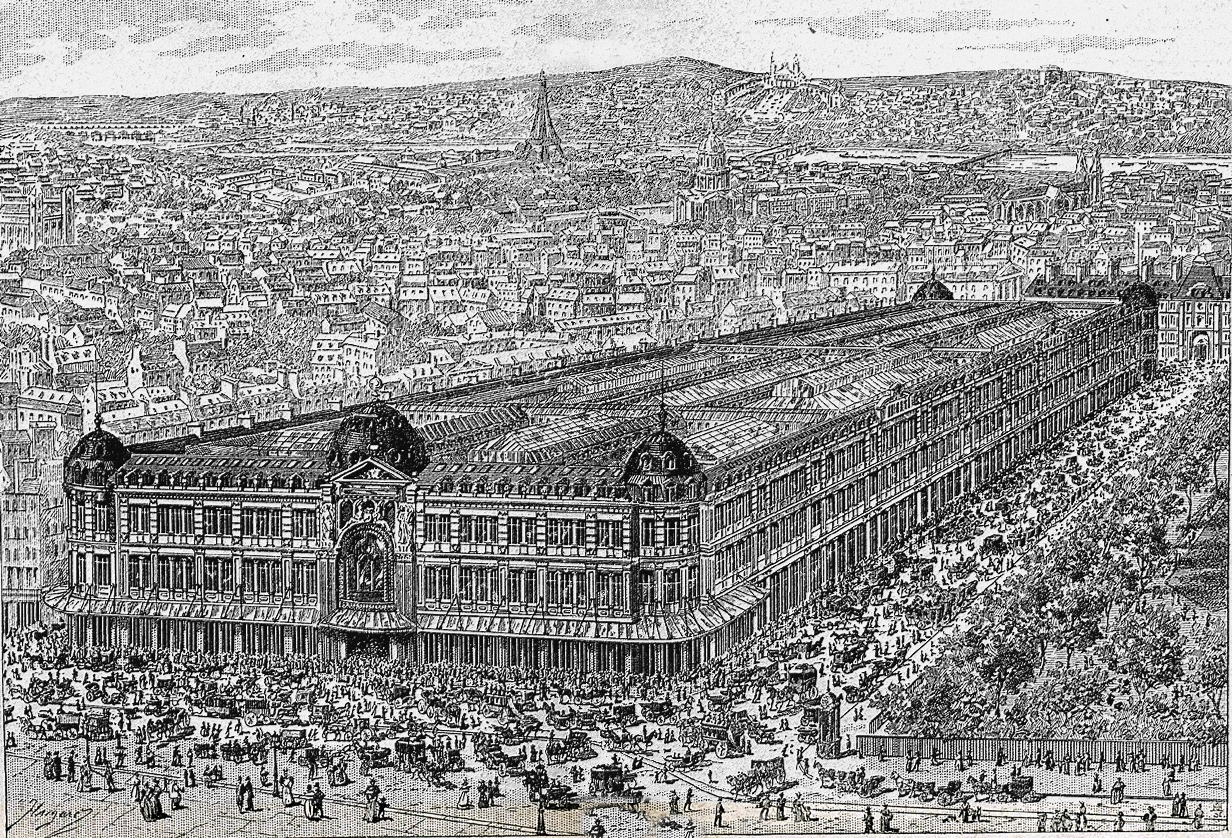
متجر أو بون مارشيه.

في أواخر القرن التاسع عشر وأوائل القرن العشرين، كانت الثروة تنمو بسرعة، وأصبحت تتركز بشكل متزايد. باريس من 1872 إلى 1927 كان «المجتمع الريعي». وكان المستأجرون (أي الأشخاص الذين يعتمدون أساسا على الثروة الموروثة) يشكلون حوالي 10 في المائة من السكان، ولكنهم يمتلكون 70 في المائة من الثروة الكلية؛ فقد أنفقوا بشكل كبير على الكماليات لأن دخلهم من الأصول الرأسمالية يمكن أن يحافظ على مستوى معيشي يتجاوز بكثير ما يسمح به دخل العمل وحده. أصبحت باريس مشهورة عالميا بجعل الاستهلاك أولوية اجتماعية وقوة اقتصادية، وخاصة من خلال المخازن الكبرى والأروقة الراقية المملوءة بالمتاجر الفاخرة. كانت هذه «آلات الحلم» التي وضعت المعيار العالمي لاستهلاك المنتجات الجميلة من قبل الطبقات العليا وكذلك الطبقة الوسطى الصاعدة. أصبح أريستيد بوسيكوت، ابن مالك متجر الملابس الصغيرة، شريكا في مخزن متنوع يدعى لو بون مارشيه في باريس عام 1848. أصبح مالكا في عام 1852 وحوله إلى أول مخزن حديث في باريس مع شراء كميات كبيرة، وانخفاض هوامش الربح، والمبيعات الموسمية، والخصومات، والإعلانات، والكتاب الإلكتروني النظام، والترفيه والجوائز للعملاء والأزواج والأطفال. بيعت السلع بأسعار ثابتة مع ضمانات سمحت للتبادلات والمبالغ المستردة. أصبح نموذجا لمخازن باريس الأخرى، بما في ذلك لا ساماريتين، برينتمبس وغاليريز لافاييت.
حظي الفرنسيون بالهيبة الوطنية التي جلبتها المخازن الباريسية العظيمة. وضع إميل زولا روايته أو بونيور ديس دامس (1882-83) في متجر نموذجي، استنادا إلى أبحاث قام بها في لو بون مارشيه في عام 1880. تمثل زولا ذلك رمزا للتكنولوجيا الجديدة التي كانت على حد سواء تحسين المجتمع وتلتهم. تصف الرواية التسويق، وتقنيات الإدارة، والتسويق، والاستهلاكية.
كان غراندس ماغاسينس دوفايل متجر ضخم مع أسعار غير مكلفة بنيت في 1890 في الجزء الشمالي من باريس، حيث وصلت إلى قاعدة عملاء جديدة كبيرة جدا في الطبقة العاملة. في حي مع عدد قليل من الأماكن العامة، وقدمت نسخة المستهلك من الساحة العامة. فقد قام العمال المتعلمون بالتعامل مع التسوق كنشاط اجتماعي مثير، وليس مجرد ممارسة روتينية في الحصول على الضروريات، بنفس الطريقة التي اتبعتها البرجوازية في المتاجر الشهيرة في المدينة المركزية. مثل المخازن البرجوازية، ساعدت على تحويل الاستهلاك من صفقة تجارية إلى علاقة مباشرة بين المستهلك والسلع المرغوبة. وعدت إعلاناتها الفرصة للمشاركة في أحدث، الاستهلاكية الأكثر عصرية بأسعار معقولة. ظهرت أحدث التقنيات، مثل دور السينما والمعارض من الاختراعات مثل آلات الأشعة السينية (التي يمكن استخدامها لتناسب الأحذية) والفونوغراف.
بعد عام 1870 بشكل متزايد، أصبحت قوة المخازن مؤنثة، مما فتح فرص عمل مرموقة للشابات. على الرغم من انخفاض الأجور وساعات طويلة، فإنها تتمتع بالتفاعلات المعقدة المثيرة مع أحدث وأكثر عصرية الموضة والزبائن الأرقياء.

### معارض باريس العالمية (1855-1900)م

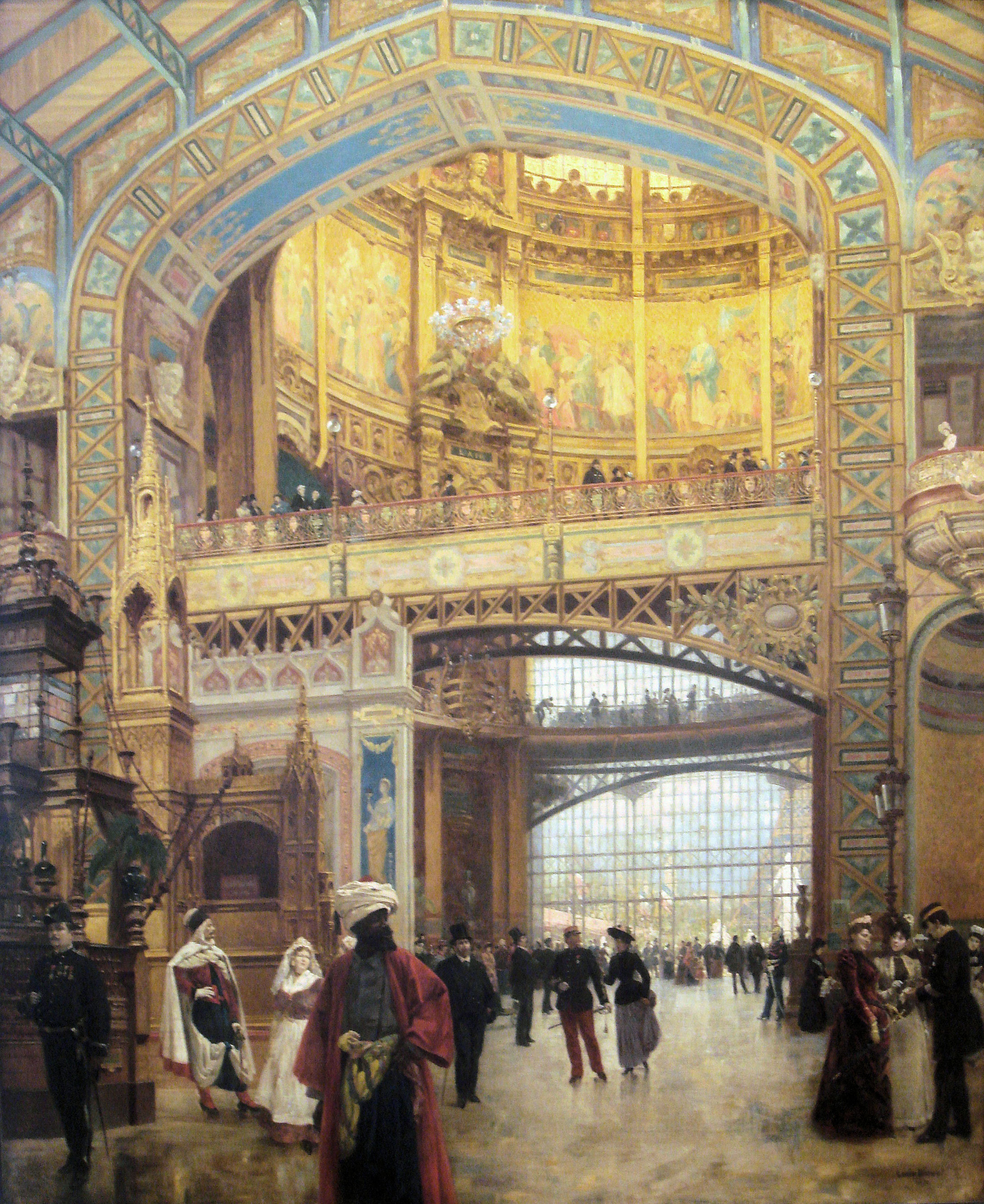
داخل معرض الآلات في المعرض العالمي لعام 1889.

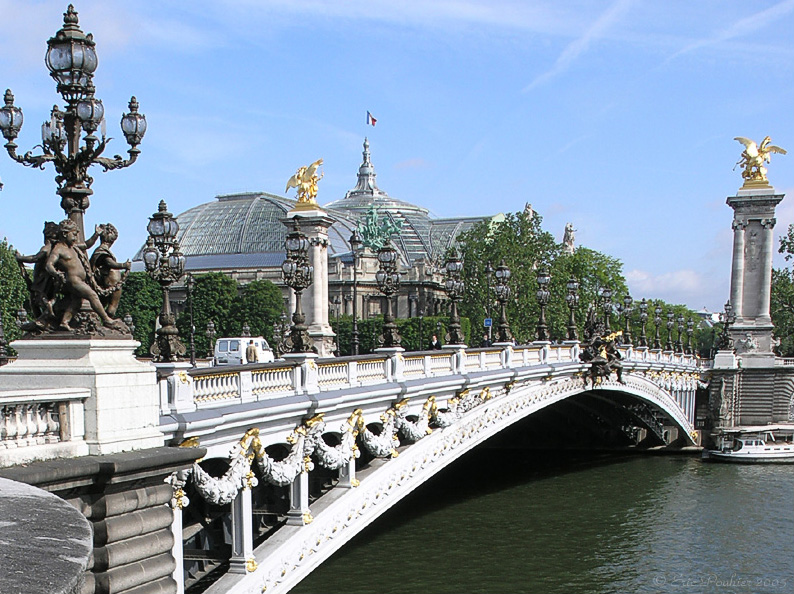
البونت ألكسندر الثالث مع القصر الكبير في الخلفية. تم بناء الثاني من أجل المعرض العالمي عام 1900.

في النصف الثاني من القرن التاسع عشر، استضافت باريس خمسة معارض دولية جذبت الملايين من الزوار وجعلت باريس مركزا متزايد الأهمية للتكنولوجيا والتجارة والسياحة. احتفلت المعارض بعبادة التكنولوجيا والإنتاج الصناعي، سواء من خلال العمارة الحديد المثيرة للإعجاب حيث تم عرض المعروضات والطاقة الشيطانية تقريبا من الآلات والمنشآت في مكانها.
الأول هو المعرض العالمي لعام 1855، الذي استضافه نابليون الثالث، الذي عقد في الحدائق بجوار الشانزليزيه. كان مستوحى من معرض لندن العظيم في عام 1851، وكان يهدف إلى تسليط الضوء على إنجازات الصناعة والثقافة الفرنسية. تم تطوير نظام تصنيف نبيذ بوردو وخاصة للمعرض. ثيتر دو روند نقطة بجانب الشانزليزيه هو مظهر من هذا المعرض.

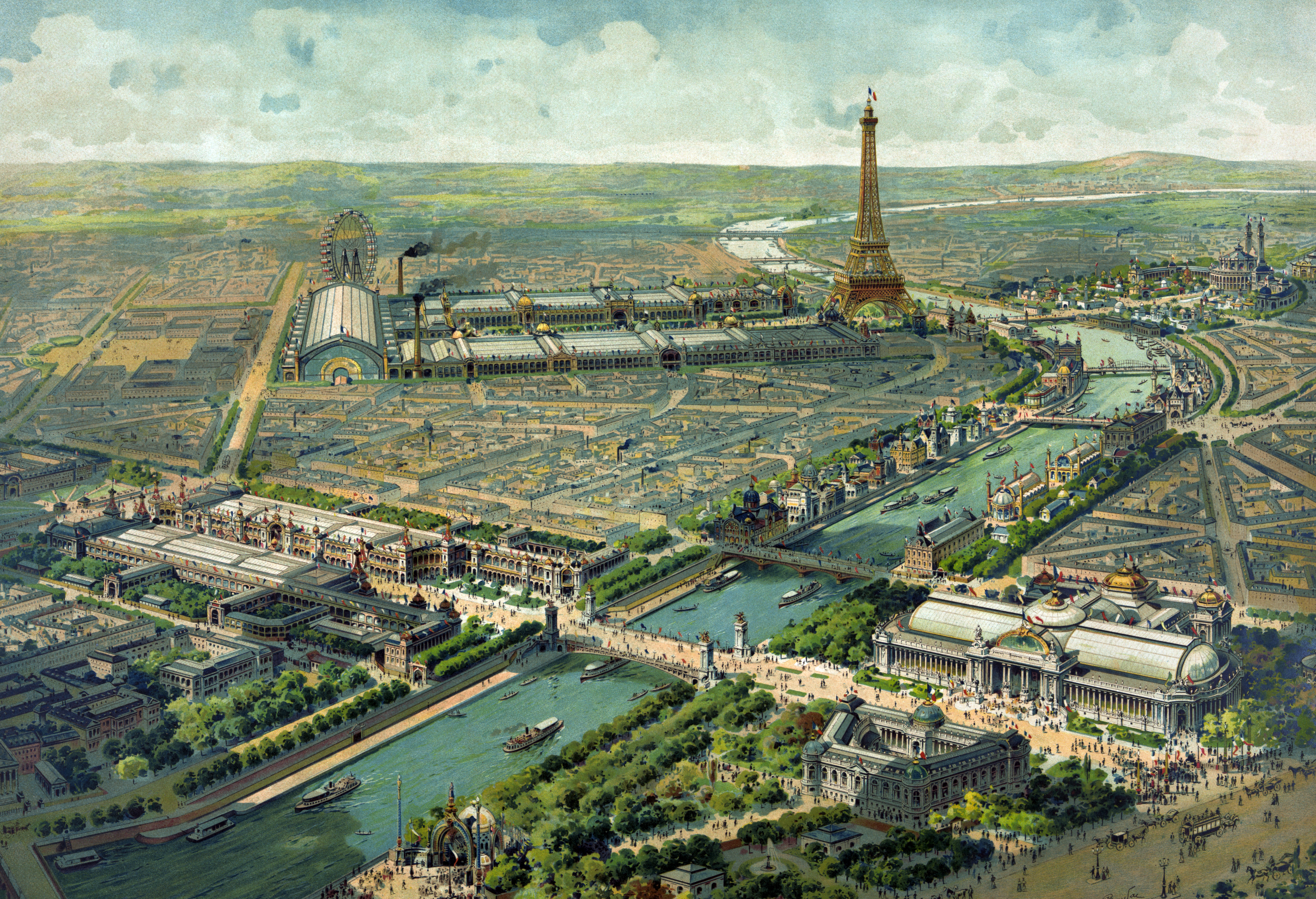
المعرض العالمي عام 1900.

أقيم معرض باريس الدولي في عام 1867، الذي استضافه نابليون الثالث أيضا، في قاعة عرض بيضاوية ضخمة بطول 490 مترا وعرض 380 مترا في تشامب دي مارس. شمل الزوار المشهورون القيصر ألكسندر الثاني من روسيا، أوتو فون بسمارك، كايزر فيلهام الأول ملك ألمانيا، الملك لودفيك الثاني من بافاريا وسلطان الإمبراطورية العثمانية، أول رحلة خارجية قام بها حاكم عثماني. قامت بواتوكس موشس برحلات نهرية مشوش بأول رحلاتها على نهر السين خلال معرض 1867.
المعرض العالمي لعام 1878 وقع على جانبي نهر السين، في تشامب دي مارس وارتفاعات تروكاديرو، حيث تم بناء أول قصر دي تروكاديرو. عرض الكسندر جراهام بيل هاتفه الجديد، وقدم توماس اديسون الفونوغراف، وعرض رئيس تمثال الحرية الذي تم الانتهاء منه حديثا قبل أن يتم إرسالها إلى نيويورك لتعلق على الجسم. تكريما للمعرض، أضاء شارع الأوبرا وميدان الأوبرا بأضواء كهربائية لأول مرة. اجتذب المعرض ثلاثة عشر مليون زائر.
احتفل المعرض العالمي لعام 1889، والذي أقيم أيضا على تشامب دي مارس، بالذكرى المئوية لبداية الثورة الفرنسية. كانت أكثر المعالم تميزا هي برج إيفل، الذي يبلغ طوله 300 متر عندما تم افتتاحه (الآن 324 مع إضافة هوائيات البث)، التي كانت بمثابة البوابة إلى المعرض. ظل برج ايفل أطول مبنى في العالم حتى عام 1930، ولم يكن شعبيا معروفا، حيث تم استنكار أسلوبه الحديث في رسائل عامة من قبل العديد من الشخصيات الثقافية البارزة في فرنسا، بما في ذلك غي دو موباسان وشارل غونو وتشارلز غارنييه. شملت المعارض الشعبية الأخرى نافورة موسيقية الأولى، مضاءة مع أضواء كهربائية ملونة، وتغيير في الوقت المناسب إلى الموسيقى.بوفالو بيل وشاربشوتر آني أوكلي جذبت حشود كبيرة إلى عروض الغرب المتوحش تظهر في المعرض.
احتفل المعرض العالمي لعام 1900 في مطلع القرن. كما أنه عقد في تشامب دي مارس وجذب 50 مليون زائر. بالإضافة إلى برج ايفل، عرض المعرض أكبر دولاب هواء في العالم، غراند رو دي باريس، مائة متر، تحمل 1600 راكب في 40 سيارة. داخل قاعة المعرض، عرض رودولف ديزل محركه الجديد، وكان المصعد الأول على الشاشة. وتزامن المعرض مع اولمبياد باريس الصيفية عام 1900، وهى المرة الأولى التي تعقد فيها الألعاب الاولمبية خارج اليونان. كما أنها شاعت أسلوب الفن الجديد، الفن الحديث، إلى العالم. لا يزال هناك تراثان معماريان للمعرض، وهما القصر الكبير وقصر بيتت باليز.

## الحرب العالمية الأولى (1914-1918)م

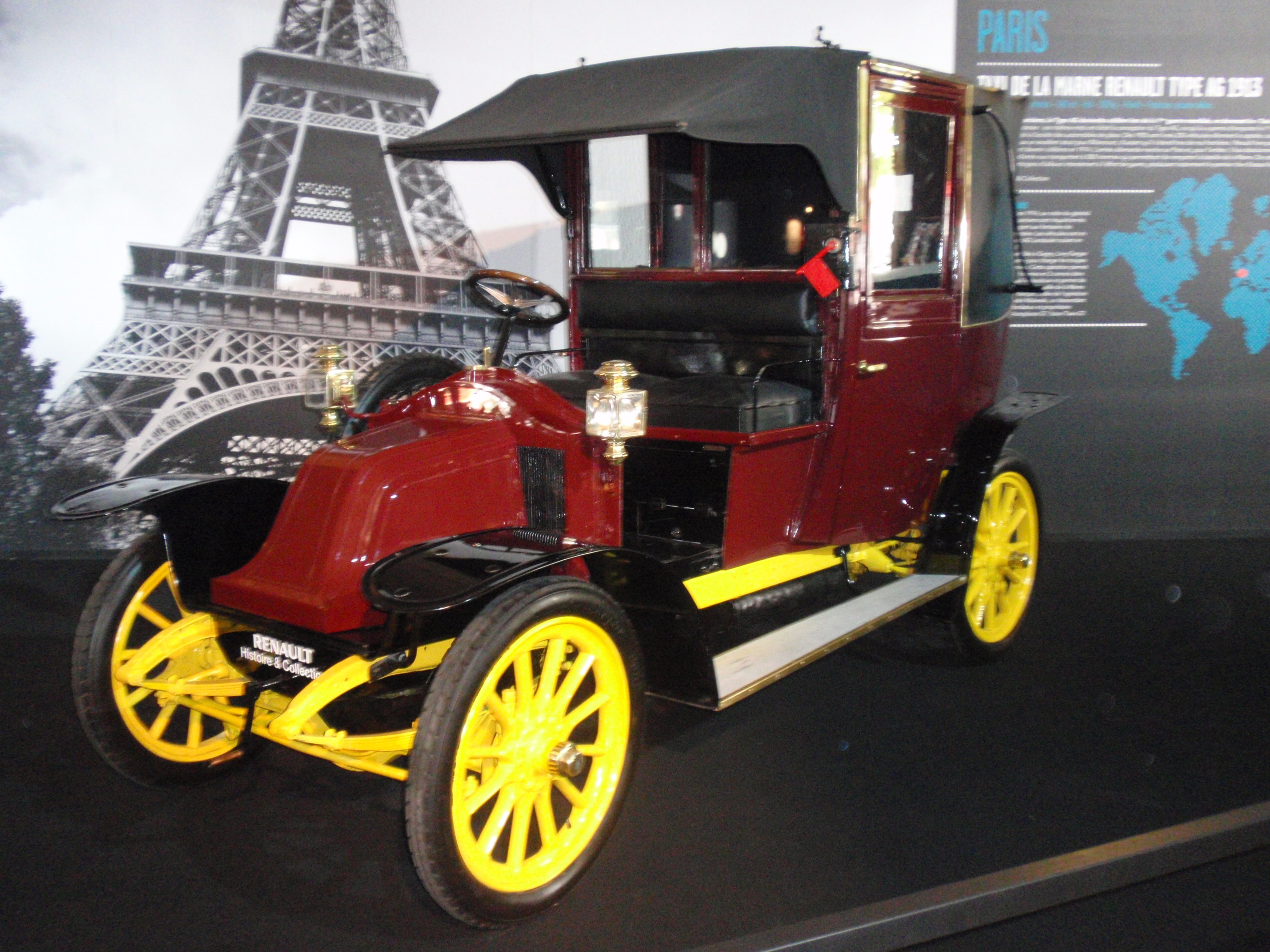
حملت سيارات الأجرة في مدينة رينو 6000 جندي إلى الخطوط الأمامية خلال معركة مارن الأولى (1914).

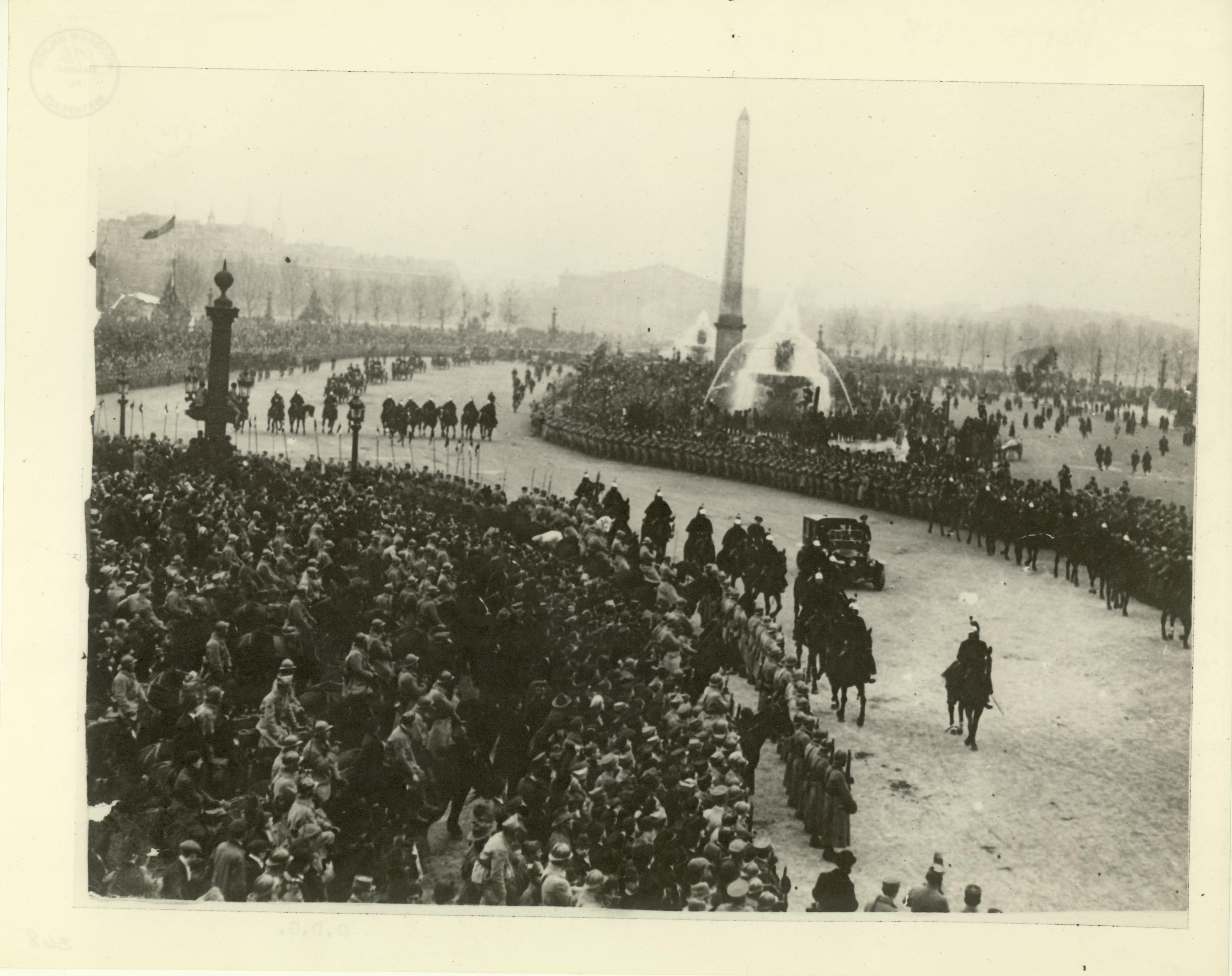
الباريسيون يرحبون بالرئيس وودرو ويلسون في ساحة الكونكورد (16 ديسمبر 1918).

شهد اندلاع الحرب العالمية الأولى في آب / أغسطس 1914 مظاهرات وطنية على ساحة الكونكورد وفي غار دو إست وغار دو نورد، حيث غادر الجنود المحاصرون إلى الجبهة. بيد أنه في غضون أسابيع قليلة، وصل الجيش الألماني إلى نهر المارن، شرقي باريس. انتقلت الحكومة الفرنسية إلى بوردو في 2 أيلول / سبتمبر، ونقلت روائع متحف اللوفر العظيم إلى تولوز.
في أوائل معركة المارن الأولى، في 5 سبتمبر 1914، الجيش الفرنسي في أمس الحاجة إلى تعزيزات. كان الجنرال غالييني، الحاكم العسكري لباريس، يفتقر إلى القطارات. ضبط الحافلات، وأشهرها، حوالي 600 سيارة أجرة باريس كانت تستخدم لنقل ستة آلاف جندي إلى الجبهة في نانتيويل-هودوين، على بعد خمسين كيلومترا. كل سيارة أجرة تحمل خمسة جنود بعد أضواء سيارة أجرة إلى الأمام، وتم إنجاز المهمة في غضون أربعة وعشرين ساعة. فوجئ الألمان وتم ردهم من قبل الجيوش الفرنسية والبريطانية. كان عدد الجنود المنقولين صغيرا، ولكن الأثر على الروح المعنوية الفرنسية كان هائلا؛ وأكد التضامن بين الشعب والجيش. وعادت الحكومة إلى باريس، وأعيد فتح المسارح والمقاهي.
قصفت المدينة قاذفات القنابل الثقيلة الألمانية من طراز غوتا وزبلين. عاني الباريسيون من أوبئة التيفوئيد والحصبة؛ أدى تفشيجانحة الإنفلونزا المميتة خلال شتاء 1918-1919 إلى مقتل الآلاف من الباريسيين.
في ربيع عام 1918، شن الجيش الألماني هجوما جديدا وهدد باريس مرة أخرى. قصف الألمان المدينة مع نوع من الهاوتزر بعيد المدى يسمى بيج برثا. وفي 29 آذار / مارس 1918، أصابت قذيفة واحدة كنيسة سانت - جيرفايس وقتلت 88 شخصا. تم تركيب صفارات الإنذار لتحذير السكان من القصف الوشيك. في 29 يونيو 1917، وصل جنود أمريكيون إلى فرنسا لتعزيز الجيوش الفرنسية والبريطانية. تم رد الألمان مرة أخرى، وأعلن الهدنة في 11 نوفمبر 1918. مئات الآلاف من الباريسيين شغل الشانزليزيه في 17 تشرين الثاني / نوفمبر للاحتفال بعودة ألزاس ولورين إلى فرنسا. رحبت الحشود الضخمة بنفس القدر بالرئيس وودرو ويلسون إلى فندق دو فيل في 16 كانون الأول / ديسمبر. اصطفت أيضا حشود ضخمة من الباريسيين عند الشانزليزيه في 14 يوليو 1919 للحصول على عرض النصر من قبل الجيوش المتحالفة.

### الحياة المدنية

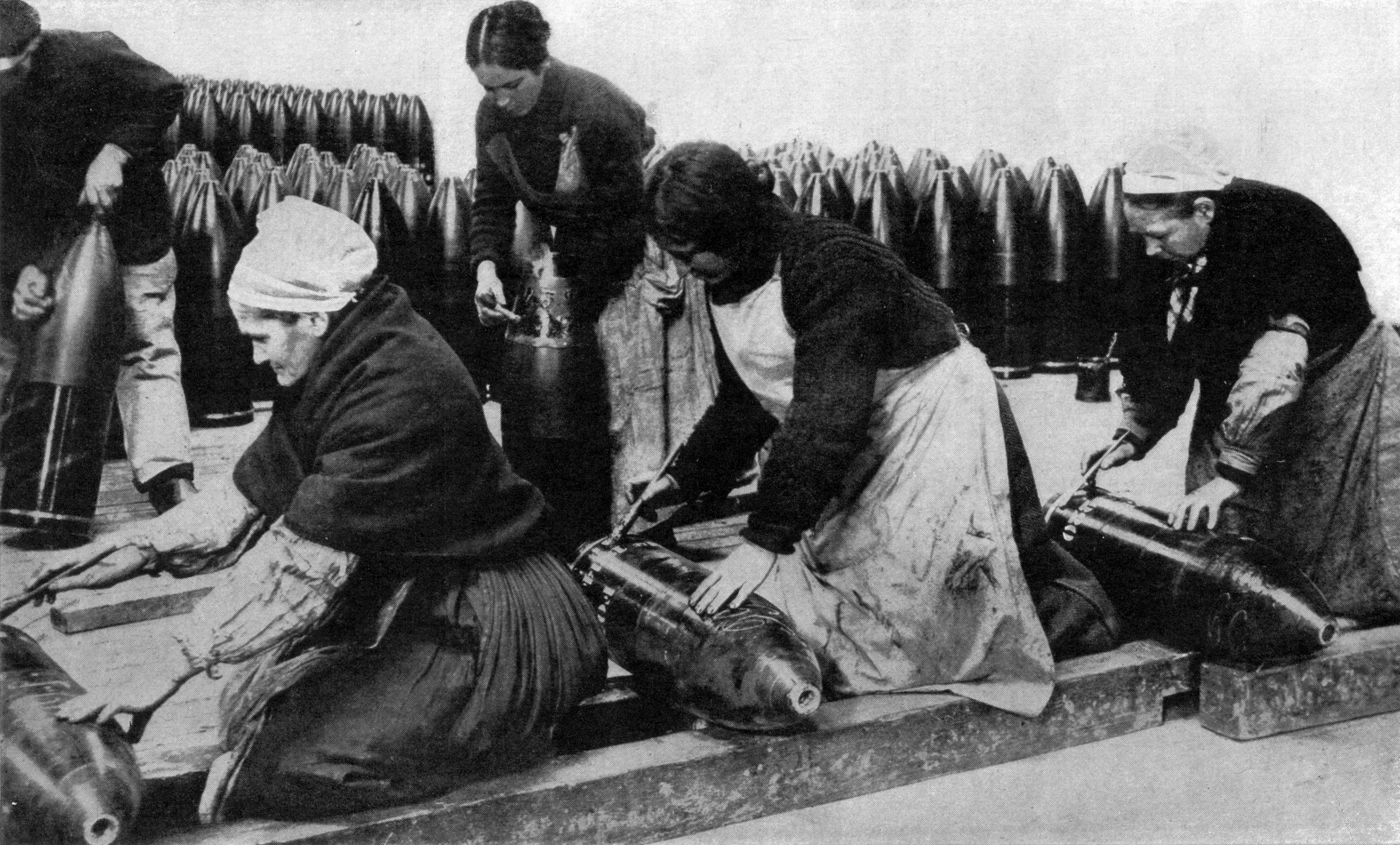
عاملات من النساء ، معروفون باسم مونيتيونتس ، يصنعون قذائف مدفعية (1917).

الحياة في باريس كانت صعبة خلال الحرب: الغاز والكهرباء والفحم والخبز والزبدة والدقيق والبطاطس والسكر تم تقنينها بدقة. نشأت التعاونيات الاستهلاكية وطورت البلديات مساحات للبستنة المشتركة. كان الفحم قصيرا للغاية في فصل الشتاء البارد غير المعتاد في 1916-17. أصبحت الأحياء الخارجية للمدينة، ولا سيما الدوائر 13 و 14 و 15 و 18، مراكز لصناعة الدفاع، وتنتج الشاحنات والمدافع وسيارات الإسعاف والذخائر. قام مصنعمجموعة رينو كبير في بولون بيانكور بتصنيع الدبابات، في حين أن مصنع جديد في قذائف المدفعية المنتجة من جافيل؛ عندما انتهت الحرب، أصبح أول مصنع سيتروين. الموقع الآن بارك أندريه سيترون. كما تم صياغة عمال المصانع وإرسالها إلى الجبهة، أخذت أماكنهم من قبل النساء، فضلا عن 183,000 المستعمرين من أفريقيا والهند والصين التي كانت تراقب عن كثب من قبل الحكومة. جميع الطبقات دعمت المجهود الحربي في موجة من الإجماع المعروف باسم ساكري الاتحاد. وجدت أصوات مناهضة للحرب، ولكنها لم تمثل قاعدة قوية. بينما شددت الحكومة على الكفاءة وتعظيم الإمدادات للجيش، كانت الطبقة العاملة ملتزمة إلى حد كبير بالمعنى التقليدي لحقوق المستهلك، حيث كان من واجب الحكومة توفير الغذاء الأساسي والإسكان والوقود للمدينة. كان الاكتناز والتربح الشرور التي يجب على المواطنين تنظيمها لمكافحة. مع ذلك، في عام 1917، اضطرت النساء العاملات في مصانع الملابس والمتاجر والبنوك ومصانع الذخيرة وغيرها من المشاريع إلى الإضراب، وحققت زيادة في الأجور في خمسة أيام من الاسبوع.

## بين الحروب (1919-1939)م

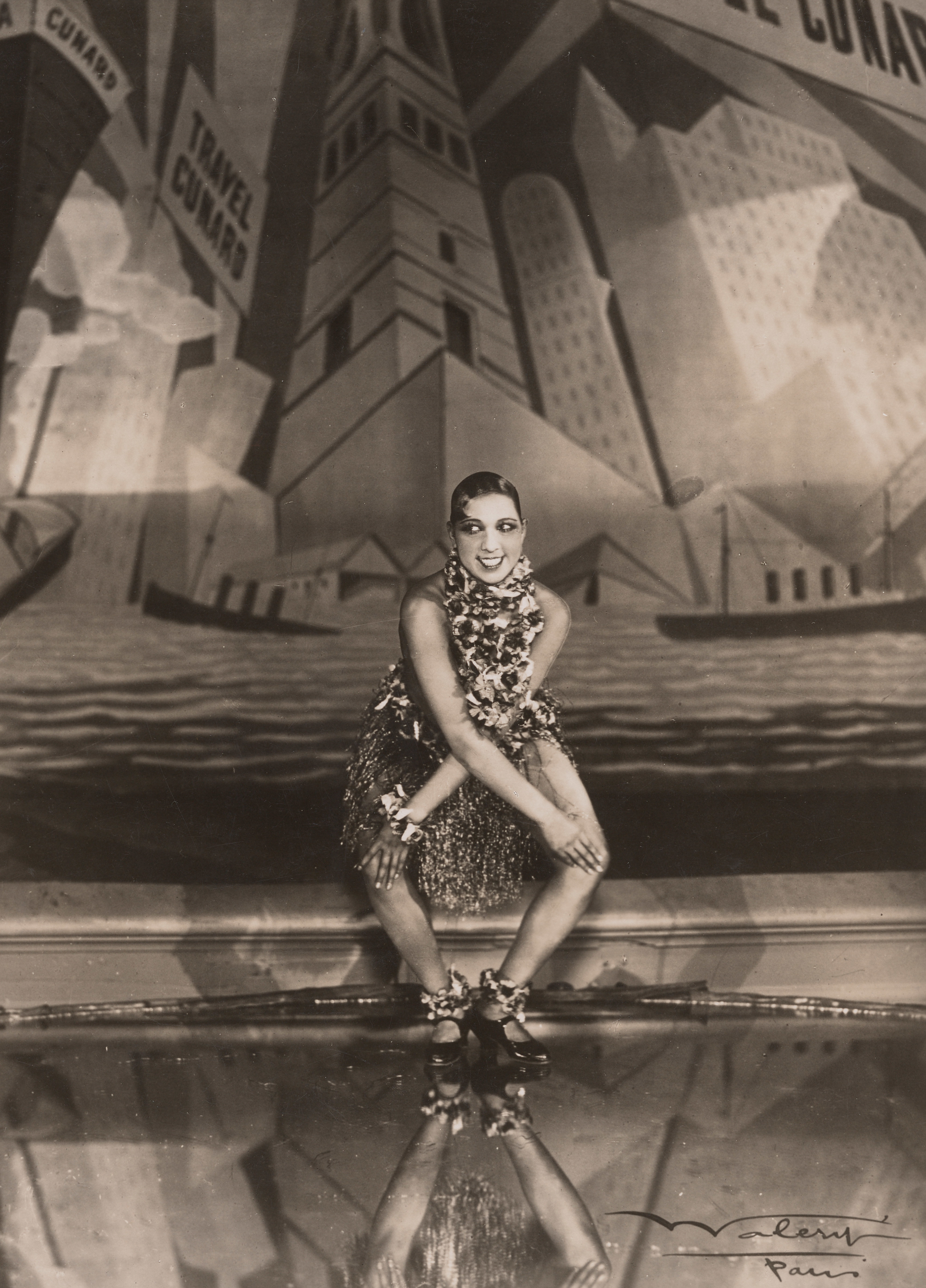
جوزفين بيكر يرقص رقصة التشارلستون في فوليس بيرجير (1926).

بعد الحرب، ارتفعت البطالة وارتفعت الأسعار، واستمرت الحصص الغذائية. تقتصر الأسر الباريسية على 300 غرام من الخبز يوميا واللحوم أربعة أيام في الأسبوع فقط. شل إضراب عام المدينة في 21 يوليو 1919. تنافست الأحزاب الشيوعية والاشتراكية الفرنسية من أجل التأثير مع العمال. عمل في المستقبل زعيم فيتنام، هو تشي مينه، في باريس من 1919 إلى 1923، ودرس القومية والاشتراكية. وصل ليوبولد سنغور، الرئيس الأول للسنغال في المستقبل، عام 1928 للدراسة وأصبح أستاذا جامعيا وفي نهاية المطاف عضوا في الأكاديمية الفرنسية. كانت التحصينات القديمة المحيطة بالمدينة عديمة الجدوى وهدمت في عشرينيات القرن العشرين. تم استبدالهم بعشرات الآلاف من الوحدات السكنية العامة ذات التكلفة المنخفضة المكونة من سبعة طوابق، والتي شغلها عمال ذوي الياقات الزرقاء ذوي الدخل المنخفض الذين صوتوا في الغالب اشتراكية أو شيوعية. في الستينات، سيحل محلهم لاجئون من الجزائر. كانت النتيجة مدينة مركزية برجوازية محاطة بحلقة متطرفة. في المدينة الوسطى، وفي الوقت نفسه، تم بناء عدد من المتاحف الجديدة، وخاصة فيما يتعلق المعرض الاستعماري عام 1931. أثبت هذا المعرض خيبة أمله مقارنة بالمشاريع الدولية الناجحة السابقة في المدينة.

### الفنون
على الرغم من المصاعب، استأنفت باريس مكانها كعاصمة للفنون خلال ما أصبح يعرف باسم ليس أنيس فولس، أو «السنوات المجنونة». انتقل مركز التخمر الفني من مونمارتر إلى حي مونتبارناس حول تقاطع شارع راسبايل إلى المقاهي لي جوكي، لو دوم، لا رونتوند، وبعد عام 1927، لا كوبول. الرسامين والكتاب والشعراء، بما في ذلك إرنست هيمنغوي، إيغور سترافينسكي، ويليام بتلر بيتس، جيمس جويس، وعزرا باوند جاء من جميع أنحاء العالم للمشاركة في «فيت». كانت باريس مهد لحركات فنية جديدة مثل الدادا والسريالية. جاء جورج جيرشوين إلى باريس في عام 1928، وظل في فندق ماجستيك، حيث ألف أمريكيا في باريس، واستولوا على صوت قرون سيارات الأجرة في باريس وهم يحلقون في ساحة دي - إلتويل. سمح الجاز للمجتمعات السوداء بتقديم ثقافتها على أنها مبتكرة ومتحضرة، ولكن أيضا فتحت الجمعيات بين موسيقى الجاز، البدائية، والأداء الموحي جنسيا. المغنية الأمريكية جوزفين بيكر وريفو نيغر مغلفة هذه القضايا في العروض المثيرة في مسرح الشانزليزيه. عرضت دائرة من الرجال والنساء الباريسيين من اللون أسلوب بيغوين الكاريبي الخاص بهم للتميز في موسيقى الجاز، وروج لها كمصدر للفخر والتعرف العنصري. أثبتوا وجود مثيل مبكر لقيم النزعة المتشابكة مع المخاوف من رفع الاعتبارات.

### باريس في الكساد الكبير
ضرب الكساد الكبير في جميع أنحاء العالم الدولة في عام 1931 وجلب معها صعوبات ومزاج أكثر تقشفا في باريس. انخفض عدد السكان انخفاضا طفيفا عن ذروته البالغة 2.9 مليون في عام 1921 إلى 2.8 مليون في عام 1936. فقدت الدوائر في المركز ما يصل إلى عشرين في المائة من سكانها، في حين بلغت الأحياء الخارجية عشرة في المائة. تم تعويض انخفاض معدل المواليد للباريسيين بموجة جديدة من الهجرة من روسيا وبولندا وألمانيا وشرق ووسط أوروبا وإيطاليا والبرتغال وإسبانيا. التوترات السياسية التي شنت في باريس مع الضربات والمظاهرات والمواجهات بين الشيوعيين والجبهة الشعبية في أقصى اليسار والعمل الفرنسيس على أقصى اليمين.
على الرغم من التوترات، استضافت المدينة معرض آخر في العالم في عام 1937، في هذه الحالة مع عنوان طويل جدا المعرض الدولي للفنون والتقنيات دانز لا في موديرن («المعرض الدولي للفنون والتكنولوجيا في الحياة الحديثة»). عقدت على جانبي نهر السين في تشامب دي مارس وكولين دي تشايلو. كان قصر تشايلو، المدرجات المزينة بنوافير مدفعية عملاقة، المكان الرئيسي، جنبا إلى جنب مع قصر طوكيو، الذي يستضيف الآن متحف الفن الحديث في باريس («متحف باريس للفن الحديث») في جناحها الشرقي. واجهت أجنحة الاتحاد السوفييتي، التي توجها مطرقة ومنجل، وألمانيا، مع نسر ومعقدة معقوفة على قمتها، بعضها البعض في وسط المعرض.بدلا من روح باريس التي أعلنت الوئام الدولي، كان تجاور هذين الجناحين الأجانب، في محاولة للتفوق على بعضهما البعض في الفخامة السياسية، يذكر أنه بحلول أواخر الثلاثينيات، بالإضافة إلى مشاكله الأخرى، طغت المدينة على التهديد بالمنافسات الدولية.

## باريس المحتلة والتحرير (1940-1945)م

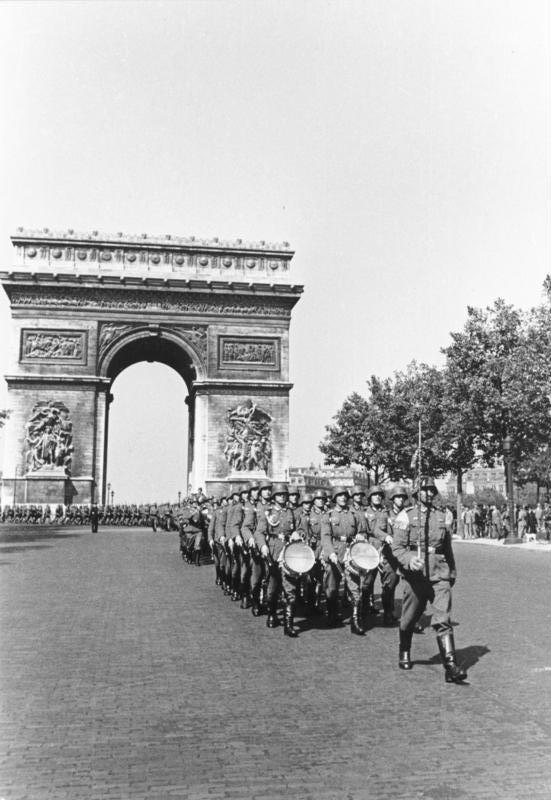
الجنود الألمان يسيرون في موكب على الشانزليزيه في يونيو 1940.

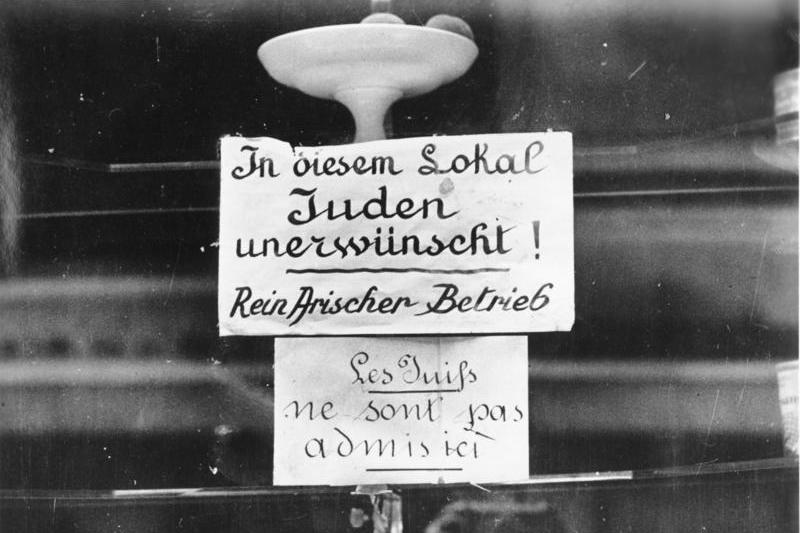
علامة ألمانية خارج مطعم باريس تعلن أن اليهود لن يتم قبولهم.

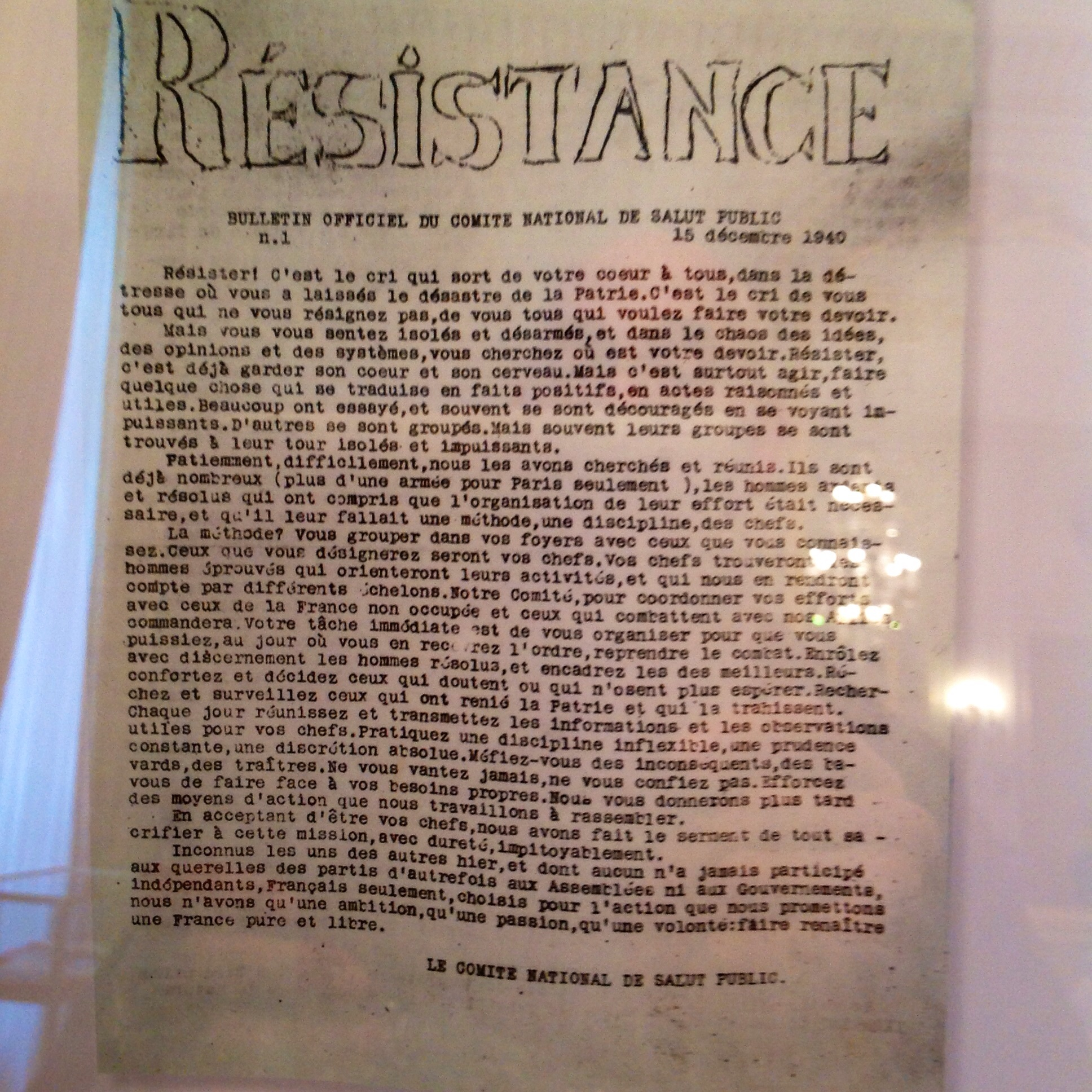
قضية من الورقة الأولى تحت الأرض "المقاومة"، المؤرخة 15 كانون الأول / ديسمبر 1940.

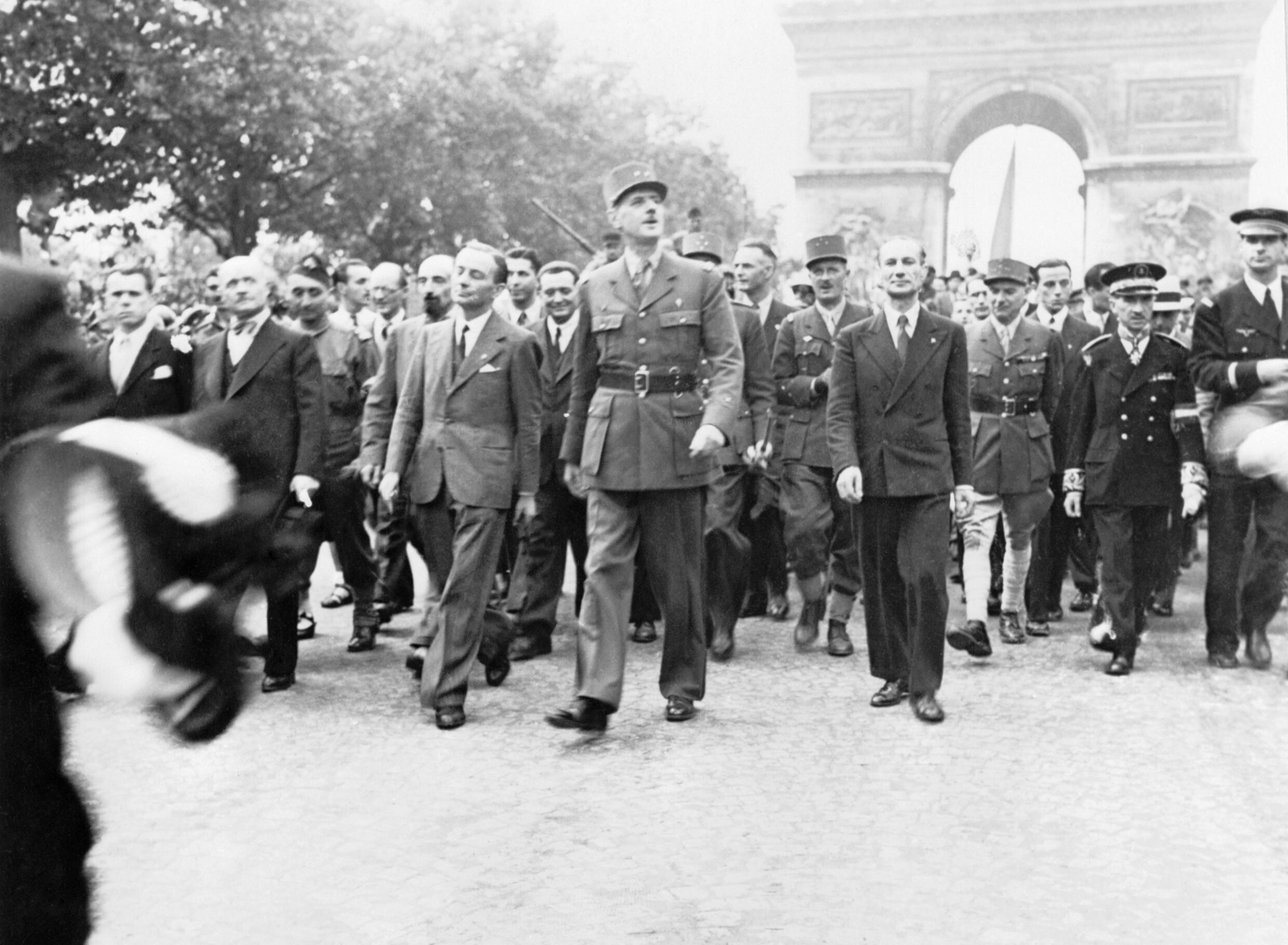
في 26 أغسطس 1944، الجنرال شارل ديغول يقود موكب للاحتفال تحرير باريس في اليوم السابق.

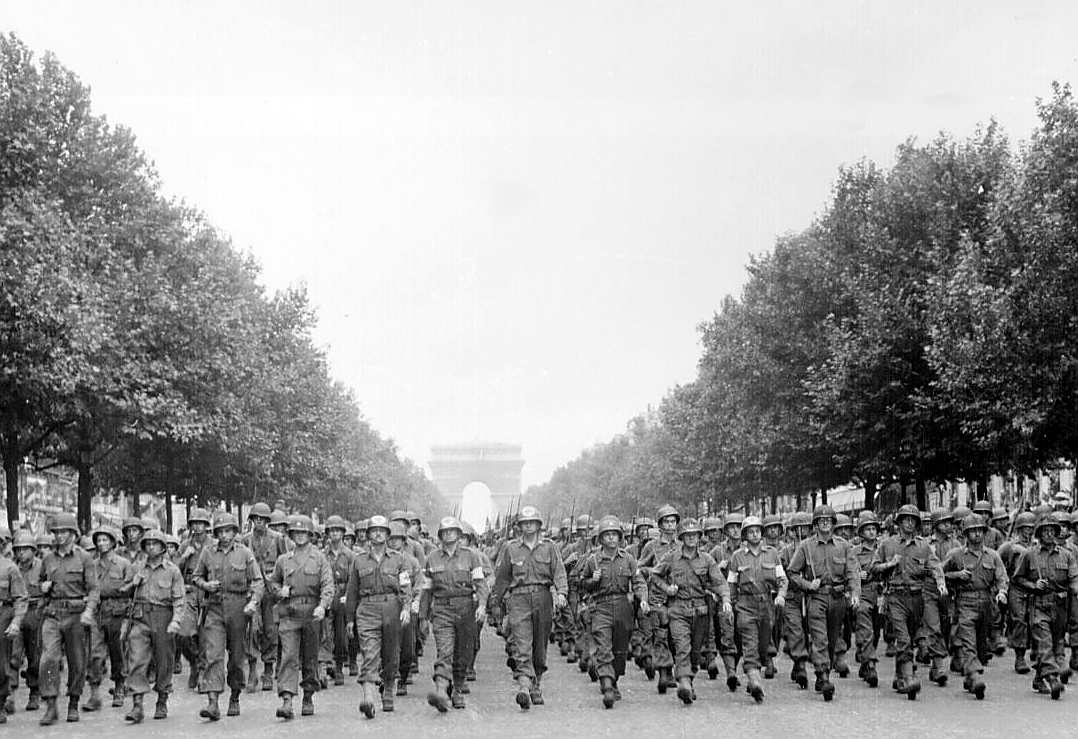
فرقة المشاة الثامنة والعشرين الأمريكية على الشانزليزيه في موكب "يوم النصر" في 29 أغسطس 1944.

بعد الغزو الألماني لبولندا في سبتمبر 1939، أعلنت فرنسا الحرب على ألمانيا. كانت خطة الدفاع الفرنسية سلبية تماما؛ انتظر الجيش الفرنسي ببساطة للألمان للهجوم. وفي 31 آب / أغسطس، بدأت الحكومة الفرنسية بإجلاء 000 30 طفل من باريس إلى المقاطعات، وأصدر السكان أقنعة واقية من الغاز، وأقيمت ملاجئ للقنابل في ساحات المدينة. كما تم إجلاء الأعمال الفنية الرئيسية لمتحف اللوفر والمتاحف الأخرى إلى وادي اللوار وغيره من المواقع، وتمت حماية المعالم المعمارية بأكياس الرمل. وانتظر الجيش الفرنسي في تحصينات خط ماجينو، بينما ظلت المقاهي والمسارح مفتوحة في باريس.
هاجم الألمان فرنسا في 10 مايو 1940. تجاوزوا خط ماجينوت وتقدموا على طول الطريق إلىبحر المانش قبل التوجه إلى باريس. غمرت باريس اللاجئين من منطقة المعركة. قصف مصنعستروين في 2 حزيران / يونيه. في 10 حزيران / يونيه، فرت الحكومة الفرنسية من باريس، أولا إلى مدينة تور ثم إلى بوردو. وفي 12 حزيران / يونيه، أعلن فتح مدينة باريس. دخل أول الجنود الألمان إلى العاصمة الفرنسية يوم 14 يونيو واستعرضوا الشانزليزيه من قوس النصر. وصل الفاتح إلى المدينة، أدولف هتلر، في 24 يونيو / حزيران، وزار مواقع سياحية مختلفة وألقى تحية في قبر نابليون.
خلال الاحتلال، انتقلت الحكومة الفرنسية إلى فيشي، وحلقت علم ألمانيا النازية على جميع المباني الحكومية الفرنسية. وضعت علامات باللغة الألمانية على الشوارع الرئيسية، وعادت ساعات باريس إلى وقت برلين. انتقلت القيادة العسكرية الألمانية العليا في فرنسا (ميليتاربيفلشابيرز فرانكريتش) إلى بينينسيولا باريس في 19 شارع كليبر؛ الدفاع (الاستخبارات العسكرية الألمانية)، تولى فندق لوتيتيا. واحتجزت القوات الجوية الألمانية (لوفتواف) فندق ريتز؛ والبحرية الألمانية (الكريغمسرين)، وفندق دي لا مارين في ساحة الكونكورد؛ احتلت جيستابو المبنى في 93 رو لوريستون؛ وانتقل القائد الألماني في باريس وموظفوه إلى فندق ميوريس على شارع ريفولي. تم تخصيص بعض دور السينما والمقاهي جانبا للجنود الألمان، في حين أن الضباط الألمان يتمتعون ريتز، مكسيم، لا كوبول وغيرها من المطاعم الحصرية؛ تم تحديد سعر الصرف لصالح المحتلين الألمان.
بالنسبة للباريسيين، كان الاحتلال سلسلة من الإحباط والنقص والإذلال. كان حظر التجوال ساري المفعول من التاسعة مساء وحتى الخامسة صباحا. في الليل، تصبح المدينة مظلمة. تم فرض تقنين الأغذية والتبغ والفحم والملابس من سبتمبر 1940. في كل عام، ارتفعت الإمدادات تدريجيا واستمر ارتفاع الأسعار. غادر مليون باريسي المدينة للمقاطعات، حيث كان هناك المزيد من الطعام وعدد أقل من الألمان. الصحافة الفرنسية والإذاعة تحتوي فقط على الدعاية الألمانية.
اضطر اليهود إلى ارتداء شارة نجمة داود الصفراء ومنعوا من بعض المهن والأماكن العامة. في 16-17 يوليو 1942، تم تقريب 12,884 يهودي، بينهم 4,051 طفل و 5,082 امرأة، من قبل الشرطة الفرنسية بناء على أوامر من الألمان. تم نقل الأشخاص غير المتزوجين والأزواج دون أطفال إلى درانسي، شمال باريس، في حين ذهب سبعة آلاف من أفراد الأسرة إلى ساحة فيل هيف، في شارع نيلتون في الدائرة الخامسة عشرة، حيث كانوا مكتظين معا في الملعب لمدة خمسة أيام قبل إرسالهم إلى معسكر أوشفيتز بيركينو .
أول مظاهرة ضد الاحتلال قام بها طلاب باريس في 11 نوفمبر 1940. مع استمرار الحرب، تم إنشاء مجموعات سرية وشبكات، وبعض الموالين للحزب الشيوعي، وآخرون إلى الجنرال ديغول في لندن. كتبوا شعارات على الجدران ونظموا صحافة تحت الأرض، وهاجموا أحيانا ضباطا وجنودا ألمان. انتقام الألمان كان سريعا وقاسيا.
لم يتم قصف باريس في كثير من الأحيان أو بشكل كبير مثل لندن أو برلين، ولكن المصانع والسكك الحديدية الواقعة في الأجزاء الخارجية من المدينة وضواحيها كانت أهدافا متكررة. غارة ليلية على محطة سكة حديد لا شابيل في الدائرة 18 في 20-21- أبريل 1944 قتلت ما بين 640 و 670 شخصا ودمرت مئات المباني.
هبط الحلفاء في نورماندي في 6 يونيو 1944 وبعد شهرين كسر الخطوط الألمانية للمضي قدما نحو باريس. مع تقدم الحلفاء، عطلت الضربات التي نظمتها المقاومة الفرنسية عند السكك الحديدية والشرطة وغيرها من الخدمات العامة في المدينة. في 19 أغسطس / آب، أعطت شبكات المقاومة الأوامر للانتفاضة العامة في المدينة. استولت قواتها على محافظة الشرطة والمباني العامة الأخرى في قلب المدينة. دخلت الفرقة الثانية المدرعة الفرنسية اللواء فيليب لوكلير دو أوتكلوك وشعبة المشاة الرابعة الأمريكية المدينة يوم 25 أغسطس وتقاربتا في المركز حيث التقيا حشود هذيان. تجاهل القائد الألماني لباريس، ديتريش فون شولتيتز، أمرا من أدولف هتلر بتدمير معالم المدينة واستسلامها في 25 آب / أغسطس. وصل الجنرال ديغول في 26 أغسطس وقاد موكب ضخم أسفل الشانزليزيه، على طول الطريق إلى نوتردام لحفل تي ديوم. في 29 آب / أغسطس، قامت فرقة المشاة الثامنة والعشرين التابعة للجيش الأمريكي، التي جمعت في بويس دي بولوغن الليلة الماضية، بعرض 24 ساعة على طول شارع هوش إلى قوس النصر، ثم أسفل الشانزليزيه. سارت الفرقة والرجال والمركبات عبر باريس "في طريقها إلى مواقع هجومية مخصصة شمال شرق العاصمة الفرنسية.

## ما بعد الحرب (1946-2000)م

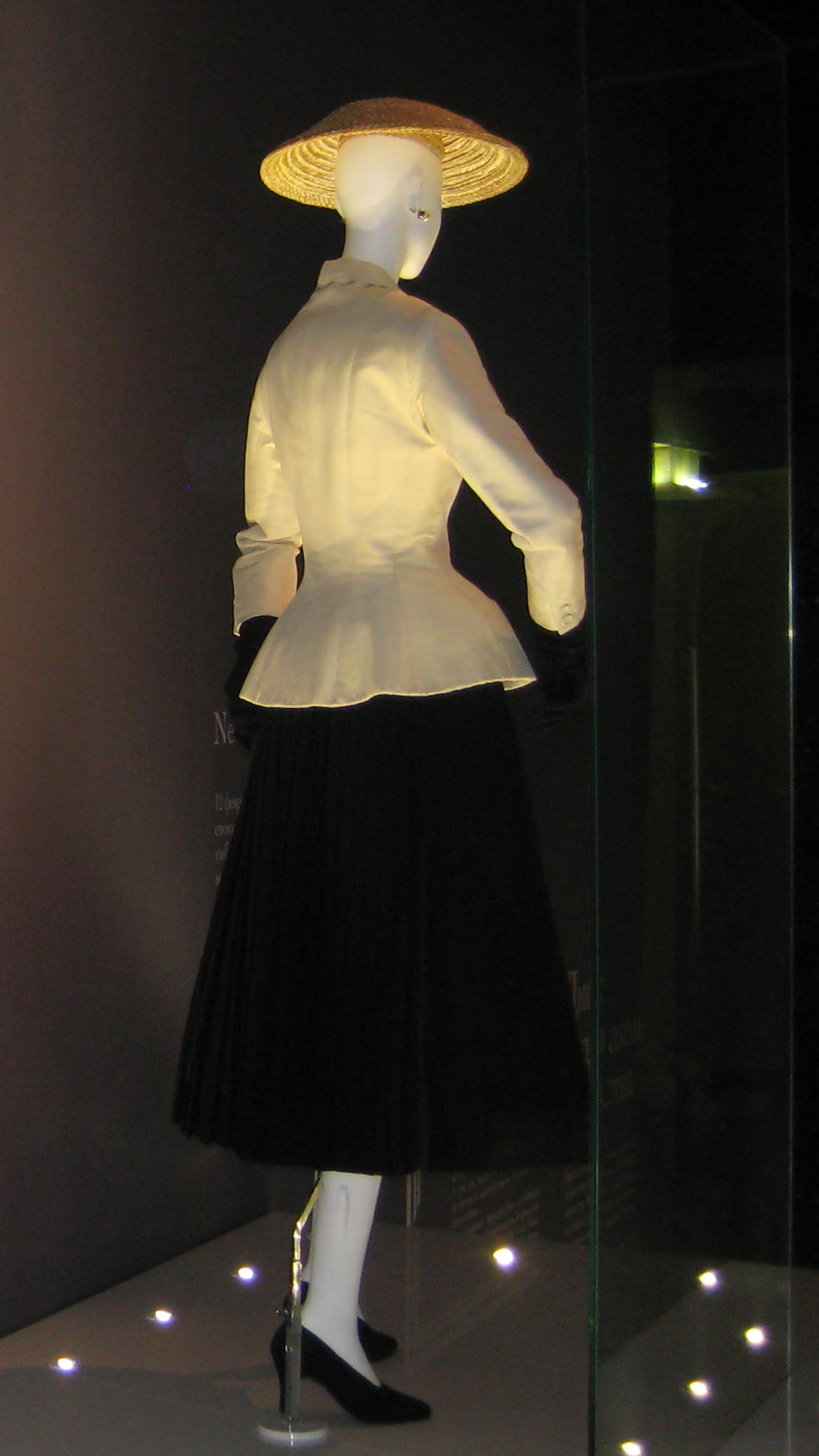
بعد فترة وجيزة من المصممين الحرب مثل كريستيان ديور جلب باريس مرة أخرى إلى صدارة الأزياء الراقية. هذا مثال على نظرة ديور الجديدة (1947).

كان البلاء من عقود الإهمال واضحا بشكل مؤلم في واجهات حجر الدخان الأسود، الجص المتصدع والمهمل، وتقشر الطلاء في ما بعد الحرب العالمية الثانية في باريس. مع ذلك، وبحلول منتصف السبعينيات من القرن العشرين، تم إصلاح باريس وتجديدها على نطاق أعاد إحياء ذكرى هوسمان.
لم ينهي تحرير باريس ونهاية الحرب مصاعب الباريسيين. استمر تقنين الخبز حتى شباط / فبراير 1948، وتم تقنين القهوة وزيت الطهي والسكر والأرز حتى مايو 1949. كان السكن في باريس قديم ومدمر. في عام 1954، تم بناء 35٪ من المباني السكنية في باريس قبل 1871. واحد وثمانون في المئة من الشقق في باريس لم يكن لديها حمام خاص بها، وخمسة وخمسون في المئة لم يكن لديهم مرحاض خاص بهم، ولكن السكن كان مكلفا وباختصار يتبرع. في عام 1950، بدأت الحكومة مشروعا جديدا على نطاق واسع لبناء كتل سكنية للباريسيين ذوي الدخل المنخفض، وتسمى هلمس (السكن في لويرز موديريس)، وعادة على حواف المدينة أو في الضواحي.
لم يعود سكان باريس إلى مستواهم في عام 1936 حتى عام 1946، وارتفع عددهم إلى 2,850,000 بحلول عام 1954، منهم 135,000 مهاجر، معظمهم من الجزائر والمغرب وإيطاليا وإسبانيا. استمر نزوح الباريسيين من الطبقة المتوسطة إلى الضواحي. انخفض عدد سكان المدينة خلال الستينيات والسبعينات (2,753,000 في 1962، 2.3 مليون في 1972) قبل أن يستقر أخيرا في الثمانينات (2,168,000 في 1982، 2,152,000 في 1992)م.
مع فرنسا التي تضررت بشدة من الحرب، فالسؤال هو ما إذا كان بإمكان باريس استعادة مكانتها العالمية. بحلول السبعينات من القرن الماضي، تخشى الباريسيون من جميع الأطراف أن تفقد المدينة جاذبيتها ونجمتها.رأوا أن عمليات التحديث في الستينيات والسبعينات قد فشلت في عكس تدهور نوعية الحياة، وأن رأس المال قد تضاءل «الازدهار» والتأثير في الخارج.
ظلت سياسة باريس مضطربة طوال الأربعينيات وأوائل الخمسينيات. تسبب الإضراب في ديسمبر 1950 في قطع الكهرباء وإغلاق مترو باريس. واشتبك المتظاهرون الذين تقودهم الشيوعية في الشرطة في الشوارع عام 1948 و 1951. أدى الكفاح من أجل استقلال الجزائر ومقاومة الفرنسيين المقيمين في الجزائر إلى العديد من التفجيرات في عامي 1961 و 1962 والمواجهات العنيفة القاتلة في باريس بين المتظاهرين والشرطة . انهارت الجمهورية الفرنسية الرابعة في فترة ما بعد الحرب في عام 1958، واعتمد دستور جديد. انتخبت حكومة جديدة، بقيادة الرئيس شارل ديغول، مع إعلان الجمهورية الفرنسية الخامسة. في مايو 1968، شهدت باريس انتفاضات طلابية على الضفة اليسرى: ظهرت الحواجز والأعلام الحمراء في الحي اللاتيني في 2 مايو 1968، واحتلت المباني الجامعية، وأغلق اضراب عام معظم أنحاء باريس في 13 مايو. أعقبت مظاهرة مضادة ضخمة من مليون شخص على الشانزليزيه دعما للرئيس ديغول في 30 أيار / مايو 1968 عودة تدريجية إلى الهدوء. 
استؤنفت الحياة الثقافية لباريس، وركزت هذه المرة على مقاهي سان جيرمان دي بري: مقهى دي فلور، وبراسيري ليب وليس ديوكس ماغوتس، حيث عقد الفيلسوف جان بول سارتر والكاتب سيمون دي بوفوار، والنوادي الليلية لا روز روج ولي تابو. كانت الأنماط الموسيقية المألوفة هيبيبوب وموسيقى الجاز، بقيادة سيدني بيشيت والبوق لاعب بورس فيان. افتتح متحف الفن الحديث في باريس في يونيو 1947 في قصر دي طوكيو القديم للمعرض العالمي عام 1937. جعل المصممين بقيادةكريستيان ديور باريس مرة أخرى عاصمة الأزياء الراقية.
لم يكن لباريس رئيس بلدية منتخب منذ الثورة الفرنسية. كان نابليون بونابرت وخلفائه قد اختاروا شخصيا محافظا لإدارة المدينة. تغير القانون في 31 كانون الأول / ديسمبر 1975 في عهد الرئيس فاليري جيسكار ديستان. فاز جاك شيراك، رئيس الوزراء السابق، بانتخاب أول رئيس بلدية في عام 1977. كان شيراك قد شغل منصب عمدة باريس لمدة ثمانية عشر عاما حتى عام 1995 عندما انتخب رئيسا للجمهورية الفرنسية. خلفه عمدة مرشح آخر للحق جان تيبيري.

### مشاريع باريس للرؤساء الفرنسيين
كان كل رئيس للجمهورية الخامسة يرغب في أن يضع بصماته على باريس، وشرع كل منها في خطة «غراندس ترافوس» («أعمال عظيمة»). قام أول رئيس للجمهورية الخامسة، شارل ديغول، ببناء سوق منتجات مركزية جديدة في رونجيس ليحل محل سوق ليس هاليس الخلاب ولكن القديم. لكن التحسن الأكثر وضوحا وتقديرا الذي قام به ديغول كان قانون مالروس، الذي صاغه الكاتب ووزير الثقافة أندريه مالرو. تم تنظيف واجهات كاتدرائية نوتردام والمعالم الأخرى في باريس من قرون من السخام والأوساخ وعادت إلى ألوانها الأصلية.
كان المشروع الرئيسي للرئيس جورج بومبيدو هو مركز جورج بومبيدو في منطقة بيوبورغ من الدائرة الرابعة: هو عرض عصري للفنون المعاصرة، التي تعرضت أنابيبها، والسلالم المتحركة وغيرها من الأعمال الداخلية خارج المبنى. قام بومبيدو بوراثة،فاليري جيسكار ديستان، بتحويل محطة السكك الحديدية غير دي-أورساي إلىمتحف أورسيه للفن منذ القرن التاسع عشر؛ تم افتتاحه في عام 1977 في عهد الرئيس ميتران. كما حل محل المسالخ القديمة في بارك دو لوفيلت مع متحف جديد للعلوم والتكنولوجيا، وهي مدينة العلوم والصناعة (1986)م.
كان للرئيسفرانسوا ميتران أربعة عشر عاما في السلطة، ما يكفي من الوقت لاستكمال المزيد من المشاريع من أي رئيس منذ نابليون الثالث. شملت له غراندس ترافوس معهد العالم العربي، وهو موقع جديد للمكتبة الوطنية الفرنسية (بنف)؛ افتتح دار الأوبرا الجديدة، الأوبرا الباستيل، في عام 1989 للاحتفال بالذكرى المئوية الثانية للثورة الفرنسية؛ وزارة المالية الجديدة في بيرسي (كانت الوزارة القديمة مأهولة في جناح اللوفر)، وافتتح أيضا في عام 1989. كما أنجز قوس لاديفونس في لاديفونس في عام 1989، وهو مبنى ضخم على شكل مكعب مجوف 112 مترا أن أكملت المنظور الطويل من قوس النصر في كاروسيل من خلال ساحة الكونكورد والشانزليزيه. اشتمل المشروع الأكثر شهرة على الإطلاق، وهو «اللوفر الكبير»، على طرد وزارة المالية، وإعادة بناء أجزاء كبيرة من المتحف، ومعرض تحت الأرض، وإضافة هرم زجاجي من قبل أي إم بي في الفناء.
في فترة ما بعد الحرب، شهدت باريس أكبر تطور لها منذ نهاية بيل إيبوك في عام 1914. بدأت الضواحي في التوسع إلى حد كبير، مع بناء العقارات الاجتماعية الكبيرة المعروفة باسم سيتس وبداية لا ديفنز، الحي التجاري. تم بناء شبكة مترو الانفاق السريع،()، لاستكمال مترو وخدمة الضواحي البعيدة. وضعت شبكة من الطرق في الضواحي التي تركز على الطريق السريع بيريفيريك تطويق المدينة، التي اكتملت في عام 1973م.

### أزمة في بانليويس
بدءا من السبعينيات، شهدت العديد من الضواحي في باريس (وخاصة تلك الواقعة في الشمال والشرق) عملية التصنيع، حيث أغلقت المصانع أو انتقلت بعيدا.أصبحت المدن السكنية التي كانت مزدهرة في السابق غيتوا للمهاجرين الأفارقة والعرب ذوي المهارات القليلة والبطالة المرتفعة. في الوقت نفسه، نجحت بعض الأحياء داخل مدينة باريس والضواحي الغربية والجنوبية في تحويل قاعدتها الاقتصادية من الصناعات التحويلية التقليدية إلى خدمات ذات قيمة مضافة عالية وتصنيع التكنولوجيا الفائقة، مما جعل هذه الأحياء أعلى دخلا للفرد في فرنسا ومن بين الأعلى في أوروبا. أدت الفجوة الاقتصادية الآخذة في الاتساع الناتجة بين هاتين المنطقتين إلى اندلاع اشتباكات دورية بين السكان الشباب في المشاريع السكنية في شمال شرق البلاد والشرطة.

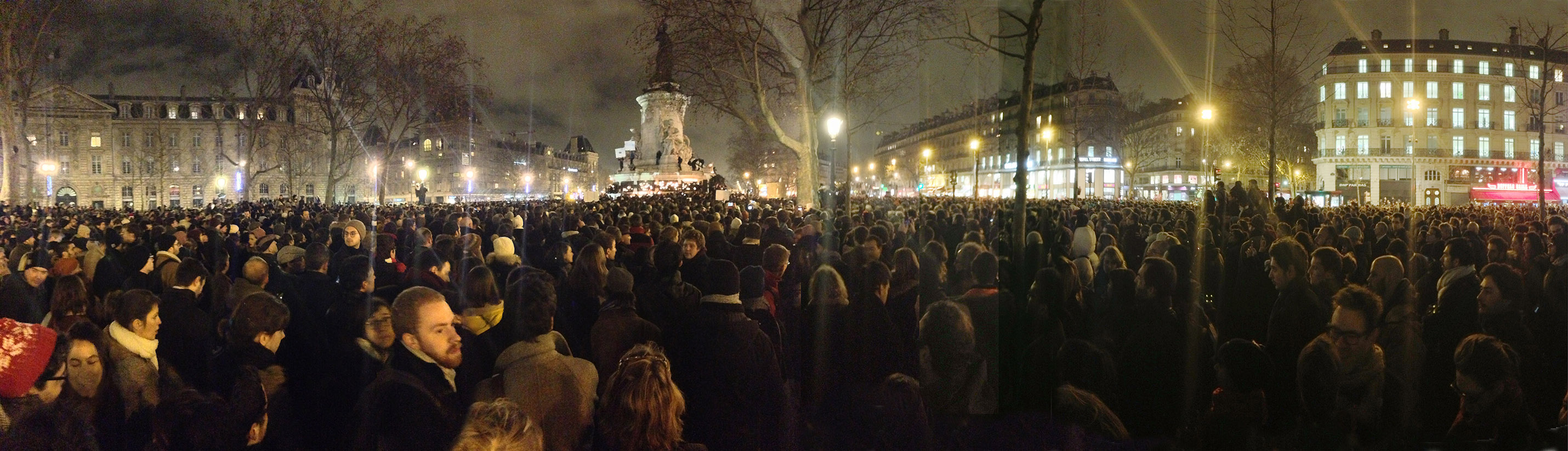
مظاهرة مضادة للإرهاب في ميدان جمهورية الكونغو الديمقراطية بعد إطلاق نار شارلي إيبدو (11 كانون الثاني / يناير 2015)

## القرن الواحد والعشرون

### الاقتصاد

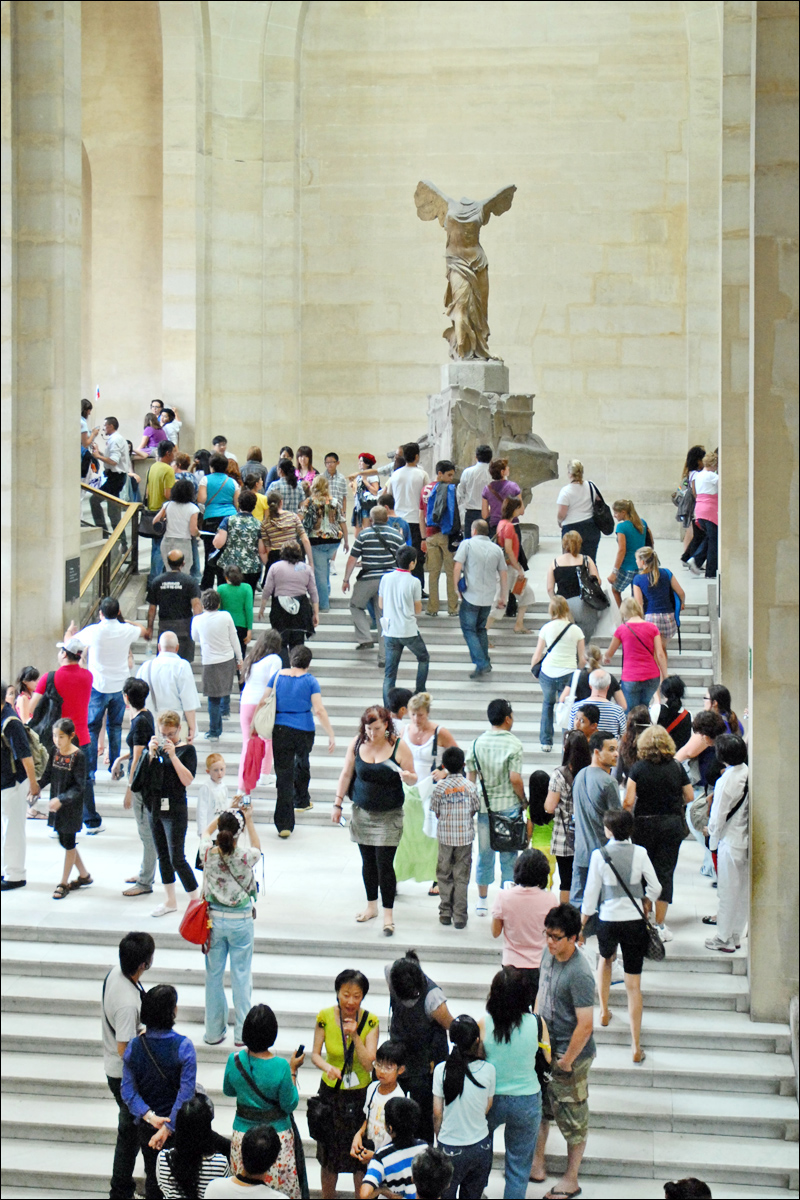
زوار متحف اللوفر.كانت باريس واحدة من أهم الوجهات السياحية في العالم في عام 2013.

في الجزء الأول من القرن الحادي والعشرين، جعلت حيوية اقتصاد باريس مركزا ماليا هاما ومدينة عالمية مؤثرة. منطقة باريس، بما في ذلك مركز الأعمال في لا ديفنز خارج حدود المدينة، بلغ الناتج المحلي الإجمالي لعام 2012 612 مليار يورو (760 مليار دولار). في عام 2011، احتل الناتج المحلي الإجمالي المرتبة الثانية بين مناطق أوروبا وكان نصيب الفرد من الناتج المحلي الإجمالي هو الرابع في أوروبا. في عام 2013، استضافت المقر العالمي ل 29 شركة فورتشن غلوبال 500، معظمها في الخدمات المصرفية والمالية والتأمين وخدمات الأعمال.
كانت السياحة جزءا هاما من اقتصاد باريس. في عام 2013، رحبت مدينة باريس 29.3 مليون سائح، وأكبر عدد منهم جاء من الولايات المتحدة، تليها المملكة المتحدة وإيطاليا وألمانيا وإسبانيا. كان هناك 550,000 زائر من اليابان، أي بانخفاض عن السنوات السابقة، في حين كان هناك نمو بنسبة 20٪ في عدد الزوار من الصين (186,000) والشرق الأوسط (326,000) زائر.
استقبلت منطقة باريس 32.3 مليون زائر في عام 2013، مما يجعل المنطقة قبل لندن مباشرة كأكبر منطقة سياحية في العالم، تقاس بإشغال الفنادق. جاء أكبر عدد من السياح الأجانب إلى منطقة باريس من المملكة المتحدة والولايات المتحدة وألمانيا وإيطاليا والصين. كوجهة للتسوق الأوروبية الراقية، كانت باريس مهمة بشكل خاص. في عام 2014، أنفق زوار باريس 17 مليار دولار (13.58 مليار يورو)، وهو ثالث أعلى مبلغ عالميا بعد لندن ونيويورك.
كما أسهمت الأزياء والرفاهية مساهمة هامة في اقتصاد باريس. في عام 2014 كانت باريس موطنا لأكبر شركة في العالم لمستحضرات التجميل، لوريال، وثلاثة من أكبر خمسة صانعي عالمي للأزياء الفاخرة. لوي فيتون، هيرميس وكارتييه.
وفقا لدراسة أنتجت في عام 2009، كانت باريس ثالث أكبر مدينة اقتصاديا في العالم من بين 35 مدينة رئيسية في الدراسة، وتحتل المرتبة وراء لندن ونيويورك. احتلت الدراسة باريس في المرتبة الأولى من حيث نوعية الحياة وإمكانية الوصول إليها، وثالثا في الحياة الثقافية، والسادسة من حيث الاقتصاد، والسابعة في البحث والتطوير. جمعت دراسة أخرى في عام 2012 باريس مع نيويورك ولندن وطوكيو كأربع مدن عالمية رائدة. خلصت هذه الدراسة إلى أن باريس صنفت كمدينة عالمية ثالثة للمحاسبة والاستشارات الإدارية، وشبكة الاتصال، وخطوط الطيران، وكانت الخامسة من حيث التأمين.

### السياسة
في آذار / مارس 2001، أصبحبرترون ديلانوي أول عمدة اشتراكية في باريس وأول عمدة مثلي الجنس في المدينة. سيطر الاشتراكيون وحلفاؤهم على سياسة المدينة على مدى السنوات الثلاث عشرة التالية: أعيد انتخاب ديلانوي في عام 2007، وفي 5 أبريل 2014، انتخبت آن هيدالغو، وهي اشتراكية أخرى، عمدة. رأى العمدان أن القضايا الاجتماعية والبيئة أولوية. في عام 2007، في محاولة للحد من حركة السيارات في المدينة، عرض عمدة ديلانويو فيليب، وهو نظام يستأجر الدراجات بتكلفة منخفضة لاستخدام السكان المحليين والزوار.لتثبيط حركة السيارات، زادت إدارة المدينة رسوم وقوف السيارات، وأضافت قيود جديدة على القيادة في المدينة. بين عامي 2008 و 2013، حولت المدينة قسما من الطريق السريع على طول نهر السين بين جسر ألما ومتحف أورساي إلى حديقة عامة تسمى بروميناد ديس بيرجيس دي لا سين.

### الثقافة
في عام 2013 كان متحف اللوفر أكثر المتاحف الفنية زيارة في العالم، وكان مركز جورج بومبيدو المتحف الأكثر زيارة للفن الحديث.
افتتح المتحف الوطني الجديد متحف برانلي في عام 2006. وكان المشروع الرئاسي الكبير جاك شيراك، الذي صممه المهندس المعماري جان نوفيل لعرض فن الشعوب الأصلية في أفريقيا وأوقيانوسيا وآسيا والأمريكتين.
افتتح المتحف الخاص الجديد، متحف الفن المعاصر لمؤسسة لويس فويتون، الذي صممه المهندس المعماريفرانك جيري، في أكتوبر 2014 في بويس دي بولوني. في 14 كانون الثاني / يناير 2015، افتتح الرئيس هولاند قاعة سيمفونية جديدة، هيفيلهارموني باريس، صممها أيضا المهندس المعماري جان نوفيل. افتتحت القاعة مع أداء من قبل أوركسترا باريس من قداس غابرييل فوريه، لعبت لتكريم ضحايا اطلاق النار شارلي ابدو التي وقعت في المدينة في الأسبوع السابق. هي تقع في بارك دو لوفيلت في الدائرة 19. تبلغ تكلفة قاعة الحفلات الجديدة 386 مليون يورو، وتم استكمالها في سبع سنوات، أي أكثر بسنتين من الموعد المخطط لها، وبثلاثة أضعاف التكلفة المخططة الأصلية. لم يحضر المهندس المعماري الافتتاح، احتجاجا على أن الافتتاح تم نقله، ولم يتم الانتهاء من القاعة، وأن الصوتيات لم يتم اختبارها بشكل صحيح، على الرغم من أن الصحفيين في الافتتاح أفادوا بأن جودة الصوت كانت واضحة تماما. كتب الناقد العماري للجارديان أن المبنى يشبه سفينة الفضاء التي تحطمت في فرنسا.

### الاضطرابات الاجتماعية والإرهاب
في حين أن باريس والمنطقة الباريسية لديها بعض من أغنى الأحياء في فرنسا، كما أن لديها بعض من الأكثر فقرا، ولا سيما في الضواحي إلى الشمال والشرق، حيث كثير من السكان هم من المهاجرين أو أطفال المهاجرين من المغرب وأفريقيا من جنوب الصحراء الكبرى.في الفترة ما بين 27 تشرين الأول / أكتوبر و 14 تشرين الثاني / نوفمبر 2005، وفي ما أصبح يعرف باسم أعمال الشغب في فرنسا عام 2005، تعرض سكان مشاريع الإسكان المنخفض الدخل في كليشي سو بوا، إحدى ضواحي باريس، التي تعرضت لأعمال شغب، بعد تعرض شابين هربين من الشرطة لصعق بالكهرباء عن طريق الخطأ. انتشرت أعمال الشغب تدريجيا إلى ضواحي أخرى ثم عبر فرنسا، حيث أحرق المشاغبون المدارس ومراكز الرعاية النهارية والمباني الحكومية الأخرى وما يقرب من تسعة آلاف سيارة. تسببت أعمال الشغب بحوالي 200 مليون يورو في أضرار في الممتلكات، وأدت إلى ما يقرب من ثلاثة آلاف اعتقالات. في 14 تشرين الثاني / نوفمبر 2005، ومع انتهاء أعمال الشغب، ألقى الرئيس جاك شيراك باللوم على المشاغبين لعدم احترام القانون والقيم الفرنسية، ولكنهم أدانوا أيضا أوجه عدم المساواة في المجتمع الفرنسي و «سم العنصرية». 
في 7 كانون الثاني / يناير 2015، هاجم اثنان من المتطرفين المسلمين، وهما مواطنان فرنسيان غضبا في منطقة باريس، مقر باريسشارلي إيبدو، وهي مجلة ساخرة مثيرة للجدل كانت قد سخرت من السخرية في محمد، فيما أصبح يعرف باسم الهجوم على صحيفة شارلي إيبدو. قتلوا عشرة مدنيين، بينهم خمسة من كبار رسام الكاريكاتير ومدير المجلة واثنين من ضباط الشرطة.في 8-9 كانون الثاني / يناير، قتل إرهابي ثالث خمسة آخرين. كانت هذه الهجمات، التي تعرف باسم هجمات إيل دو فرانس في كانون الثاني / يناير 2015، أشد الهجمات الإرهابية فتكا في باريس منذ عام 1961. في 11 كانون الثاني / يناير، سار نحو 1,5 مليون شخص في باريس لإظهار التضامن ضد الإرهاب والدفاع عن حرية التعبير. 
كثفت هذه الهجمات النقاشات التي دارت منذ عقود في صحافة باريس حول الهجرة والاندماج وحرية التعبير. خصت صحيفة نيويورك تايمز النقاش الجاري:
كما تشعر فرنسا بالحزن، فإنها تواجه أيضا أسئلة عميقة حول مستقبلها: ما هو حجم الجزء المتطرف من السكان المسلمين في البلاد، وهو الأكبر في أوروبا؟ ما مدى عمق الصدع بين قيم فرنسا العلمانية، والحرية الفردية والجنسية والدينية، وحرية الصحافة وحرية الصدمة، والمحافظة الإسلامية المتزايدة التي ترفض الكثير من هذه القيم باسم الدين؟

في 13 تشرين الثاني / نوفمبر 2015، وقعت في باريس هجمات إرهابية متزامنة قامت بها ثلاثة أفرقة منسقة من الإرهابيين. قاموا برش العديد من مقاهي الرصيف بنيران الرشاشات ورشقوا القنابل بالقرب من ملعب فرنسا وقتلوا 89 شخصا في مسرح باتاكلان حيث بدأ حفل موسيقي من فرقة إيجلز أوف ديث ميتال روك. أسفرت الهجمات مجتمعة عن مقتل 130 شخصا وإصابة أكثر من 350 شخصا. قتل سبعة إرهابيين أنفسهم بتفجير سترات متفجرة. في صباح 18 نوفمبر / تشرين الثاني، قتل ثلاثة أشخاص يشتبه في أنهم إرهابيون، من بينهم عبد الحميد أبا عود، المدبر المزعوم للهجمات، في تبادل لإطلاق النار مع الشرطة في ضاحية سان دوني في باريس. أعلن الرئيس الفرنسى فرانسوا أولاند ان فرنسا كانت في قانون الطوارئ في جميع انحاء البلاد واعادت فرض ضوابط على الحدود وجلبت خمسمائة جندي إلى باريس. أغلقت المدارس والجامعات والمؤسسات العامة الأخرى في باريس لعدة أيام. كان هذا الهجوم الإرهابي الأكثر فتكا في التاريخ الفرنسي.

## خرائط تظهر نمو المدينة (508 إلى 1750)

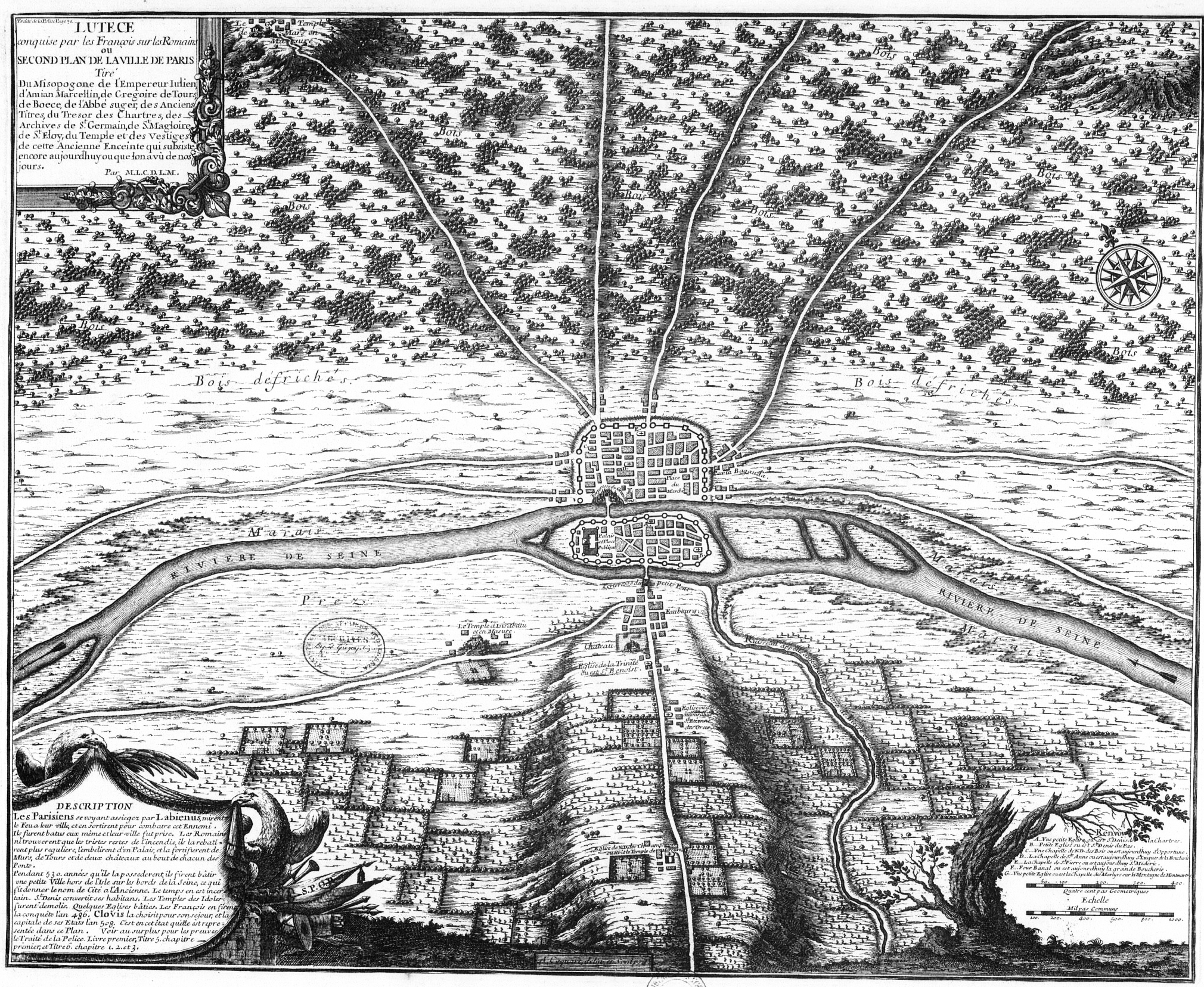
خريطة باريس في 508 م، في وقت الملوك الفرانكي الأول، والثانية من ثمانية الخرائط الزمنية لباريس من تريكت دي لا الشرطة في نيكولا دي لا ماري، كما رسمت في عام 1705. (بي إن إف غاليكا).
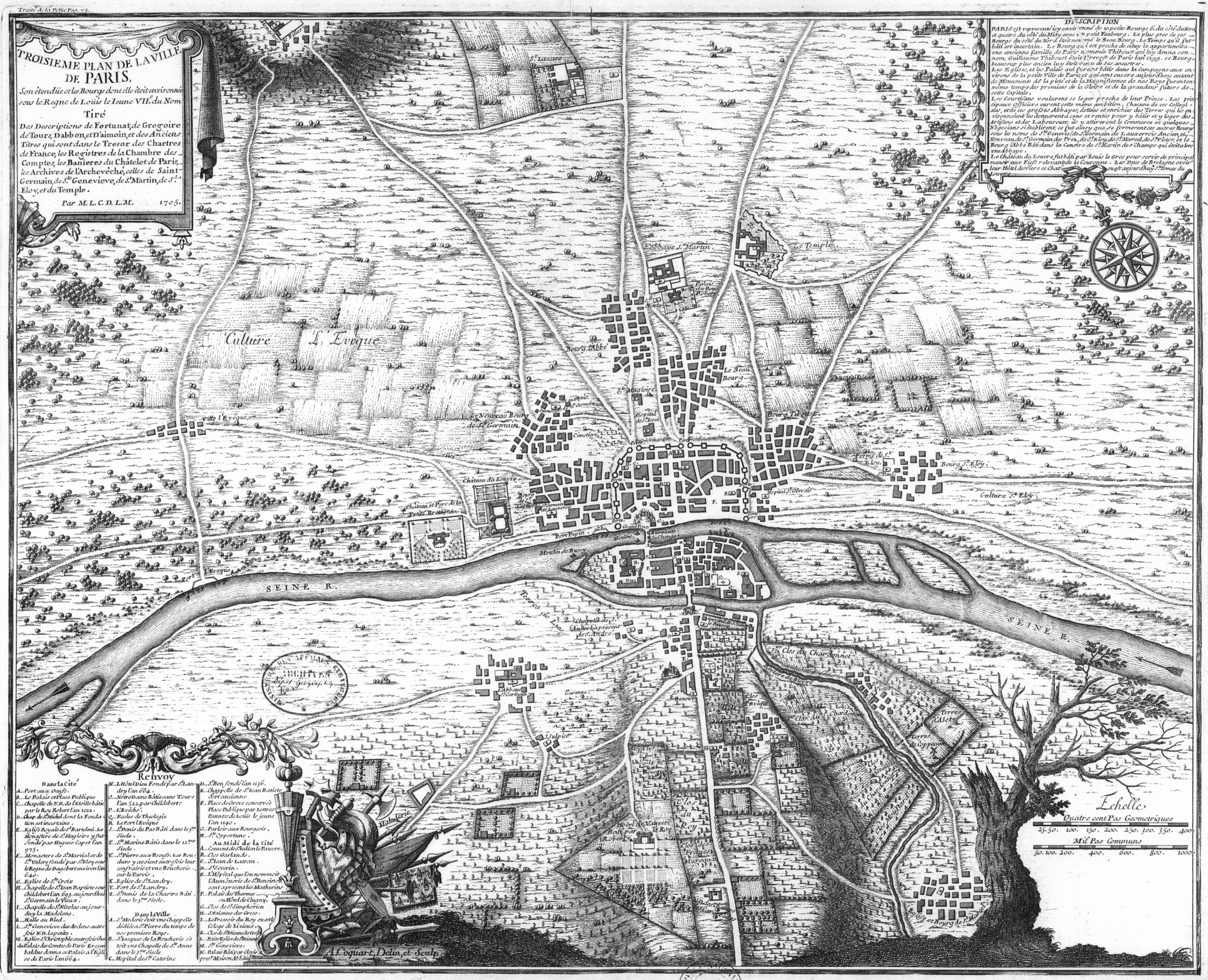
باريس حوالي 1180، وهي ثالث خريطة من ثمانية خرائط تاريخية لباريس من الشرطة في نيكولا دي لا ماري.
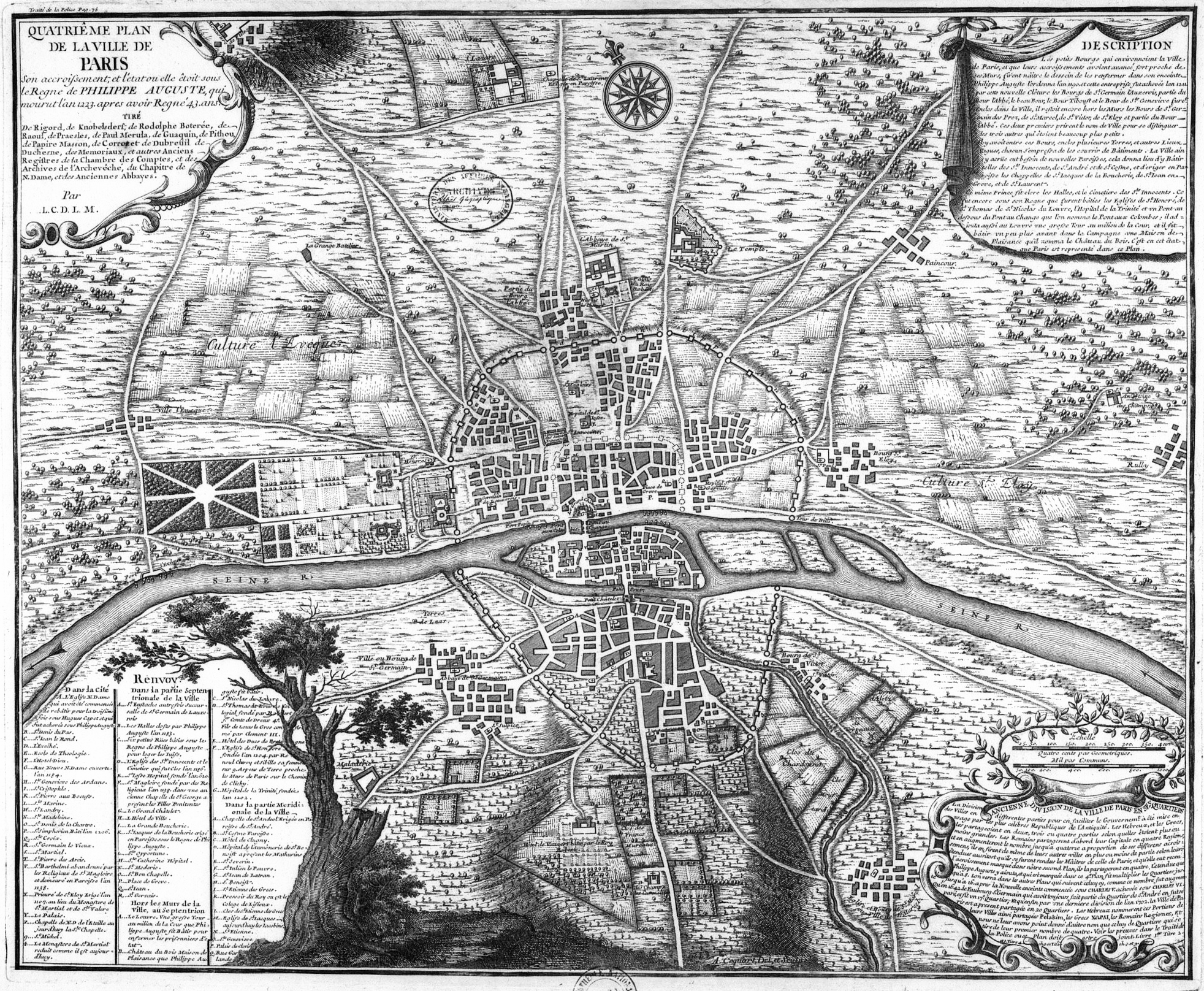
باريس حوالي 1223، وهو الرابع من ثمانية الخرائط الزمنية لباريس من الشرطة في نيكولا دي لا ماري. (بي إن إف غاليكا).
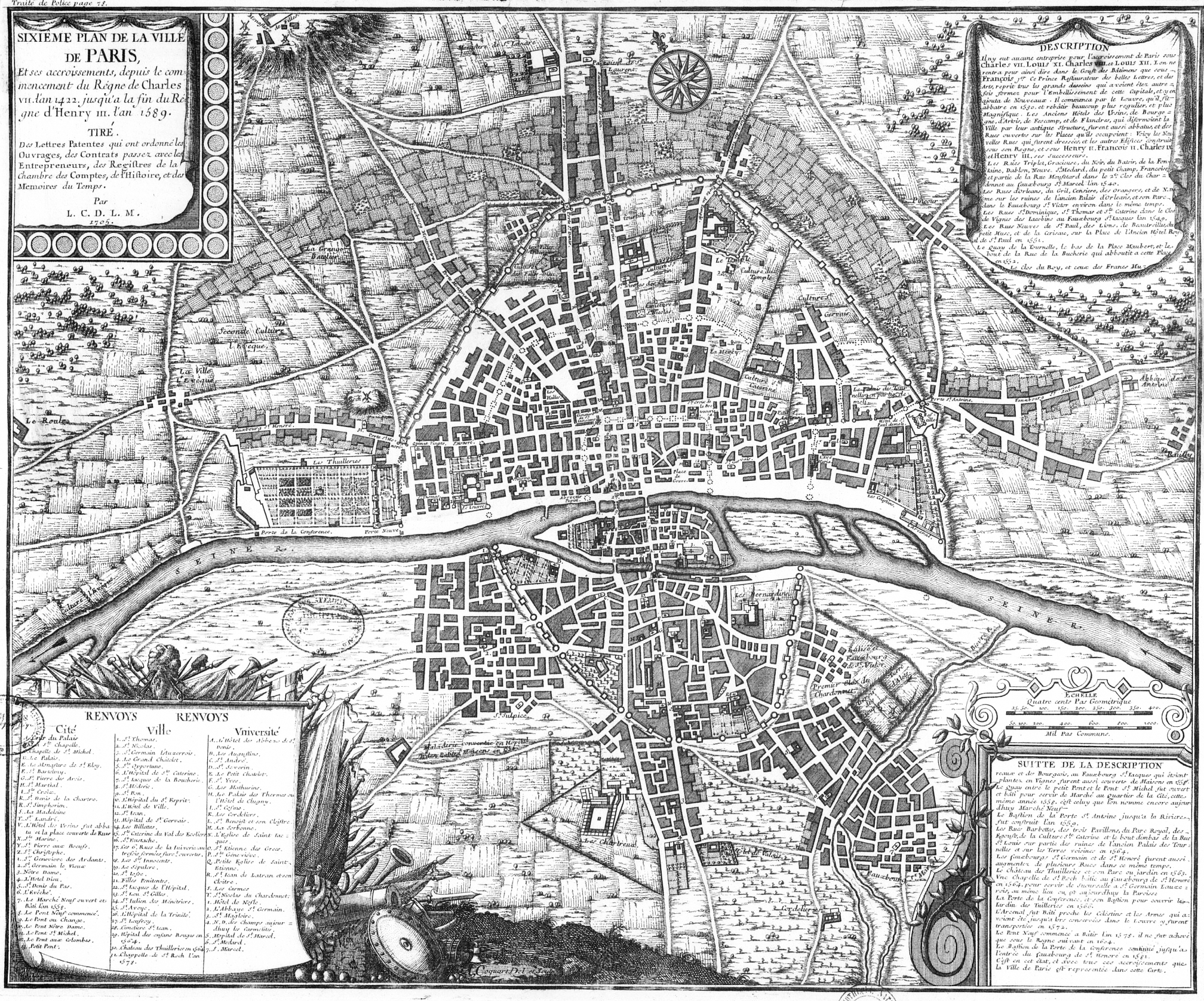
تطور المدينة من 1422 إلى 1589، سادس من ثمانية الخرائط الزمنية لباريس من الشرطة في نيكولا دي لا ماري. (بي إن إف غاليكا).
رسم من باريس في عام 1618 من قبل كلاس جانز.
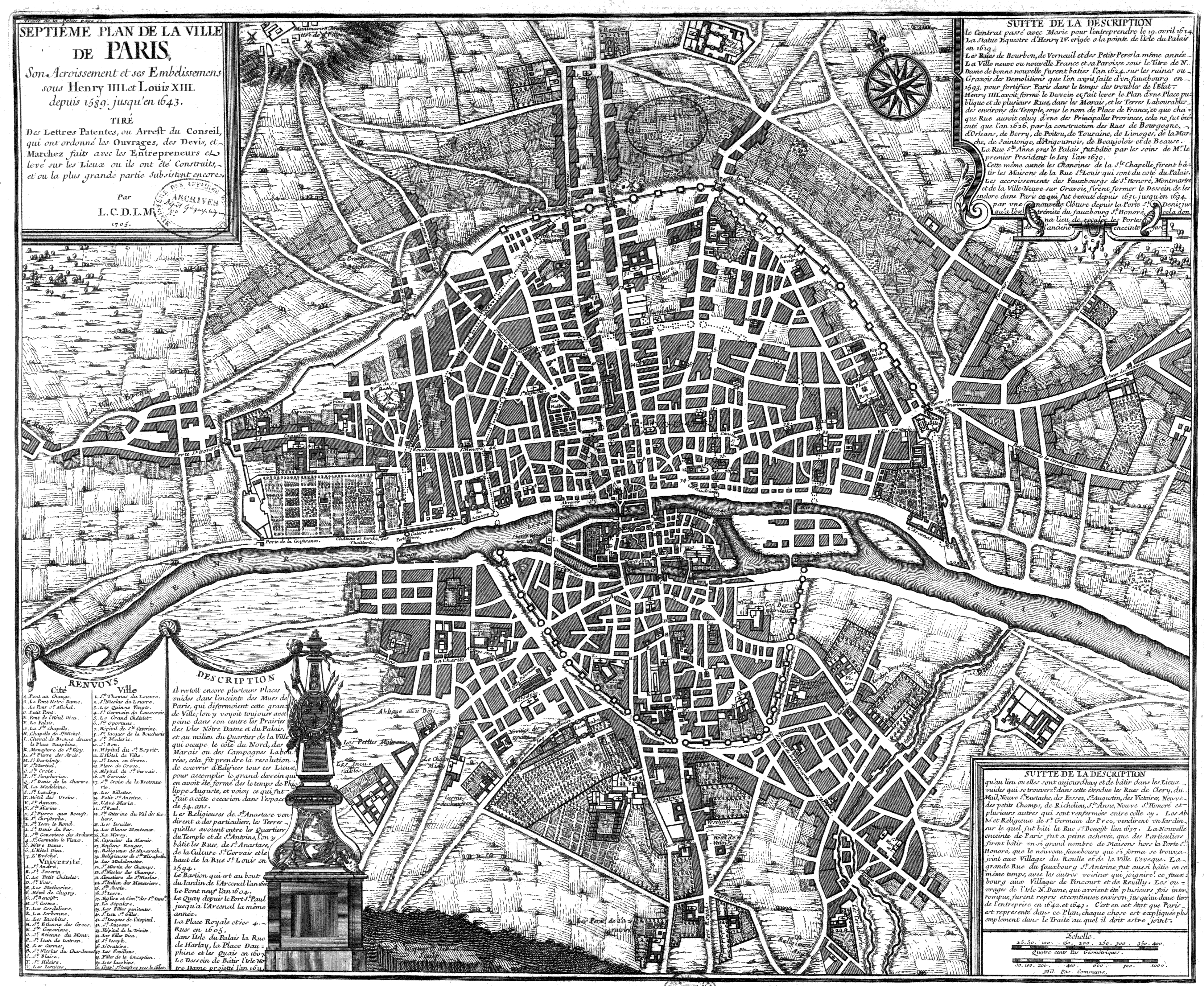
تطور المدينة من 1589 إلى 1643، سابع من ثمانية الخرائط الزمنية لباريس من الشرطة في نيكولا دي لا ماري. (بي إن إف غاليكا).
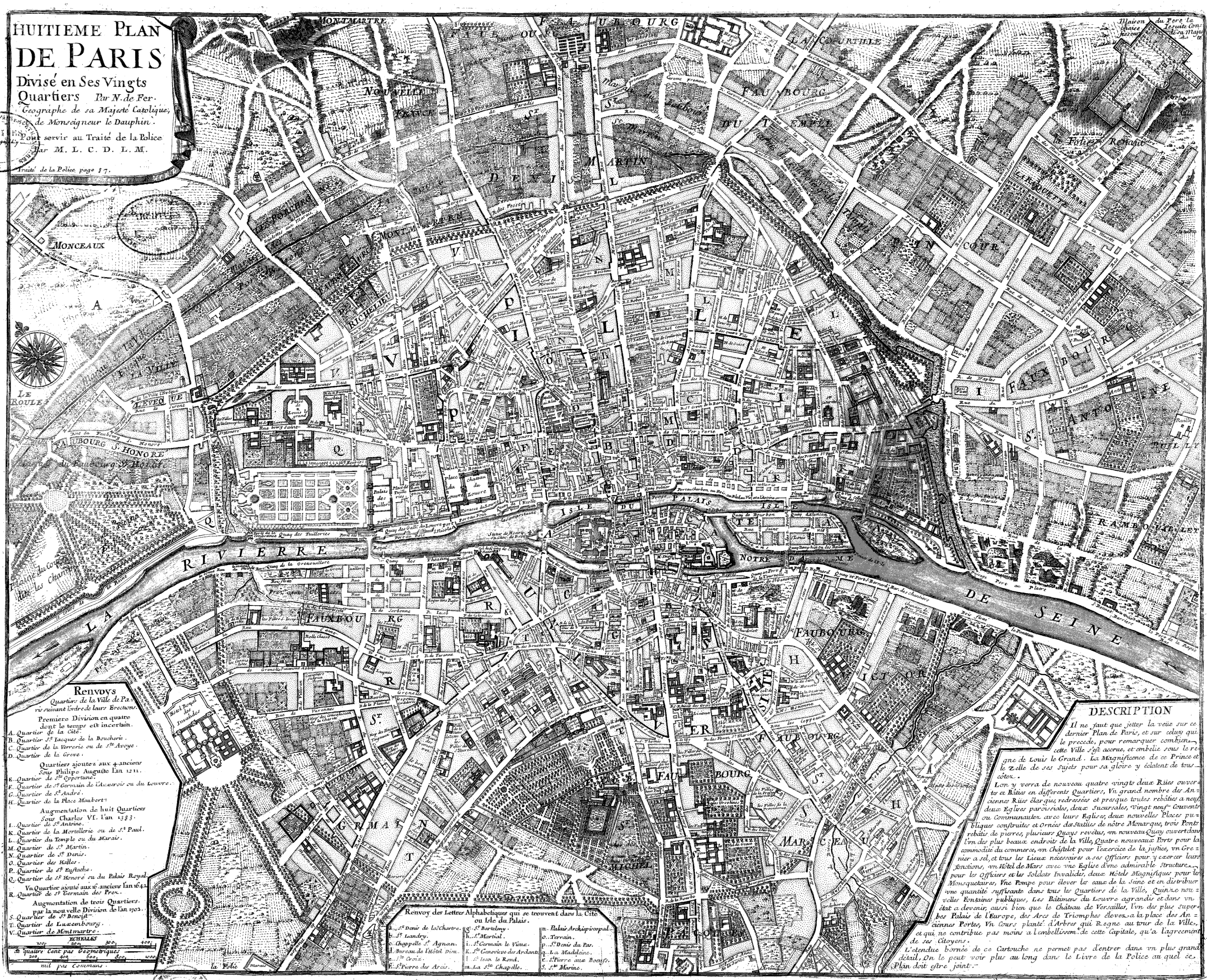
باريس مقسمة إلى أرباعها، 1705، الثامنة من الخرائط الثمانية الزمنية لباريس من نيكولاس دي لا ماري ترايت دي لا الشرطة، من قبل نيكولا دي فر. (بي إن إف غاليكا).
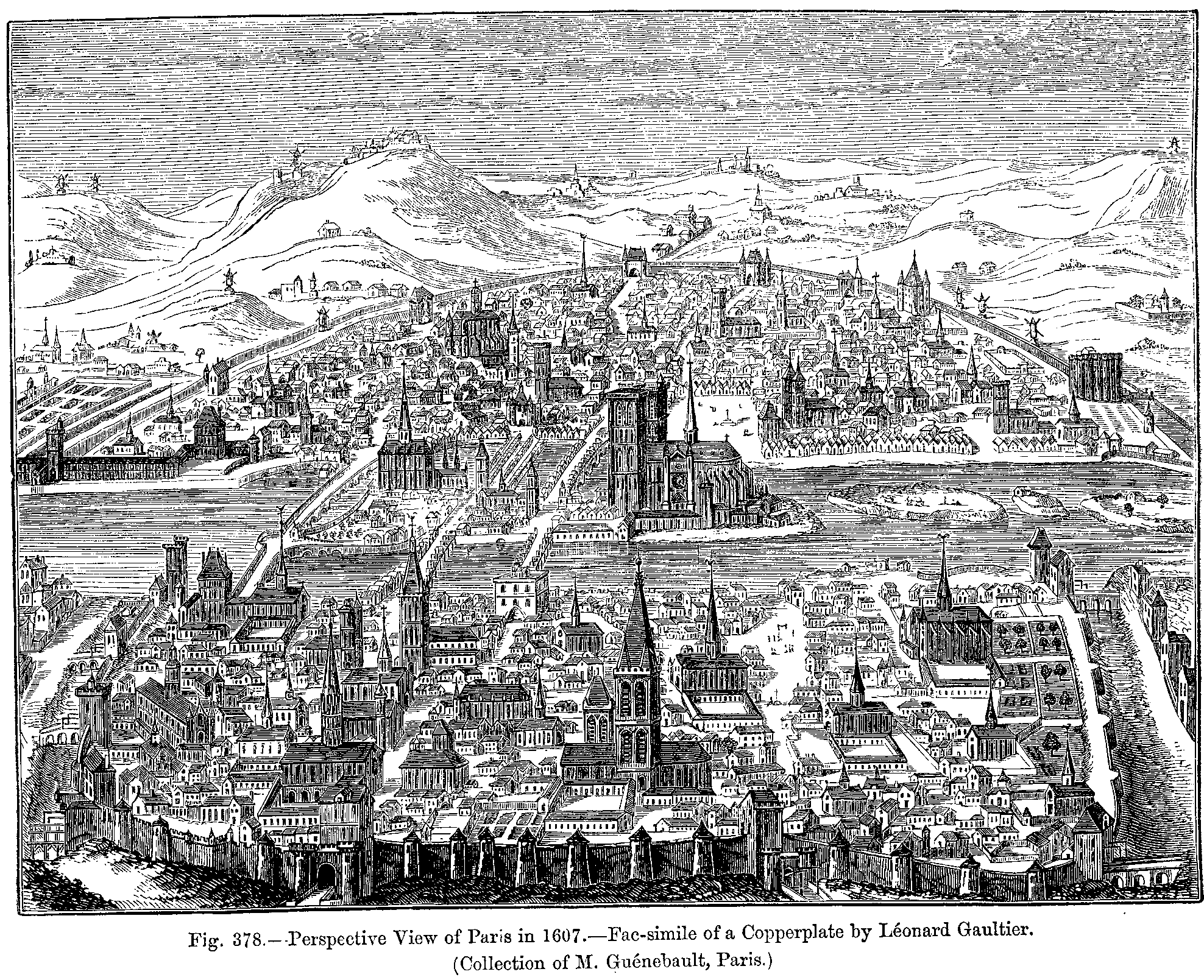
رسم منظوري لباريس عام1607: فاكس من لوحة نحاسية من قبل ليونارد غولتييه. (مجموعة من غينيبولت، باريس).
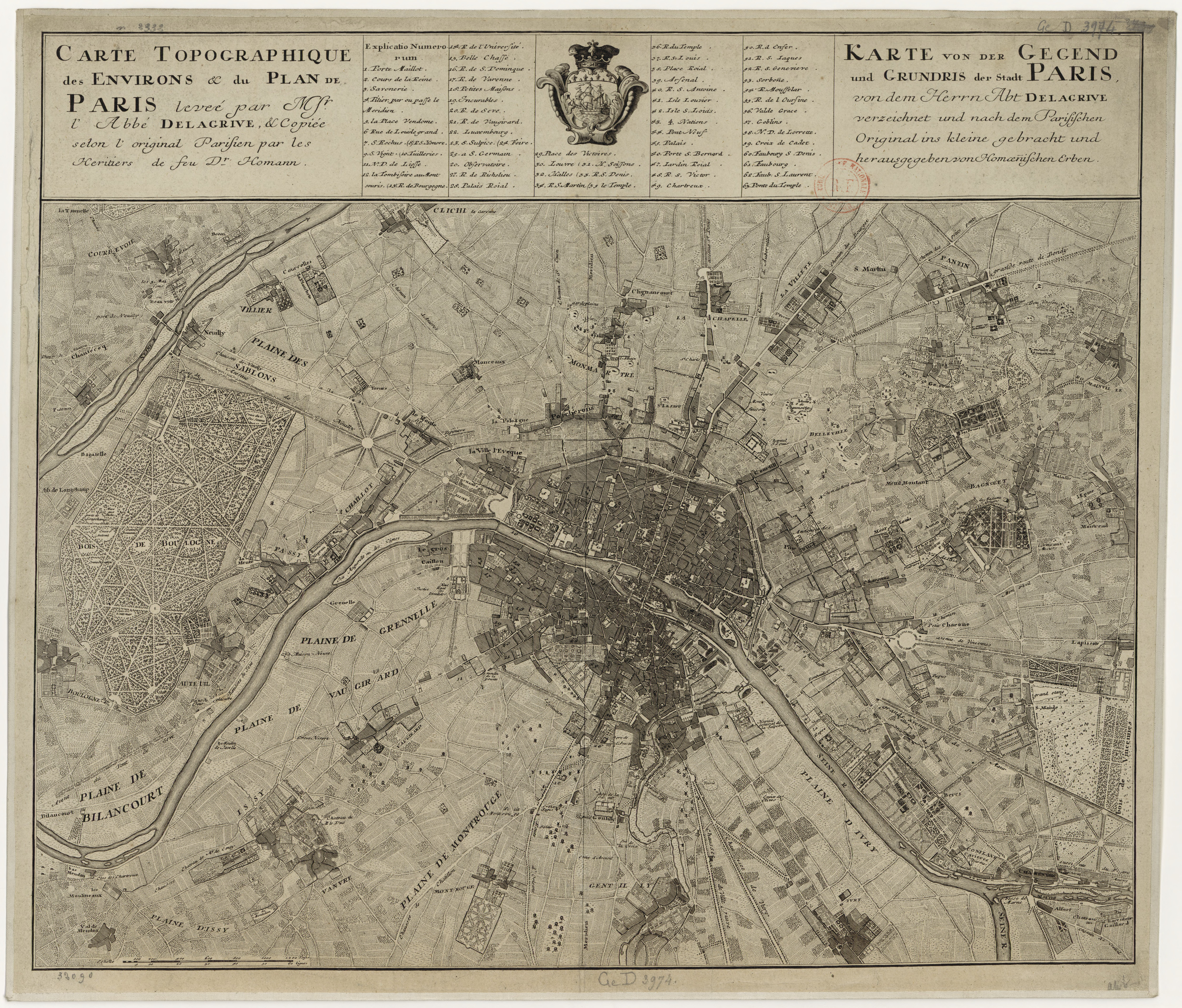
خريطة باريس والمناطق المجاورة لها ج. 1735، بقلم جان ديلاجريف (1689-1757). (بي إن إف غاليكا).
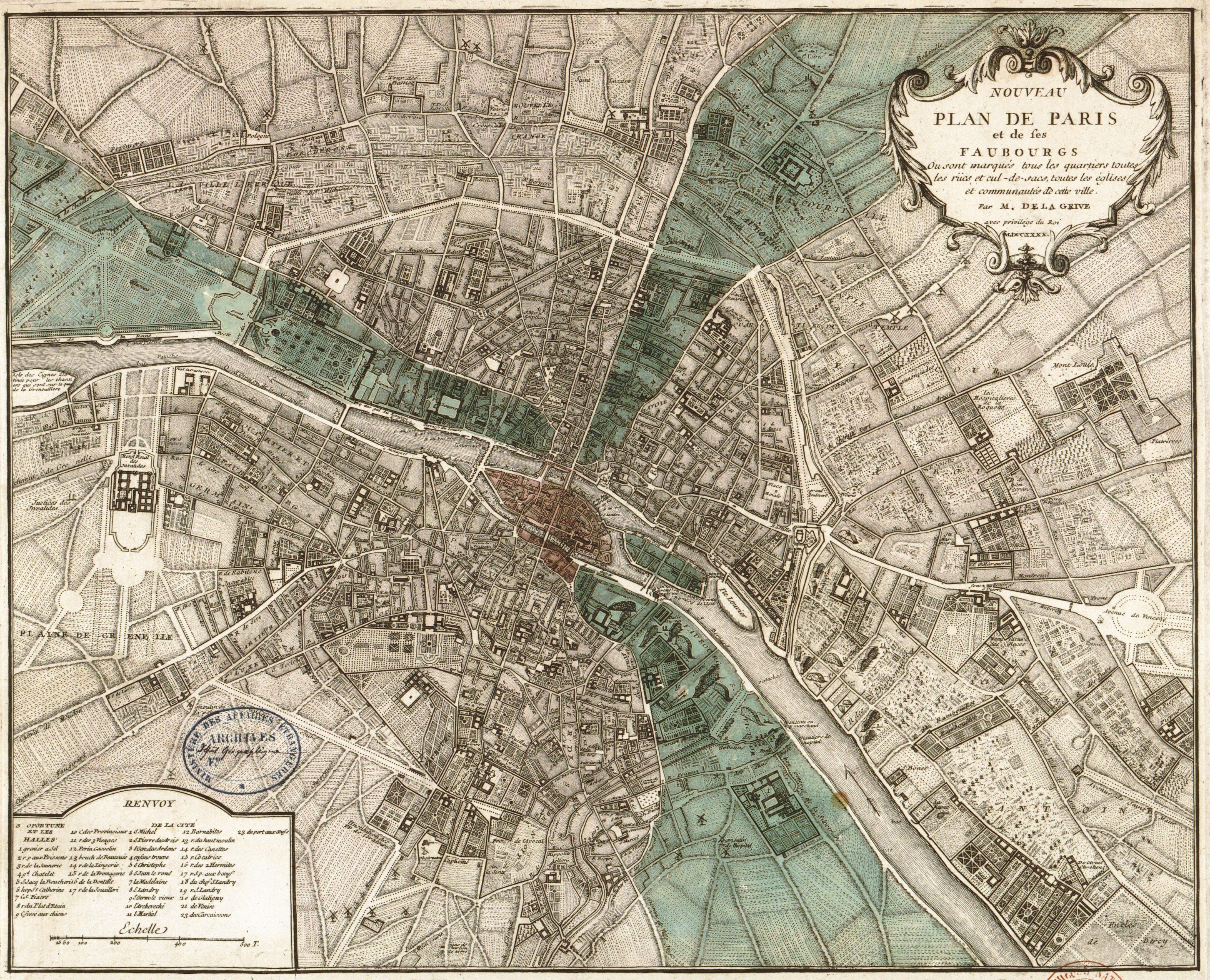
باريس في 1740، بقلم جان ديلاغريف (1689-1757). (بي إن إف غاليكا).
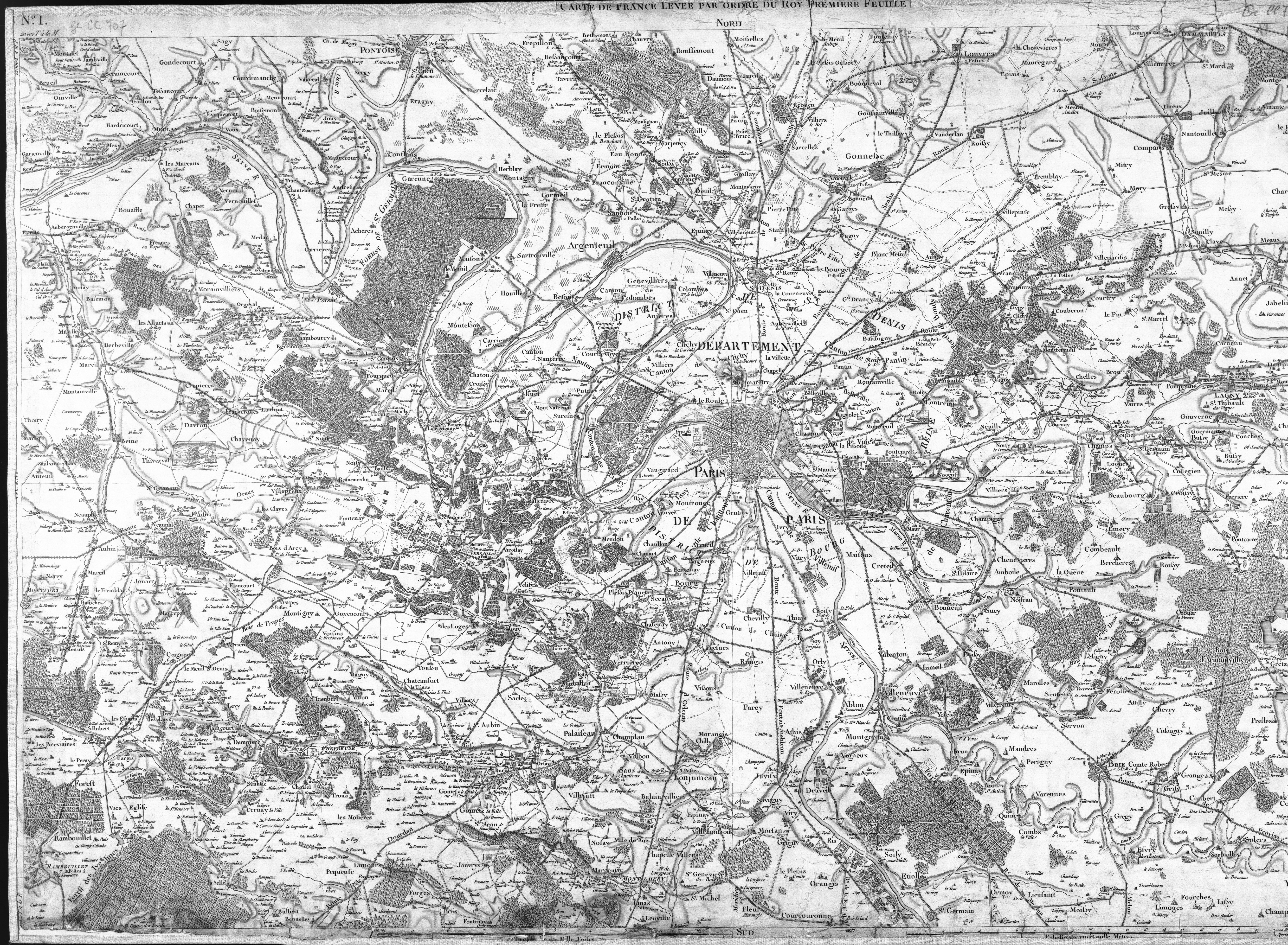
باريس والضواحي في 1750، من قبل سيزار-فرانسوا كاسيني دي ثوري. (بي إن إف غاليكا).